# Reinado de Alfonso XIII de España

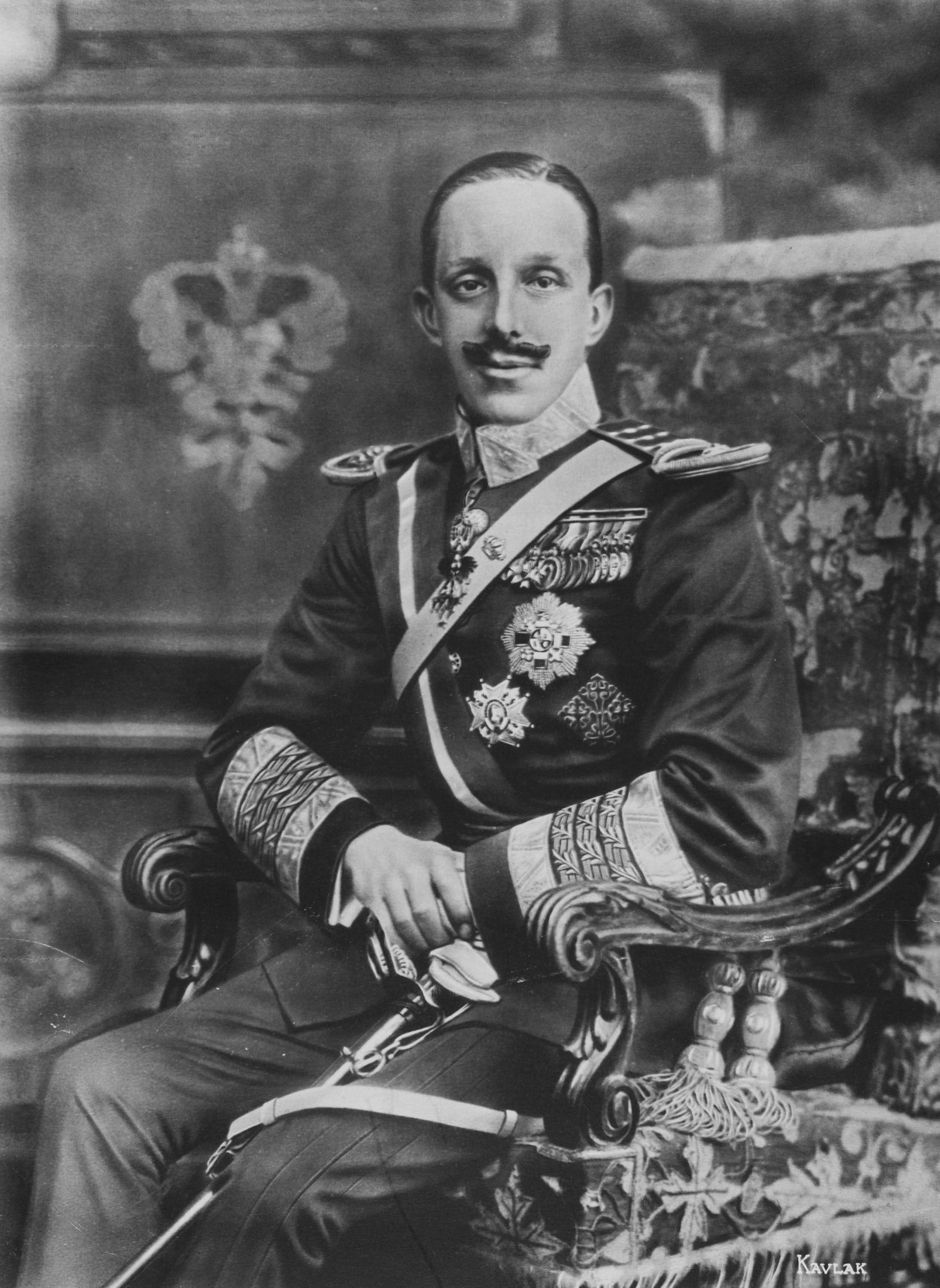
Fotografía de Alfonso XIII de España, tomada por Kaulak en 1916.

El reinado de Alfonso XIII es el periodo de la historia de España en el que reinó Alfonso XIII de Borbón, quien desde el mismo momento de su nacimiento en mayo de 1886 ya fue rey, ya que su padre Alfonso XII había fallecido cinco meses antes. Durante su minoría de edad, la jefatura del Estado fue desempeñada por su madre María Cristina de Habsburgo-Lorena en calidad de regente hasta que en mayo de 1902 cuando cumplió los dieciséis años de edad y juró la Constitución de 1876 inició su reinado personal que se prolongó hasta el 14 de abril de 1931, fecha en que tuvo que marchar al exilio al haberse proclamado la Segunda República.
El reinado se suele dividir en varias etapas:
- La regencia de María Cristina de Habsburgo (1885-1902) fue «un período especialmente significativo de la historia de España, pues en esos años de final de siglo el sistema conoció su estabilización, el desarrollo de las políticas liberales, pero también la aparición de grandes fisuras que en el terreno internacional se plasmaron con la guerra colonial, primero, y con EE UU, más tarde, provocando la derrota militar y diplomática que llevó a la pérdida de las colonias tras el Tratado de París de 1898. En el terreno interior la sociedad española conoció una mutación considerable, con la aparición de realidades políticas tan significativas como la emergencia de los regionalismos y nacionalismos periféricos, el fortalecimiento de un movimiento obrero de doble filiación, socialista y anarquista, y la sostenida persistencia, aunque decreciente, de las oposiciones republicana y carlista».[1]
- El período constitucional (1902-1923) constituye el periodo de su reinado personal en el que el rey Alfonso XIII se atuvo al papel que le confería la Constitución de 1876 que rigió durante la Restauración borbónica en España, aunque no se limitó a ejercer un papel simbólico sino que intervino activamente en la vida política, especialmente en los temas militares, gracias a los relativamente amplios poderes de que gozaba la Corona. El rey político, el político en el trono, fue así un obstáculo para la transformación del régimen político de la Restauración en una monarquía parlamentaria, y su intervención «se hizo más acusada en los momentos en los que los partidos (del turno) mostraban poca cohesión interna y la opinión no se decantaba por un líder de un modo claro. En esas circunstancias, la decisión del monarca de entregar el poder a uno u otro líder político constituía una participación decisiva en la política interna de los partidos».[2]
- La dictadura de Primo de Rivera (1923-1930) fue el segundo periodo del reinado personal de Alfonso XIII en el que el rey no se opuso al golpe de Estado de Primo de Rivera que acabó con el régimen liberal. De esta forma Alfonso XIII unió su destino al de la Dictadura, por lo que cuando Primo de Rivera fracasó en su intento de instaurar un régimen autoritario y presentó su dimisión en enero de 1930, la propia monarquía fue cuestionada.
- La dictablanda del general Berenguer (1930-1931) no pudo impedir el crecimiento de la opción republicana que llevó a la proclamación de la Segunda República Española el 14 de abril de 1931 y Alfonso XIII se vio obligado a marchar al exilio.

Como ha señalado el historiador Manuel Suárez Cortina, «en los años que estuvo al frente de los destinos del Estado, Alfonso XIII pudo observar un cambio notable en la sociedad española: la consolidación de un movimiento obrero autónomo, la afirmación de los regionalismos y nacionalismos periféricos, la formación de un sistema económico de acusados rasgos proteccionistas y varios intentos de modernizar el sistema político, que parecieron inviables desde mediados de la segunda mitad del siglo». Según el historiador Javier Moreno Luzón, los cambios que se produjeron durante su reinado «provocaron gravísimos conflictos sociales y políticos... España no se asemejaba a Gran Bretaña, pero tampoco a una colonia africana, más bien se aproximaba a Italia y otros estados europeos de segunda fila que, al comenzar el siglo XX, se adentraban en la compleja política de masas».

## Regencia de María Cristina de Habsburgo (1885-1902)

### El «pacto del Pardo» y el «Parlamento Largo» de Sagasta (1885-1890)

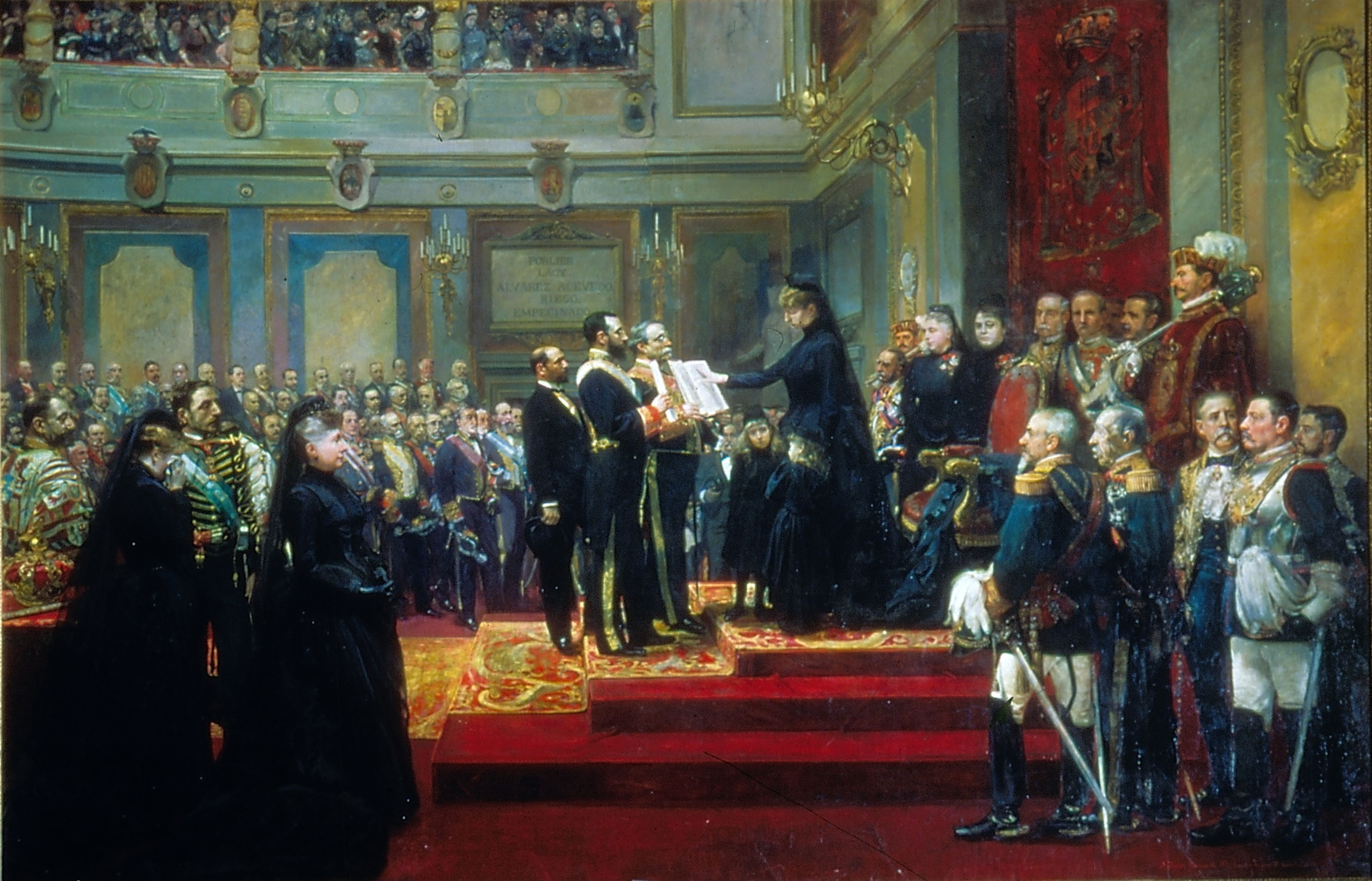
Cuadro que representa la jura de la Constitución de 1876 por María Cristina de Habsburgo-Lorena en el acto de proclamación como regente en diciembre de 1885. María Cristina, que está embarazada, está acompañada de sus dos hijas, María de las Mercedes de Borbón y Habsburgo-Lorena y María Teresa de Borbón. Enfrente de ella, el presidente del gobierno Antonio Cánovas del Castillo.

El rey Alfonso XII murió el 25 de noviembre de 1885 por tuberculosis, asumiendo la regencia su esposa María Cristina de Habsburgo-Lorena. La muerte del rey, al no tener descendencia masculina —Alfonso y María Cristina, casados el 29 de noviembre de 1879, habían tenido dos hijas— y a la espera de un tercer alumbramiento pues la reina estaba embarazada de tres meses, abrió una gran incertidumbre sobre el futuro del régimen de la Restauración que solo tenía diez años de vida, pues el supuesto «vació de poder» podía ser aprovechado por los carlistas o por los republicanos para acabar con él. De hecho en septiembre de 1886, solo cuatro meses después del nacimiento del futuro Alfonso XIII, se produjo una sublevación republicana encabezada por el general Manuel Villacampa del Castillo y organizada desde el exilio por Manuel Ruiz Zorrilla que constituyó la última intentona militar del republicanismo y cuyo fracaso lo dividió profundamente.
Entonces se reunieron los líderes de los dos partidos del turno, Antonio Cánovas del Castillo por el Partido Conservador y Práxedes Mateo Sagasta por el Partido Liberal-Fusionista, para acordar la sustitución del primero por el segundo al frente del gobierno. Fue el llamado «pacto del Pardo», pues aunque en realidad la entrevista de los jefes de los partidos tuvo lugar en la sede de la presidencia del gobierno y no en el Palacio del Pardo, el término se justifica porque la última residencia de Alfonso XII tuvo una importancia decisiva. Allí fue llamado el General restaurador, Martínez Campos, que llegó una hora después que la Regente, y que ya llevaba una solución a la crisis, tras sus múltiples entrevistas desde el inicio de la enfermedad del rey: dos con Cánovas, que la solicitó, con Sagasta, con los Generales Jovellar, Concha y Quesada, en un "pacto militar" previo; de hecho el propio Cánovas confesó que fue el apoyo de Martínez Campos el que lo dispuso a aceptar el gobierno liberal. En El Pardo se llevaron a cabo múltiples entrevistas y múltiples acuerdos; allí llegaron todos los ministros y Sagasta; llegaron los Generales más representativos, allí se habló con el Nuncio para facilitar "el pacto" con la Iglesia. Martínez Campos y los "otros" pactos de El Pardo. Así se posibilitó la «benevolencia» de los conservadores respecto del nuevo gobierno liberal de Sagasta para que este pudiera desarrollar el programa que acababan de pactar las diversas facciones que lo integraban, conocido como ley de garantías y que consistía fundamentalmente en introducir las libertades y los derechos reconocidos durante el Sexenio democrático —el pacto incluía la aceptación definitiva por los liberales de la Constitución de 1876 y la soberanía compartida entre el rey las Cortes, en que se basaba aquella—. Sin embargo, la facción del Partido Conservador encabezada por Francisco Romero Robledo no aceptó la cesión del poder a Sagasta y abandonó el partido para formar uno propio, denominado Partido Liberal-Reformista, al que se sumó la Izquierda Dinástica de José López Domínguez, en un intento de crear un espacio político intermedio entre los dos partidos del turno.

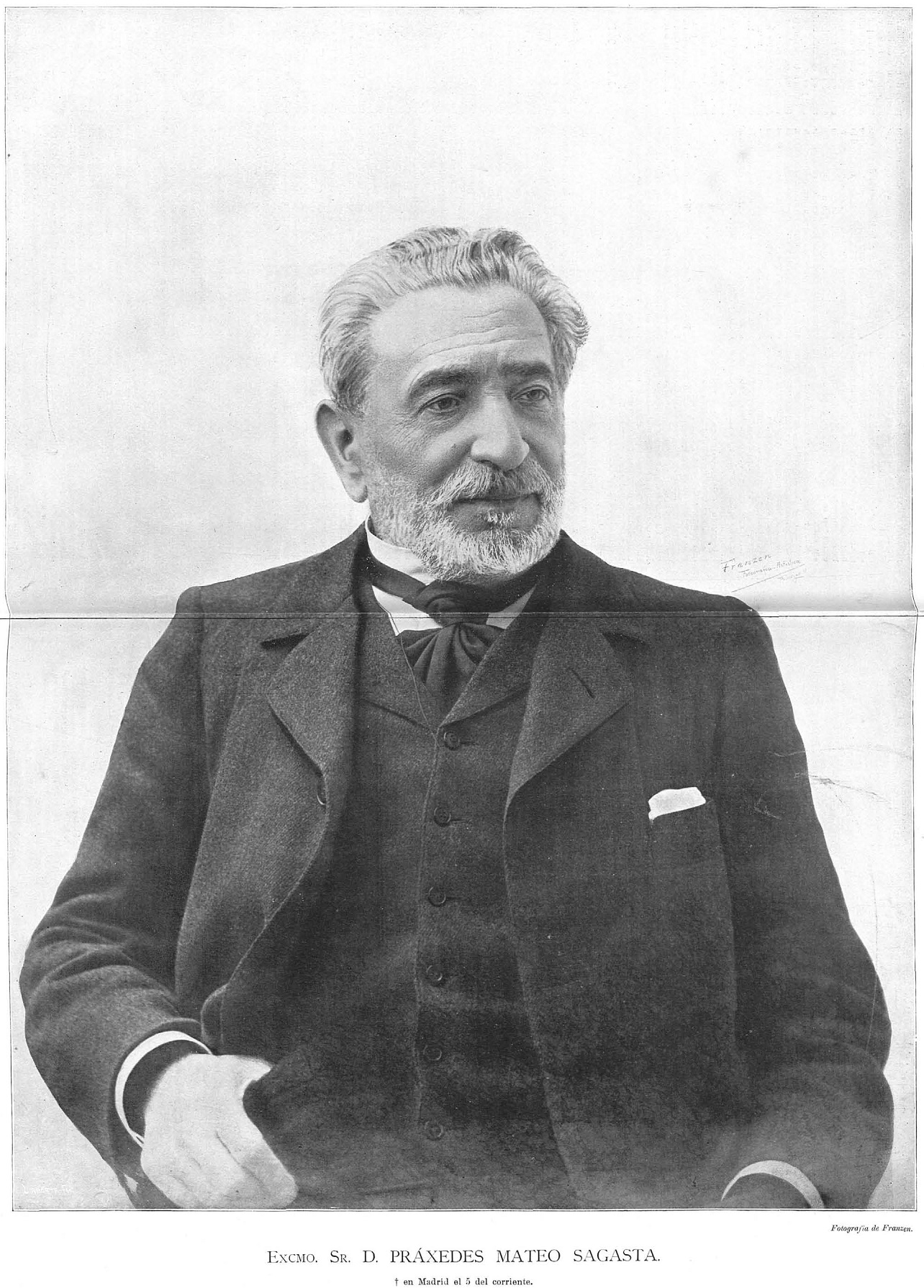
Práxedes Mateo Sagasta, líder del Partido Liberal-Fusionista.

En abril de 1886, cinco meses después de formar el gobierno y un mes antes del nacimiento del futuro Alfonso XIII, los liberales convocaron elecciones para dotarse de una mayoría sólida en las Cortes y poder desarrollar así su programa de gobierno, aunque ya habían podido comenzar a aplicarlo gracias a la benevolencia de los conservadores. A este período se le llamó por su duración, cerca de cinco años, el Gobierno Largo de Sagasta o también el Parlamento Largo, durante el cual se llevaron a cabo «un conjunto de reformas que configuran de un modo definitivo el perfil social y político de la Restauración como época histórica», por lo que algunos historiadores lo han considerado el «período más fecundo» de la misma.
La primera gran reforma del Gobierno Largo de Sagasta fue la aprobación en junio de 1887 de la Ley de Asociaciones que regulaba la libertad de asociación para los fines de la «libertad humana» y que permitió que las organizaciones obreras pudieran actuar legalmente, ya que incluía la libertad sindical, lo que dio un gran impulso al movimiento obrero en España. Al amparo de la nueva ley se extendió la anarcosindicalista FTRE, fundada en 1881 como sucesora de la FRE-AIT del Sexenio Democrático, y nació la socialista Unión General de Trabajadores (UGT), fundada en 1888, el mismo año en que el Partido Socialista Obrero Español (PSOE), que había nacido en la clandestinidad nueve años antes, pudo celebrar su I Congreso.
La segunda gran reforma fue la ley del jurado, una vieja reivindicación del liberalismo progresista a la que siempre se había resistido el conservadurismo, y que fua aprobada en abril de 1888. El juicio por jurado se estableció para aquellos delitos que tuvieran mayor impacto para el mantenimiento del orden social o que afectaran a los derechos individuales, como la libertad de imprenta. Según la ley el jurado se encargaría de establecer los hechos probados, mientras que la calificación jurídica de los mismos correspondería a los jueces.
La tercera gran reforma fue la introducción del sufragio universal (masculino) mediante una ley aprobada el 30 de junio de 1890. Se daba satisfacción así a una vieja demanda de la izquierda liberal y demócrata, lo que constituyó todo un «acontecimiento político». Sin embargo, la extensión del sufragio a todos los varones mayores de veinticinco años —unos cinco millones en 1890—, con independencia de sus ingresos como ocurría con el sufragio censitario, no supuso la democratización del sistema político, porque el fraude electoral se mantuvo, solo que ahora las redes caciquiles se extendieron al conjunto de la población, por lo que los gobiernos se siguieron formando antes de las elecciones, y no después, ya que el gobierno de turno se fabricaba con el encasillado una sólida mayoría en las Cortes —durante la Restauración ningún gobierno perdió nunca unas elecciones—. Así pues, «aunque formalmente equivalía a la implantación de la democracia, [la aprobación del sufragio universal (masculino)] en términos prácticos nada cambió». Además la Constitución no fue reformada, por lo que siguió sin reconocerse el principio de la soberanía nacional, y solo un tercio del Senado era elegido, ni tampoco fue reconocida la libertad de cultos, otro de los principios de un sistema democrático.
Por otro lado, la prueba de que el objetivo de la ley no era la instauración de la democracia estriba en que no se adoptaron garantías para asegurar la transparencia del sufragio y evitar así el fraude electoral, como la actualización del censo por un organismo independiente, la exigencia de una acreditación a la persona que iba a votar o el control de todo proceso que siguió en manos del Ministro de la Gobernación, conocido como el «gran elector», pues era quien se ocupaba de asegurar que su gobierno gozara de una amplia mayoría en las Cortes. «El hecho de que en algunos núcleos urbanos la oposición pudo invertir esa realidad, no deja de ser un hecho casi testimonial. El control político desde arriba, la práctica del turno mediante el fraude electoral es lo que constituye la esencia de las prácticas políticas de la España de final de siglo», concluye Manuel Suárez Cortina.

### La estabilización del régimen político de la Restauración (1890-1895)
La primera mitad de la última década del siglo XIX, constituye el periodo de «plenitud» del régimen político de la Restauración instaurado por Antonio Cánovas del Castillo tras el Sexenio Democrático. Pasados esos cinco años de relativa estabilidad, durante los que se produjo la normalización del turno entre conservadores y liberales, el régimen tendrá que hacer frente «a varios problemas que no estaban en su agenda política: el problema obrero, la cristalización de un nacionalismo periférico y, finalmente, la propia cuestión colonial que llevó a la guerra de emancipación cubana, primero, y a la hispanonorteamericana, cuya derrota marca la crisis final de siglo más tarde».

#### El gobierno conservador de Cánovas del Castillo (1890-1892)

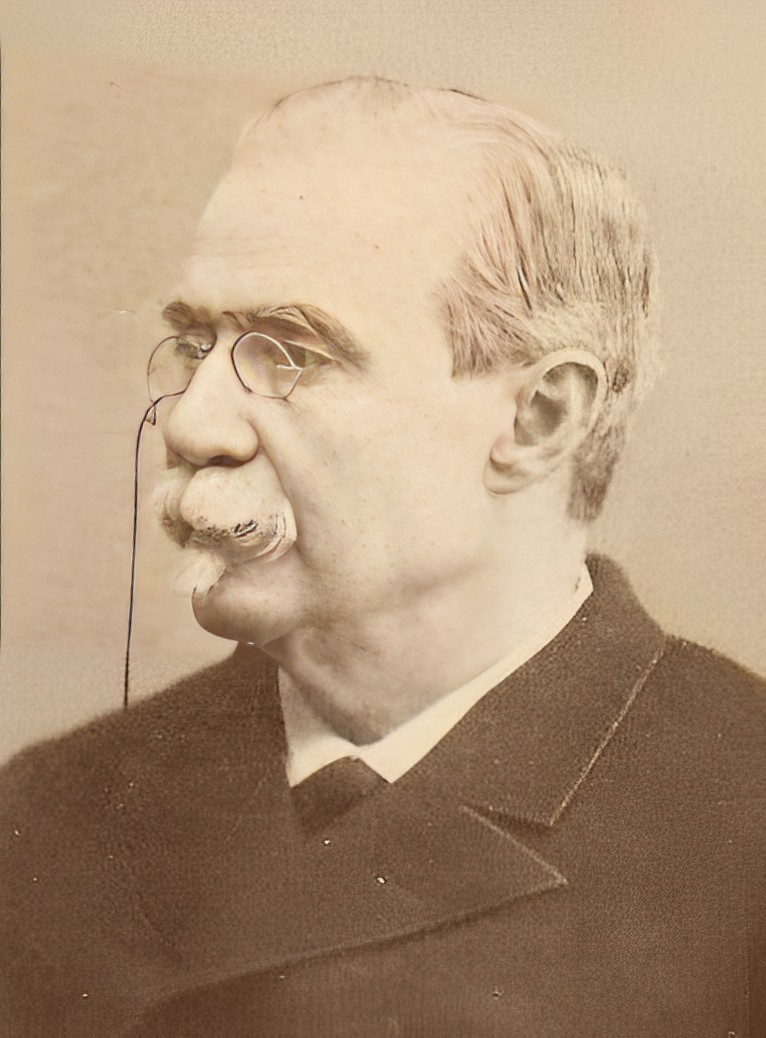
Antonio Cánovas del Castillo, líder del Partido Conservador y artífice del régimen político de la Restauración, conocido también por ello como el sistema canovista.

Culminado su programa de reformas con la aprobación del sufragio universal (masculino), Sagasta dio paso a Cánovas del Castillo que formó gobierno en julio de 1890, solo unas semanas después de haberse aprobado la ley en las Cortes. El nuevo gobierno no modificó las reformas introducidas por los liberales, con lo que, según Suárez Cortina, «quedaba así sellada una nota básica del sistema canovista: los avances liberales eran respetados por el conservadurismo, de modo que el régimen se consolidaba a partir de un equilibrio entre la conservación y el progreso». Por ello fue el gobierno de Cánovas el que presidió las primeras elecciones por sufragio universal celebradas en febrero de 1891, en las que la maquinaria del fraude volvió a funcionar y los conservadores obtuvieron una amplia mayoría en el Congreso de los Diputados (253 escaños, frente a los 74 de los liberales, y los 31 de los republicanos).
En el gobierno convivieron dos tendencias del conservadurismo  encarnadas por Francisco Romero Robledo, que había vuelto a reintegrarse a las filas del partido tras su experiencia fallida con el Partido Liberal-Reformista, y Francisco Silvela. El primero representaba «el dominio de las prácticas clientelares, de la manipulación electoral y del triunfo del pragmatismo más crudo», frente al «reformismo conservador» del segundo. Cánovas del Castillo se inclinó más hacia el «pragmatismo» de Romero Robledo, por lo que Silvela salió del gobierno en noviembre de 1891 y no podrá poner en práctica su programa reformista hasta después de la muerte de Cánovas y del «desastre del 98».
La medida más importante tomada por el gobierno fue el llamado Arancel Cánovas de 1891, que derogó el librecambista Arancel Figuerola de 1869 y estableció fuertes medidas proteccionistas para la economía española, que fueron complementadas con la aprobación al año siguiente de la Ley de Relaciones Comerciales con las Antillas. Con este arancel el gobierno satisfacía las demandas de determinados sectores económicos —como el textil catalán— además de sumarse a la tendencia internacional a favor del proteccionismo en detrimento del librecambismo. 
Durante el gobierno de Cánovas tuvo lugar la celebración del IV Centenario del Descubrimiento de América, pero también se produjeron dos acontecimientos de gran trascendencia para el futuro. El nacimiento de la Unió Catalanista, la primera organización plenamente política del nacionalismo catalán, que en 1892 aprobó su documento fundacional, las Bases de Manresa, y la publicación ese mismo año del libro de Sabino Arana Bizkaya por su independencia, que representó el acta de nacimiento del nacionalismo vasco.

#### La vuelta de los liberales al poder (1893-1895): el terrorismo anarquista
En diciembre de 1892 un caso de corrupción en el ayuntamiento de Madrid provocó la crisis del gobierno de Cánovas, que la regente solventó llamando de nuevo a Sagasta. Este siguiendo los usos del sistema canovista obtuvo el decreto de disolución de las Cortes y de convocatoria de nuevas elecciones para dotarse de una mayoría amplia que apoyara al nuevo gobierno. Las elecciones se celebraron en marzo de 1893 y como era de esperar supusieron un rotundo triunfo de las candidaturas gubernamentales (los liberales consiguieron 281 diputados, frente a 61 de conservadores —divididos entre canovistas, 44, y silvelistas, 17—, más 7 carlistas, 14 republicanos posibilistas y 33 republicanos unionistas).

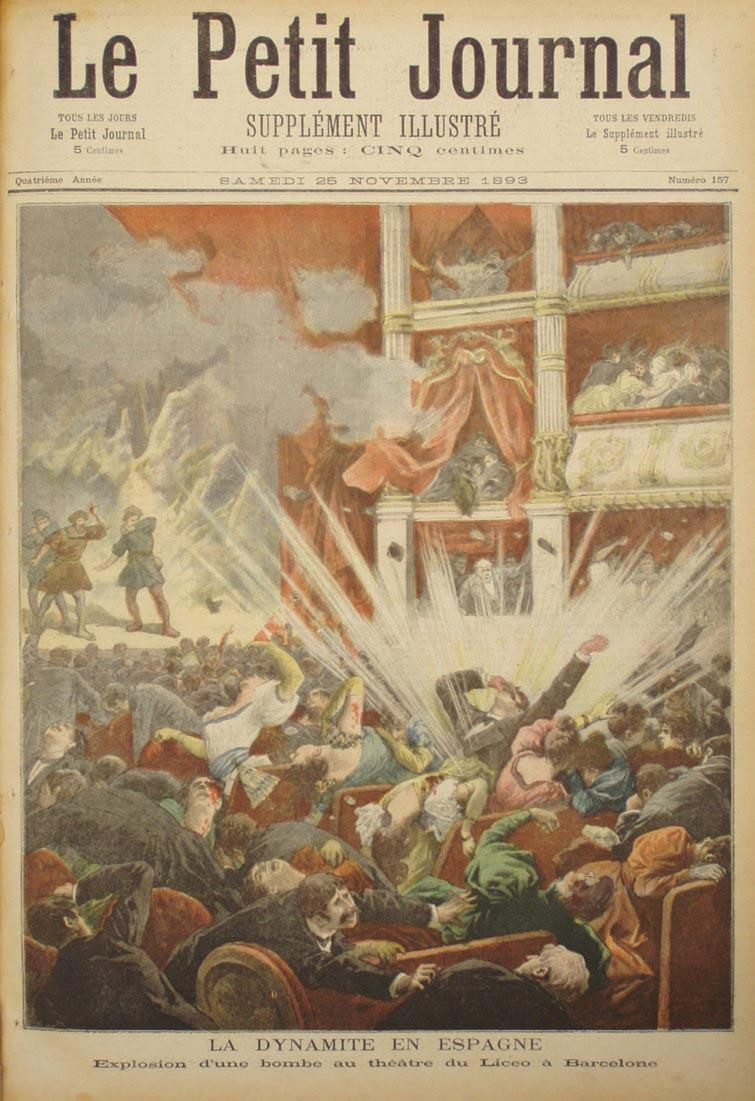
Portada de Le Petit Journal sobre la bomba del Liceo lanzada por un anarquista el 7 de noviembre de 1893 y que causó 22 muertos y 35 heridos.

Las figuras más destacadas del nuevo gobierno eran Germán Gamazo, líder del ala derecha del partido liberal, y su yerno Antonio Maura. El primero ocupó la cartera de Hacienda, pero su objetivo de lograr el equilibrio presupuestario se vio frustrado por el aumento del gasto causado por la breve guerra de Margallo  que tuvo lugar en los alrededores de Melilla entre octubre de 1893 y abril de 1894. El segundo, al frente del Ministerio de Ultramar puso en marcha la reforma del régimen colonial y municipal de Filipinas para dotarlos de una mayor autonomía administrativa —a pesar de la oposición que despertó entre ciertos sectores del nacionalismo español y de la Iglesia—, pero fracasó en su intento de hacer lo mismo en Cuba, a causa de que a la españolista Unión Constitucional le pareció demasiado avanzada, mientras que no satisfizo las aspiraciones del Partido Liberal Autonomista cubano. El proyecto de reforma colonial para Cuba, fue rechazado por las Cortes, tachado de antipatriótico, y Antonio Maura llegó a ser calificado de filibustero, beodo y energúmeno. Maura y su suegro Germán Gamazo dimitieron abriendo una grave crisis en el gobierno de Sagasta.
El gobierno tuvo que hacer frente al terrorismo anarquista de la «propaganda por el hecho» justificado por sus partidarios como una respuesta a la «violencia de la sociedad y del Estado burgueses». Su escenario principal fue la ciudad de Barcelona y el primer atentado importante se produjo el 24 de septiembre de 1893 en el que el general Arsenio Martínez Campos, capitán general de Cataluña, resultó herido levemente, pero que causó la muerte de una persona, además de que otras resultaron heridas. El autor del atentado, el joven anarquista Paulino Pallás —que fue fusilado dos semanas más tarde— lo justificó como represalia por los incidentes ocurridos año y medio antes en Jerez de la Frontera cuando en la noche del 8 de enero de 1892 unos 500 campesinos trataron de hacerse con la ciudad para liberar a unos compañeros presos en la cárcel y dos vecinos y uno de los asaltantes murieron, desatándose a continuación una represión indiscriminada de las organizaciones obreras de la ciudad —cuatro obreros fueron ejecutados tras un consejo de guerra, y dieciséis más fueron condenados a cadena perpetua; todos ellos denunciaron que habían sido torturados para obtener confesiones—. Al mes siguiente, el 7 de noviembre, una bomba lanzada al patio de butacas del Teatro del Liceo de Barcelona mataba a 22 personas y hería a otras 35.

### La crisis de final de siglo (1895-1902)

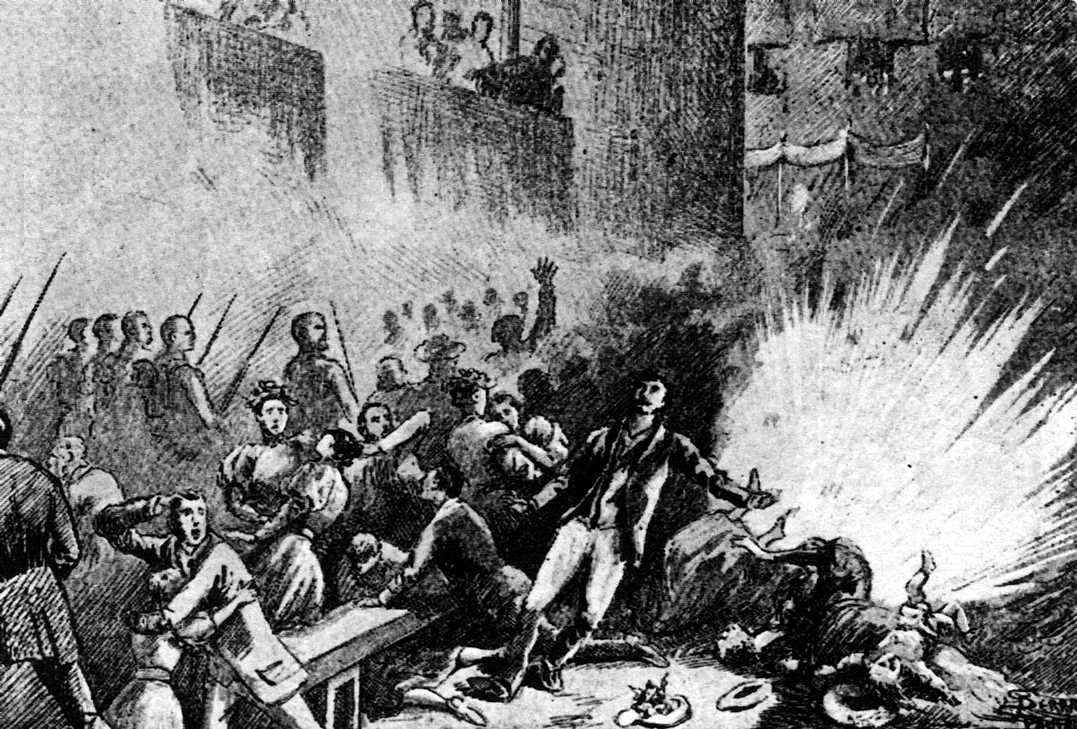
Dibujo reproduciendo el momento de la explosión de la bomba en la procesión del Corpus Cristi de 1896 en la calle Canvis Nous de Barcelona. La represión posterior conocida como el proceso de Montjuic levantó una oleada de protestas nacional e internacional.

La crisis final de siglo de la Restauración estuvo determinada por la guerra de Independencia cubana iniciada en febrero de 1895, y cuya primera consecuencia fue la caída del gobierno liberal de Sagasta que dio paso a un gobierno conservador presidido por Antonio Cánovas del Castillo. Pero a nivel interno también desempeñó un cierto papel el terrorismo anarquista, cuyo atentado más importante tuvo lugar en Barcelona el 7 de junio de 1896 durante el paso de la procesión del Corpus por la calle Canvis Nous en el que seis personas murieron en el acto, y otras cuarenta y dos resultaron heridas. La represión policial que se desató a continuación fue brutal e indiscriminada y dio lugar al famoso proceso de Montjuic, durante el cual 400 «sospechosos» fueron encarcelados en el castillo de Montjuic, donde fueron brutalmente torturados —«uñas arrancadas, pies aplastados por máquinas prensoras, cascos eléctricos, puros habanos apagados en la piel…»—. Mediante varios consejos de guerra fueron condenadas a muerte 28 personas y otras 59 a cadena perpetua.
El proceso de Montjuic tuvo una gran repercusión internacional, dadas la dudas que había sobre las pruebas en que se habían basado las condenas —básicamente las confesiones de los acusados obtenidas mediante torturas— que también fue seguida por una campaña de parte de la prensa en contra del gobierno y de los «verdugos», en la que destacó el joven periodista Alejandro Lerroux, director del diario madrileño republicano El País que con el título de Las infamias de Montjuïc publicó durante meses los relatos de los torturados —además Lerroux emprendió una gira de propaganda por La Mancha y Andalucía—. En ese ambiente de exaltado de protesta por los procesos de Montjuic se produjo el asesinato del presidente del gobierno Antonio Cánovas del Castillo por el anarquista italiano Michele Angiolillo el 8 de agosto de 1897. Práxedes Mateo Sagasta se tuvo que hacer cargo del gobierno.

#### La guerra de Cuba (1895-1898)

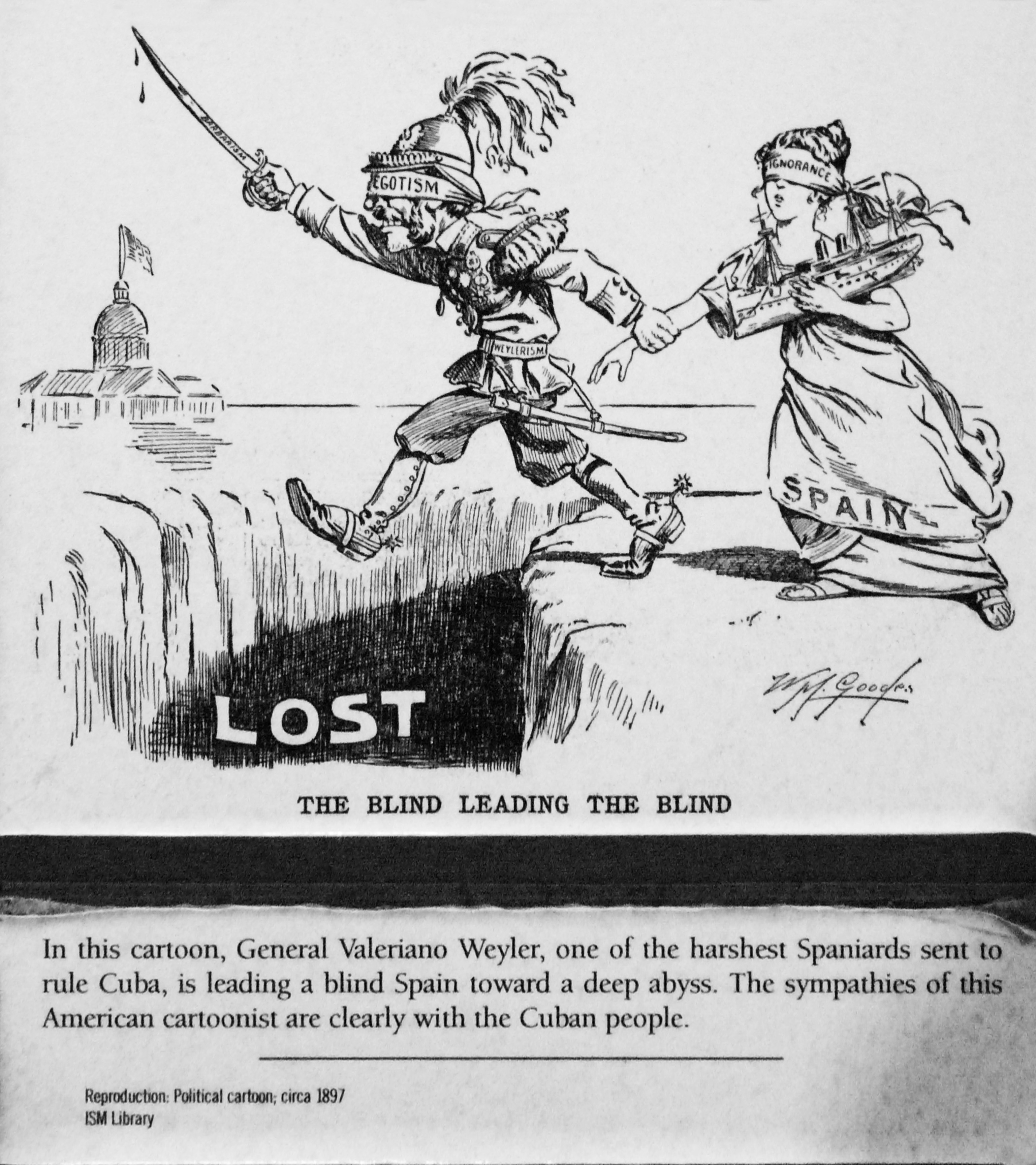
Caricatura satírica norteamericana sobre la actuación del general Valeriano Weyler en la guerra de Cuba titulada El ciego que conduce a la ciega.

El último domingo de febrero de 1895 estalló una nueva insurrección independentista en Cuba encabezada por el Partido Revolucionario Cubano, fundado por José Martí en Nueva York en 1892, poniendo fin así a la tregua abierta por la paz de Zanjón. El gobierno español reaccionó enviando a la isla un importante contingente militar —unos 220.000 soldados llegarían a Cuba en tres años—. En enero de 1896 el general Valeriano Weyler relevó en el mando al general Arsenio Martínez Campos —que no había conseguido acabar con la insurrección— empeñado en llevar la guerra «hasta el último hombre y la última peseta». «Weyler decidió que era necesario cortar el apoyo que los independentistas recibían de la sociedad cubana; y para ello ordenó que la población rural se concentrara en poblados controlados por las fuerzas españolas; al mismo tiempo ordenó destruir las cosechas y ganado que podían servir de abastecimiento al enemigo. Estas medidas dieron buen resultado desde el punto de vista militar, pero con un coste humano elevadísimo. La población reconcentrada, sin condiciones sanitarias ni alimentación adecuada, empezó a ser víctima de las enfermedades y a morir en gran número. Por otra parte, muchos campesinos, sin nada que perder ya, se unieron al ejército insurgente».
Mientras tanto, en 1896 se iniciaba otra insurrección independentista en el archipiélago de las Filipinas encabezada por el Katipunan, una organización nacionalista fundada en 1892. A diferencia de Cuba la rebelión se consiguió detener en 1897 aunque el general Polavieja recurrió a unos métodos parecidos a los de Weyler —José Rizal, el principal intelectual nacionalista filipino, fue ejecutado—.
En agosto de 1897 era asesinado Cánovas, y Sagasta, el líder del Partido Liberal, tuvo que hacerse cargo del gobierno en octubre. Una de las primeras decisiones que tomó fue destituir al general Weyler, cuya política de dureza no estaba dando resultados, siendo sustituido por el general Ramón Blanco y Erenas. Asimismo, en un último intento de restar apoyos a la insurrección, se concedió la autonomía política a Cuba —también a Puerto Rico, que permanecía en paz—, pero llegó demasiado tarde y la guerra continuó.

#### La guerra hispano-norteamericana de 1898 y sus consecuencias

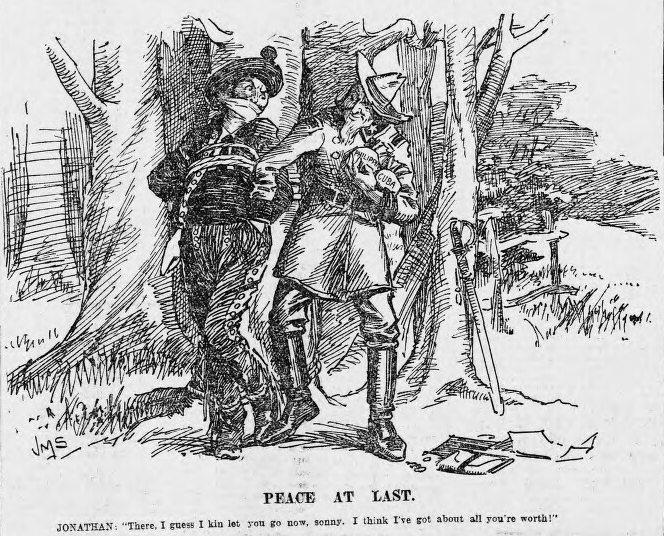
Caricatura satírica norteamericana sobre el Tratado de París de 1898 que se firmó tras la derrota española en la guerra hispano-estadounidense y que acabó con los últimos restos del Imperio español.

Además de las razones geopolíticas y estratégicas, el interés norteamericano por Cuba —y por Puerto Rico— se debía a la creciente interdependencia de sus respectivas economías  —inversiones de capital norteamericano; el 80% de las exportaciones de azúcar cubano iban ya a los Estados Unidos— y también a la simpatía que despertó la causa independentista cubana entre la opinión pública especialmente después de que la prensa sensacionalista aireara la brutal represión ejercida por Weyler e iniciara una campaña antiespañola pidiendo la intervención del ejército norteamericano del lado de los insurrectos. De hecho la ayuda norteamericana en armas y pertrechos canalizada a través de la Junta Cubana presidida por Tomás Estrada Palma y de la Liga Cubana «fue decisiva para impedir sometimiento de las guerrillas cubanas», según Suárez Cortina. La postura norteamericana se radicalizó con el presidente republicano William McKinley, elegido en noviembre de 1896, quien descartó la solución autonomista admitida por su antecesor, el demócrata Grover Cleveland, y apostó claramente por la independencia de Cuba o la anexión—el embajador norteamericano en Madrid hizo una oferta de compra de la isla que fue rechazada por el gobierno español—. Así la concesión de la autonomía a Cuba aprobada por el gobierno de Sagasta —la primera experiencia de este tipo en la historia contemporánea española— no satisfizo en absoluto las pretensiones norteamericanas, como tampoco las de los independentistas cubanos que continuaron la guerra.
En febrero de 1898 el acorazado norteamericano Maine se hundió en el puerto de La Habana donde se hallaba fondeado a consecuencia de una explosión —264 marineros y dos oficiales murieron— y dos meses después el Congreso de los Estados Unidos aprobaba una resolución en la que se exigía a España la independencia de Cuba y autorizaba al presidente McKinley a declararle la guerra, lo que hizo el 25 de abril.
La guerra hispano-estadounidense fue breve y se decidió en el mar. El 1 de mayo de 1898 la escuadra española de Filipinas era hundida frente a las costas de Cavite por una flota norteamericana —y las tropas norteamericanas desembarcadas ocupaban Manila tres meses y medio después— y el 3 de julio le sucedía lo mismo a la flota enviada a Cuba al mando del almirante Cervera frente a la costa de Santiago de Cuba —a los pocos días Santiago de Cuba, la segunda ciudad en importancia de la isla, caía en manos de las tropas norteamericanas que habían desembarcado—. Poco después los norteamericanos ocupaban la isla vecina de Puerto Rico.

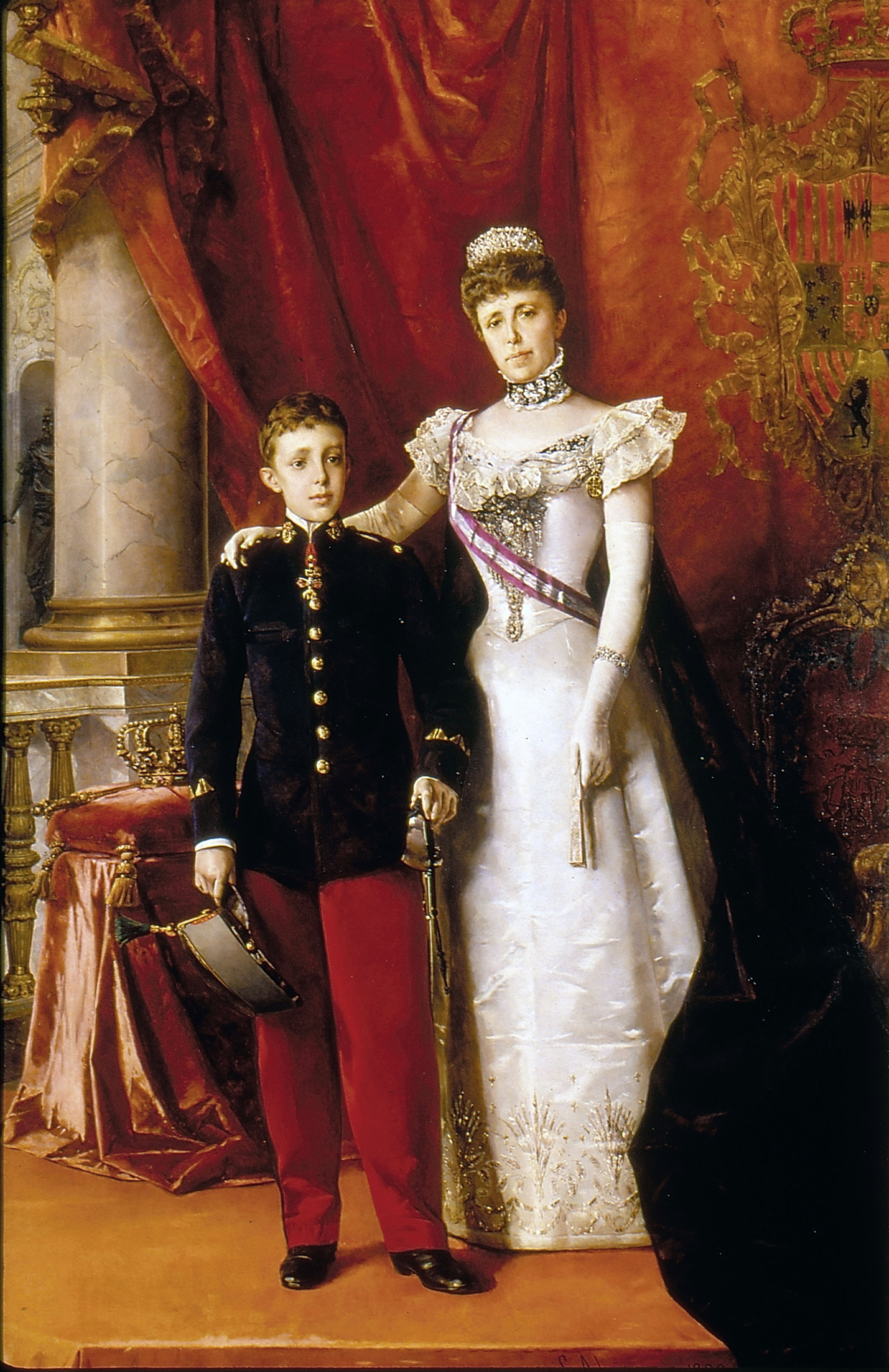
La regente María Cristina de Habsburgo-Lorena con su hijo el futuro Alfonso XIII, de doce años de edad. Cuadro de Luis Álvarez Catalá de 1898.

Inmediatamente el gobierno de Sagasta pidió la mediación de Francia para entablar negociaciones de paz que culminaron con la firma del Tratado de París, el 10 de diciembre de 1898. Por este Tratado España reconocía la independencia de Cuba y cedía a Estados Unidos, Puerto Rico, Filipinas y la isla de Guam, en el archipiélago de las Marianas. Al año siguiente España vendió a Alemania por 25 millones de dólares los últimos restos de su imperio colonial en el Pacífico, las islas Carolinas, Marianas —menos Guam— y Palaos. «Calificada como absurda e inútil por gran parte de la historiografía, la guerra contra EE UU se sostuvo por una lógica interna, en la idea de que no era posible mantener el régimen monárquico si no era a partir de una derrota militar más que previsible», afirma Suárez Cortina. Como dijo el jefe de la delegación española en las negociaciones de paz de París, el liberal Eugenio Montero Ríos: «Todo se ha perdido, menos la Monarquía». O como dijo el embajador norteamericano en Madrid: los políticos de los partidos dinásticos preferían «las probabilidades de una guerra, con la seguridad de perder Cuba, al destronamiento de la monarquía».
Tras la derrota, la exaltación patriótica nacionalista español dio paso a un sentimiento de frustración. Sin embargo, este sentimiento no tuvo traducción política pues tanto carlistas como republicanos —con la excepción de Pi y Margall que mantuvo una postura anticolonialista— habían apoyado la guerra y se habían manifestado tan nacionalistas, militaristas y colonialistas como los partidos del turno —solo socialistas y anarquistas permanecieron fieles a su ideario internacionalista, anticolonialista y antibelicista— y el régimen de la Restauración conseguiría superar la crisis.
En resumen, en España el resultado de la guerra se vivió como una tragedia, pero solo entre la clase intelectual (lo que dará lugar al Regeneracionismo y a la Generación del 98), ya que la mayoría de la población era analfabeta y vivía bajo el régimen del caciquismo. El desastre no tuvo nada de excepcional en el contexto de la época: ese mismo año los franceses habían tenido que retirarse vergonzosamente ante los británicos en el incidente de Fachoda, los portugueses también habían tenido que ceder ante ellos en 1890, los italianos fueron humillados por nativos en Abisinia en 1896, los griegos sufrieron una dura derrota ante los turcos, China era un Estado dominado por los extranjeros, los rusos fueron severamente derrotados por los japoneses en 1905 y los turcos fueron derrotados por los italianos en 1912, entre otros ejemplos.
Si se toma como ejemplo el caso portugués, cuando debido al ultimátum británico de 1890 el Reino de Portugal tuvo que retirarse de manera humillante sin lucha de algunos territorios coloniales africanos para dejar que el Imperio británico (muy superior en todos los aspectos al portugués) los ocupara, el descontento social que se generó acabó provocando una dinámica que llevó a la caída de la monarquía en 1910.
En 1900, por Decreto del 18 de mayo del Ministerio de Marina, se describió técnicamente la situación de los buques de la Armada en ese momento y se dieron de baja veinticinco unidades por considerarse inútiles para el servicio militar. En resumen, el panorama que se señalaba en ese Decreto del año 1900 era desolador, pues solo consideraba 2 buques aptos para la guerra moderna de entonces. Tras los Acuerdos de Cartagena de 1907 y la ayuda inglesa y francesa por fin la Armada empezaría dotarse de acorazados modernos (los de la clase España).
Económicamente la guerra cambió el transcurso de la economía en España, ya que después de la guerra grandes cantidades de capital en poder de los españoles en Cuba y los Estados Unidos fueron devueltos a la península e invertidos en España. Este flujo masivo de capital (equivalente al 25 % del producto interno bruto de un año) ayudó a desarrollar las grandes empresas modernas en España en las industrias del acero, química, financiera, mecánica, textil, astillero y energía eléctrica.
Pocos años después de la guerra, ya durante el reinado de Alfonso XIII, España mejoró su posición comercial y mantuvo estrechas relaciones con Estados Unidos, lo que provocó la firma de tratados comerciales entre ambos países en 1902, 1906 y 1910. España giraría su punto de atención hacia sus posesiones en África (especialmente el norte de Marruecos, Sahara español y la Guinea Española) y se empezaría a rehabilitar internacionalmente tras la Conferencia de Algeciras de 1906.
Por el Tratado de París de 1900 el gobierno español firmó un acuerdo con el gobierno francés para delimitar definitivamente las fronteras de sus colonias del Sahara y de Guinea respecto de las colonias francesas vecinas. En el caso del Sahara Español debido a errores cometidos los años anteriores por los gobiernos españoles por desidia y olvido los franceses adquirieron varios territorios que habían sido descubiertos antes por exploradores españoles. En el caso de Guinea Española obtuvo solo un exiguo territorio continental de 26 000 km² de los 300 000 que había reclamado históricamente. Aun así, conscientes de su debilidad y de la poca presencia española en esos territorios las décadas anteriores, el gobierno español acogió el acuerdo con satisfacción y lo mismo con la ciudadanía, que estaba cansada de aventuras coloniales y fracasos diplomáticos. En 1904 el gobierno español firmó con el gobierno francés el Convenio hispano-francés de 1904 sobre Marruecos, donde se sentaban las bases del futuro reparto territorial de ese país.

#### Los gobiernos «regeneracionistas» (1898-1902)

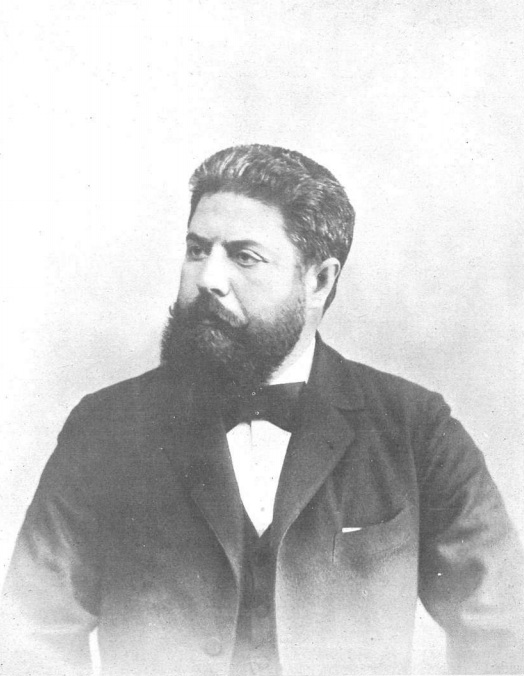
Joaquín Costa.

Los años de finales del siglo XIX y de principios del siglo XX estuvieron marcados por el regeneracionismo, una corriente de opinión que planteó la necesidad de «vivificar» —de regenerar—la sociedad española para que no volviera a repetirse el «desastre del 98». Esta corriente participó de lleno en lo que se llamó literatura del Desastre, que ya se había iniciado unos años antes del 98 —Lucas Mallada había publicado Los males de la Patria en 1890— y que se planteó reflexionar sobre las causas que habían conducido a la situación de «postración» en que se encontraba la Nación española —como lo demostraba el hecho de que España había perdido sus colonias mientras que el resto de los principales Estados europeos estaban construyendo sus propios imperios coloniales— y sobre lo que había que hacer para superarla. Entre las muchas obras publicadas destacaron El problema nacional (1899) de Ricardo Macías Picavea, Del desastre nacional y sus causas (1900) de Damián Isern y ¿El pueblo español ha muerto? (1903) del doctor Madrazo. También participaron en este debate sobre el «problema de España» los escritores de lo que años más tarde se llamaría, precisamente, Generación del 98: Ángel Ganivet, Azorín, Miguel de Unamuno, Pío Baroja, Antonio Machado, Ramiro de Maeztu, etc.
Pero, sin duda, el autor de mayor influencia de la literatura regeneracionista fue Joaquín Costa. En 1901 publicó Oligarquía y caciquismo, en la que señaló al sistema político de la Restauración como el principal responsable del "atraso" de España. Para poder «regenerar» al «organismo enfermo» que era la España de 1900 hacía falta un «cirujano de hierro» que pusiera fin al sistema «oligárquico y caciquil» e impulsara un cambio basado en «escuela y despensa».

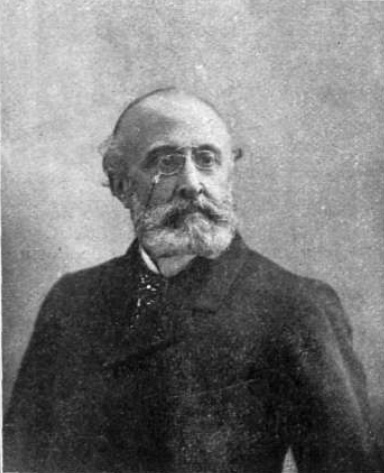
Francisco Silvela (1903), sucesor de Antonio Cánovas del Castillo al frente del Partido Conservador.

En marzo de 1899 el nuevo líder conservador, Francisco Silvela, se hizo cargo del gobierno, lo que supuso un gran alivio para Sagasta a quien le había tocado estar al frente del Estado durante los días del desastre del 98. Silvela se hizo eco de las demandas de "regeneración" de la sociedad y del sistema político —él mismo caracterizó la situación como la de un país «sin pulso»—, lo que se tradujo en una serie de medidas reformistas. El proyecto de Silvela — y del general Polavieja, ministro de la Guerra— consistía en «una fórmula de regeneración conservadora que trataba de salvaguardar los valores patrios en un momento de crisis nacional".
La reforma más importante fue la tributaria llevada a cabo por el ministro de Hacienda Raimundo Fernández Villaverde que estaba diseñada para hacer frente a la difícil situación financiera del Estado como consecuencia del aumento del gasto público provocado por la guerra y para frenar la depreciación de la peseta y el alza de precios —con el consiguiente aumento del descontento popular—.
El único movimiento de oposición importante con el que tuvo que enfrentarse el gobierno conservador de Silvela fue la huelga de contribuyentes —o "tancament de caixes", literalmente 'cierre de cajas', en Cataluña— promovida entre abril y julio de 1900 por la Liga Nacional de Productores, una organización creada por el regeneracionista Joaquín Costa, y por las Cámaras de Comercio, dirigidas por Basilio Paraíso. Pero este movimiento que exigía cambios políticos y económicos acabó fracasando y la Unión Nacional que surgió del mismo se disolvió, sobre todo cuando la abandonaron las burguesías vasca y catalana que pasaron a apoyar al gobierno de Silvela.
Las desavenencias internas —resultado fundamentalmente de la oposición del general Polavieja a la reducción del gasto público impuesto por Fernández Villaverde con el fin de alcanzar el equilibrio presupuestario, ya que chocaba con su petición de mayores dotaciones económicas para modernizar al Ejército— fueron las que acabaron provocando la caída del gobierno de Silvela en octubre de 1900. Le sucedió el general Marcelo Azcárraga Palmero, con un gobierno que solo duró cinco meses. En marzo de 1901 el liberal Sagasta volvía a presidir el gobierno que sería el último de la Regencia de María Cristina de Habsburgo-Lorena y el primero del reinado efectivo de Alfonso XIII.

## Periodo constitucional del reinado personal de Alfonso XIII (1902-1923)

### Los primeros años (1902-1907): fraccionamiento de los partidos del turno e intervencionismo del rey
Cuando Alfonso XIII, con dieciséis años, accedió al trono en mayo de 1902 el gobierno estaba presidido por Práxedes Mateo Sagasta, anciano líder del Partido Liberal, uno de los dos partidos del turno junto con el Partido Conservador. Estuvo en el poder hasta diciembre de ese año —Sagasta moriría un mes después de dejar el cargo, a los 77 años de edad— y le sucedió al frente del gobierno otro político veterano, Francisco Silvela, 60 años, líder del Partido Conservador desde que fue asesinado en 1897 Antonio Cánovas del Castillo. Como era habitual en el régimen político de la Restauración cuando se producía el relevo entre los dos partidos del turno, el presidente obtuvo del rey el decreto de disolución de las Cortes y convocó elecciones que se celebraron en abril de 1903 para dotarse de una amplia mayoría en las Cortes. Silvela prometió que serían unas elecciones sinceras, aunque sin poner en riesgo la mayoría conservadora, lo que permitió que los partidos republicanos coaligados obtuvieran un resonante triunfo en varias capitales, como Madrid, Barcelona y Valencia. Este relativo éxito republicano agudizó las tensiones en el seno del Partido Conservador, por lo que «Silvela, un hombre cansado, no aguantó la presión y tras la primera de las crisis llamadas orientales (tradicionalmente se creía que era por la mención al lugar donde, en cualquier caso, se producían todos los cambios de gobierno en la época, el Palacio Real, pero que en realidad tiene un sentido más profundo, pues alude al modo "a la oriental" en que se llevan a cabo las crisis que se originan en el capricho regio, al estilo de los déspotas orientales, en la clásica distinción de Montesquieu entre monarquía y despotismo), dimitió la presidencia del gobierno y la jefatura del partido conservador».

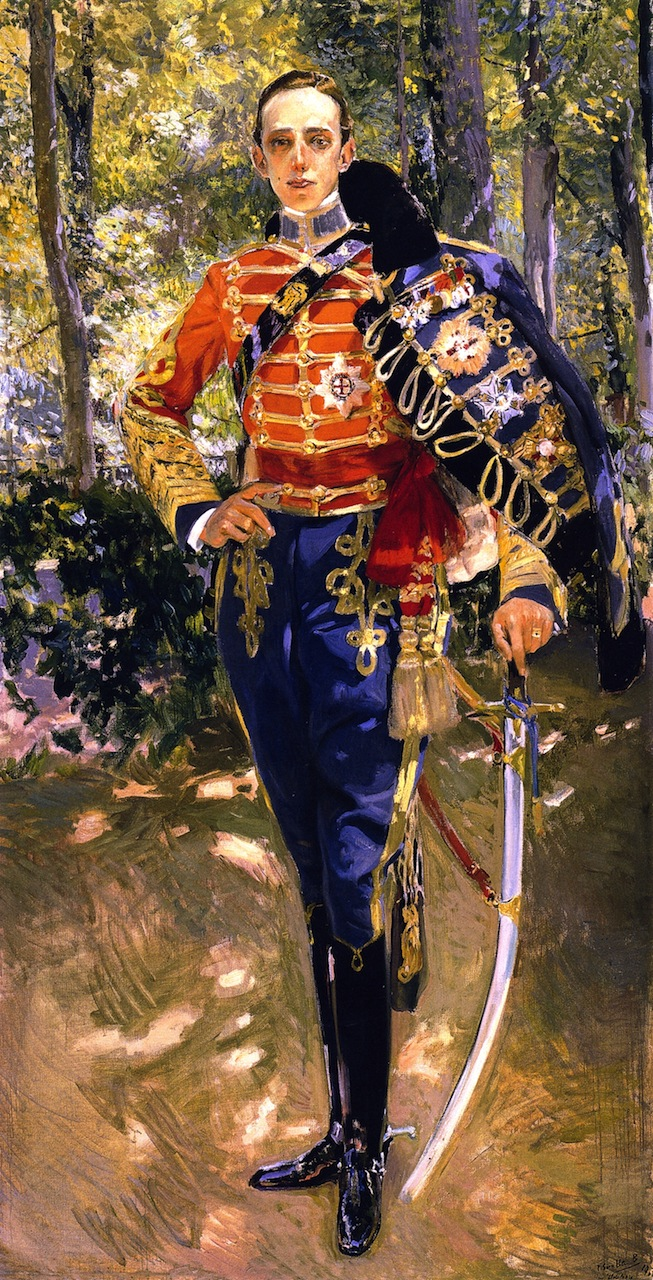
Retrato de Alfonso XIII con el uniforme de húsar, por Joaquín Sorolla (1907).

La desaparición de los líderes históricos desató la lucha entre las diversas facciones que integraban tanto el partido liberal como el conservador para hacerse con el liderazgo. En el Partido Conservador se enfrentaron la facción encabezada por Raimundo Fernández Villaverde, quien había sucedido a Silvela al frente del gobierno, y la encabezada por Antonio Maura, que en diciembre de 1903 le sustituyó. La división en el seno del Partido Liberal fue aún mayor, pues había hasta cinco aspirantes para suceder a Sagasta, Eugenio Montero Ríos, José López Domínguez, Francisco Romero Robledo, Segismundo Moret y José Canalejas. El resultado fue un debilitamiento de los partidos, aunque el turno no se alteró. El Partido Conservador gobernó entre 1903 y 1905 y el Partido Liberal entre 1905 y 1907, pero fueron años de una gran inestabilidad. Durante el período conservador hubo «cinco crisis totales [de gobierno] con el paso por el gobierno de cuatro diferentes presidentes y nada menos que 66 ministros». Durante el año y medio que estuvieron en el poder los liberales hubo cinco gobiernos.
En estos años se produjo un creciente intervencionismo del nuevo rey en la vida política provocando fricciones entre la Corona y los gobiernos, lo que suscitó las críticas de cierto sector de la prensa. A mediados de 1903 El Heraldo de Madrid publicó: «Diríase que hay el propósito de demostrar que en España no existe más poder que el de la voluntad regia, que hoy se inclina a la izquierda y mañana a la derecha, no según los resultados de los debates parlamentarios… sino según los consejos que se dan y los vientos que corren en esferas que no son las estrictamente constitucionales y parlamentarias». Así cuando en diciembre de 1903 el conservador Antonio Maura llegó al gobierno, los republicanos hablaron de que se había producido una nueva crisis «oriental», añadiendo que había tenido toques «femeninos», en alusión a la pretendida intervención de la reina madre, la antigua regente María Cristina de Habsburgo-Lorena.
El primer caso importante de intervencionismo en la vida política de Alfonso XIII tuvo lugar en diciembre de 1904, cuando se negó a refrendar la propuesta de nombramiento del jefe de Estado Mayor del Ejército, viéndose obligado el presidente del gobierno Antonio Maura a dimitir a continuación.

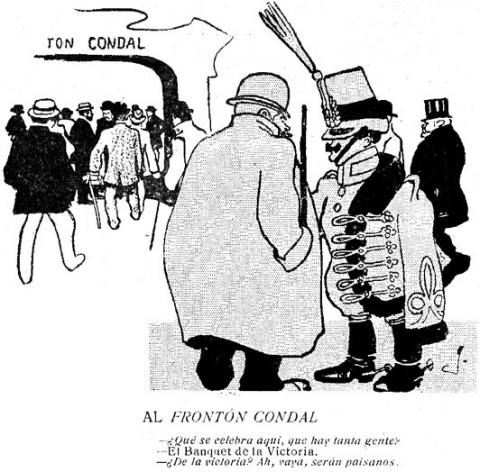
Viñeta aparecida en la revista satírica ¡Cu-Cut! que provocó la ira de los militares.El pie dice:
AL FRONTON CONDAL
-¿Qué se celebra aquí que hay tanta gente?
-El Banquet de la Victòria.
-¿De la Victoria? Ah, vaya, serán paisanos.

El intervencionismo de la Corona se hizo aún más patente con motivo de los hechos del ¡Cu-Cut!. El 25 de noviembre de 1905 un grupo de oficiales asaltó en Barcelona la redacción del semanario satírico catalanista "¡Cu-Cut!" por la publicación de una viñeta en la que se ironizaba sobre las derrotas del ejército español. También fue asaltada la redacción de otra publicación catalanista, el diario La Veu de Catalunya. El gobierno liberal de Eugenio Montero Ríos intentó imponer su autoridad sobre los militares y acordó no ceder a la presión de los capitanes generales que mostraron su apoyo a los oficiales insurrectos, pero el monarca finalmente no respaldó al gobierno y apoyó la actitud del Ejército, lo que obligó a Montero Ríos a presentar la dimisión.
El nuevo gobierno presidido por el otro líder liberal Segismundo Moret, que recibió el encargo del rey de impedir que se reprodujeran los ataques «al Ejército y a los símbolos de la Patria», se dispuso a satisfacer a los militares —nombró ministro de la guerra al general Agustín Luque, uno de los capitanes generales que más había aplaudido el asalto al ¡Cu-Cut!— y rápidamente hizo aprobar por las Cortes la Ley para la Represión de los Delitos contra la Patria y el Ejército —conocida como "Ley de jurisdicciones"—, por la que a partir de ese momento las competencias para juzgarlos pasaron a la jurisdicción militar.
Según el historiador Santos Juliá, «el gobierno cedió ante el ejército gracias al peso que la Corona echaba en el platillo militar, con un resultado de largo alcance: las Cortes aprobaron la Ley, con la que creaban una esfera de poder militar autónomo y sentaban el precedente de ceder ante la insubordinación militar. La militarización del orden público había dado con esa Ley un paso de gigante». Según el historiador Borja de Riquer, «al tolerar la insubordinación de los militares de Barcelona, el monarca había dejado el sistema político expuesto a nuevas presiones y chantajes, con lo que se debilitaba notablemente la supremacía del poder civil frente al militarismo».
En respuesta a la impunidad en que habían quedado los responsables de los hechos del ¡Cu-Cut! y a la Ley de Jurisdicciones se formó en Cataluña en mayo de 1906 una coalición de partidos denominada Solidaridad Catalana, presidida por el anciano republicano Nicolás Salmerón, en la que se integraron los republicanos —excepto el partido de Alejandro Lerroux—, los catalanistas —la Liga Regionalista, la Unión Catalanista y el Centro Nacionalista Republicano, un grupo escindido de la Lliga unos meses antes—, y hasta los carlistas catalanes. Sus éxitos de convocatoria fueron espectaculares con manifestaciones masivas como la celebrada en Barcelona el 20 de mayo de 1906 que congregó a 200.000 personas. En las elecciones generales de 1907 obtuvo un triunfo arrollador ya que consiguió 41 diputados de los 44 que le correspondían a Cataluña. Tras su victoria en las elecciones, como ha destacado Borja de Riquer, «ya nada sería igual en la vida política catalana, y los gobiernos de Madrid, y la propia corona, deberían asumir el hecho de que la cuestión catalana se había convertido en uno de los problemas más preocupantes de la vida política española».

### El «gobierno largo» de Antonio Maura (1907-1909)

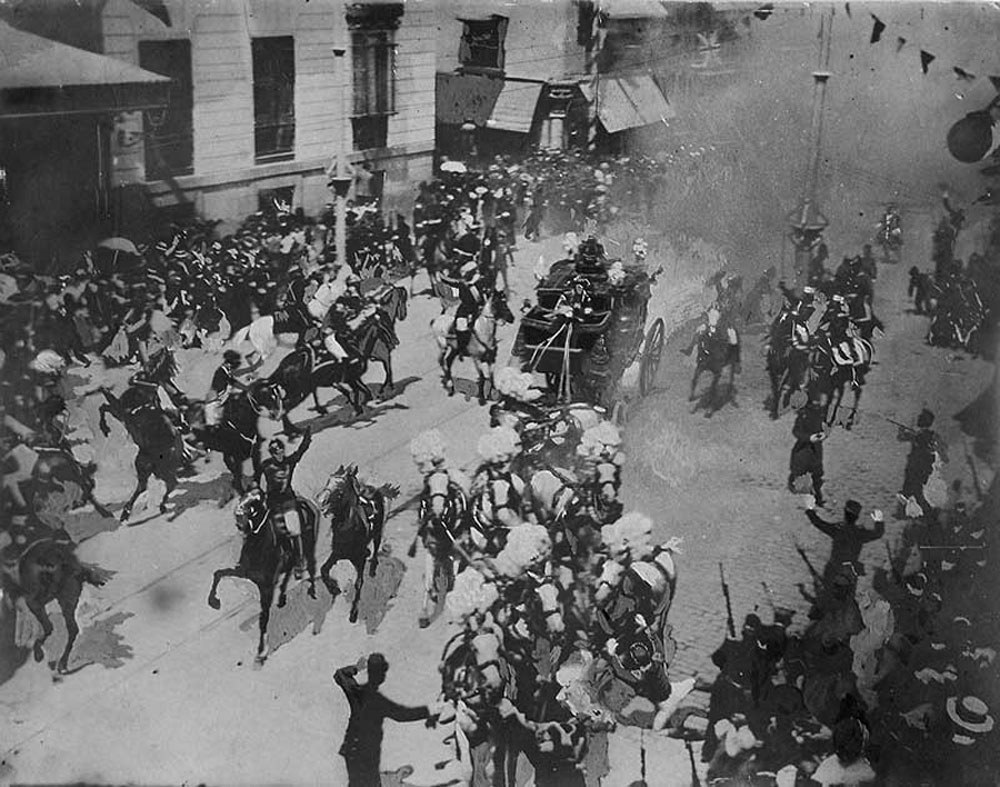
Fotografía histórica de segundos después del atentado contra el rey Alfonso XIII y Victoria Eugenia de Battenberg el día de su boda, 31 de mayo de 1906. El historiador Manuel Suárez Cortina relaciona la caída del gobierno del liberal Segismundo Moret con este atentado, obra del anarquista Mateo Morral, y del que los reyes salieron ilesos.

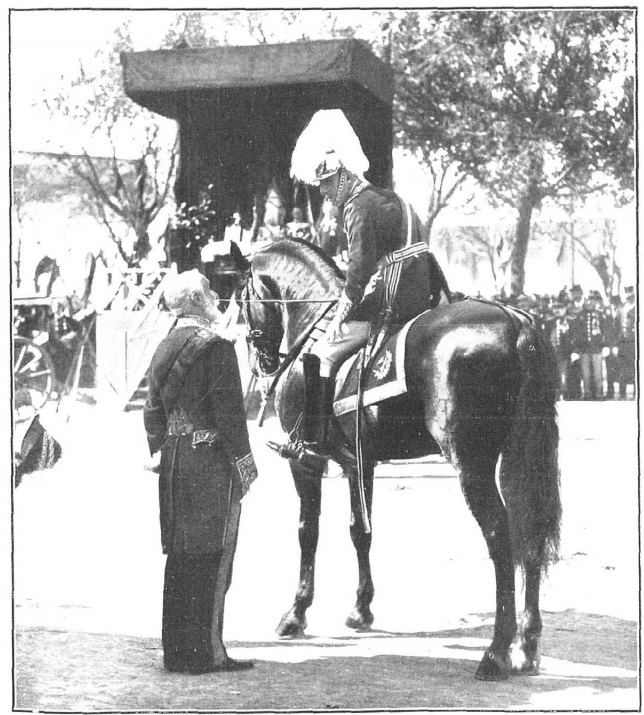
Maura conversando con el monarca en abril de 1909; fotografía de Campúa.

La aprobación de la Ley de Jurisdicciones abrió una crisis en el seno del Partido Liberal que se zanjó con la dimisión de Segismundo Moret al frente del gobierno en julio de 1906. Le siguieron otros tres presidentes de gobiernos liberales, pero las disensiones entre las facciones del partido continuaron por lo que el rey llamó en enero de 1907 al líder del Partido Conservador, Antonio Maura, para que formara gobierno. Siguiendo los usos propios del régimen político de la Restauración, Antonio Maura obtuvo de Alfonso XIII el decreto de disolución de las Cortes y de convocatoria de nuevas elecciones para dotarse de una mayoría amplia en el parlamento. Por otro lado, la gran novedad de las elecciones fue el triunfo arrollador en Cataluña de la coalición Solidaridad Catalana, que obtuvo 41 diputados de los 44 que le correspondían.

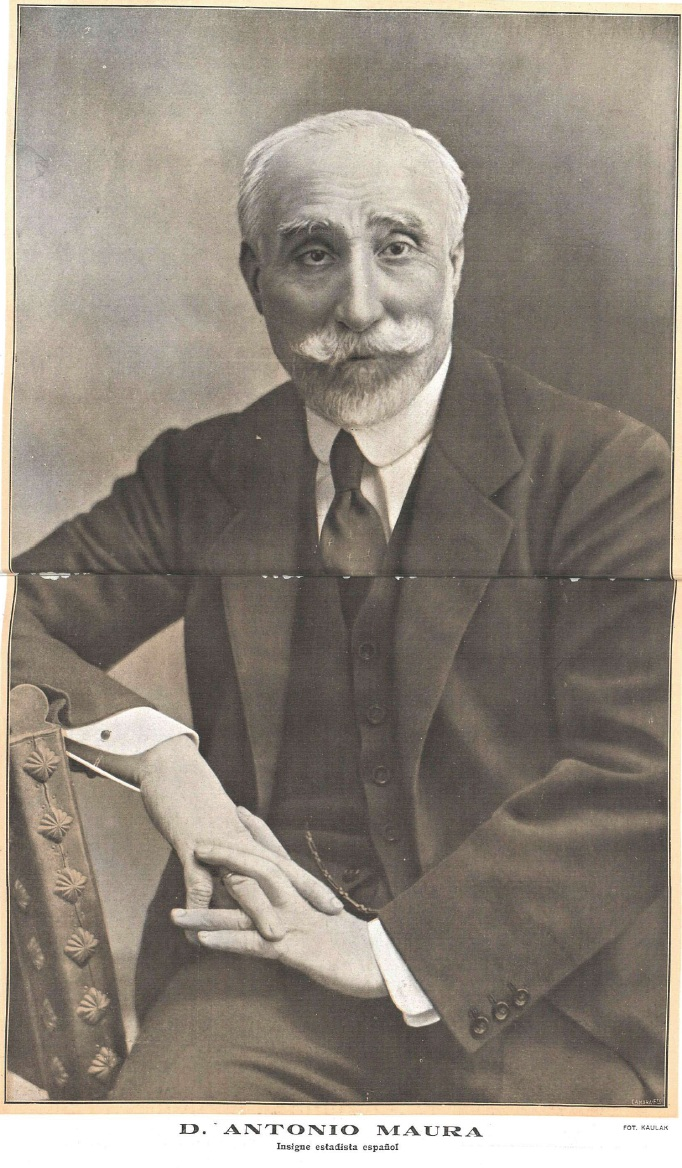
Antonio Maura.

Entre 1907 y 1909, Maura puso en marcha la llamada «revolución desde arriba» del régimen de la Restauración —es decir la reforma del régimen político desde las instituciones y por iniciativa del propio gobierno— cuyo propósito esencial era conseguir el apoyo popular a la Monarquía de Alfonso XIII poniendo fin al sistema caciquil. Según Javier Moreno Luzón, Maura tenía «el convencimiento de que, en un país rural y esencialmente católico como España, esta apertura, controlada si hacía falta con el refuerzo de los mecanismos represivos, redundaría en beneficio de la corona, de la Iglesia y del orden social establecido, es decir, de los intereses conservadores».
La primera pieza de su «revolución desde arriba» fue la nueva ley electoral aprobada en agosto de 1907 en la que los ayuntamientos dejaban de controlar el proceso electoral, ahora en manos de la Junta Central de Censo, y en la que se tipificó el delito electoral que pasó a la jurisdicción del Tribunal Supremo. Por otro lado, se introdujo el voto obligatorio para incentivar la participación en las elecciones y en el artículo 29 se estableció que no se celebrarían en aquellos distritos electorales en los que se presentara un único candidato, que quedaría proclamado automáticamente. Con todas estas medidas se pretendía acabar con el fraude electoral.
Sin embargo, el declarado propósito de Maura de que la nueva ley electoral permitiera la realización de elecciones «sinceras» no se cumplió desde el momento en que no renunció a los distritos uninominales, la base del encasillado de los diputados que aseguraba el triunfo al partido que estuviera en el gobierno. Además el fraude se vio agravado por la aplicación del artículo 29 ya que, como ha destacado Manuel Suárez Cortina, «en algunas elecciones llegó a haber un tercio del Parlamento proclamado por este procedimiento. Así ocurrió en las elecciones de 1910 y en las siguientes; mientras se mantuvo en vigor el sistema parlamentario, más de un centenar de diputados lo fueron por el artículo 29».
Más importante aún en la «revolución desde arriba» de Maura fue el proyecto de reforma de la administración local para otorgar a los ayuntamientos y diputaciones provinciales, «que malvivían con recursos escasos y prestaban por tanto servicios deficientes», una autonomía financiera y administrativa real. Pero para la elección de los ayuntamientos Maura proponía un  sistema corporativo lo que suscitó por la oposición de los liberales, radicalmente contrarios al voto corporativo, que recurrieron al obstruccionismo parlamentario durante su tramitación, e impidieron que el proyecto de ley fuera aprobado.
Al mismo tiempo el gobierno de Maura desarrolló una política nacionalista española que extendió al terreno económico con la protección y el fomento de la industria nacional y también se ocupó de la cuestión social poniendo en marcha una serie de iniciativas legislativas relativas al descanso dominical, al trabajo de mujeres y de niños, a la emigración, a las huelgas, a la conciliación y al arbitraje en las relaciones laborales en la industria, etc. y que culminaron con la creación del Instituto Nacional de Previsión.

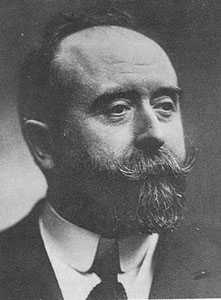
El ministro de la Gobernación Juan de la Cierva.

La política de orden público la desarrolló el autoritario ministro de la Gobernación, Juan de la Cierva y Peñafiel. Su proyecto estrella fue la ley de represión del terrorismo que permitía al gobierno cerrar periódicos y centros anarquistas y desterrar a sus responsables sin mandamiento judicial. La ley fue atacada por los republicanos y los socialistas al considerarla una amenaza a las libertades. A la oposición a la ley también se sumaron los liberales, dando nacimiento al «Bloque de Izquierdas» que fue impulsado por el trust de los tres principales diarios liberales de Madrid (El Liberal, El Imparcial, El Heraldo de Madrid) y que se concretó en la celebración de un gran mitin «contra Maura y su obra» en el teatro de la Princesa de Madrid el 28 de mayo de 1908, tres semanas después de que la ley fuera aprobada en primera instancia por el Senado.

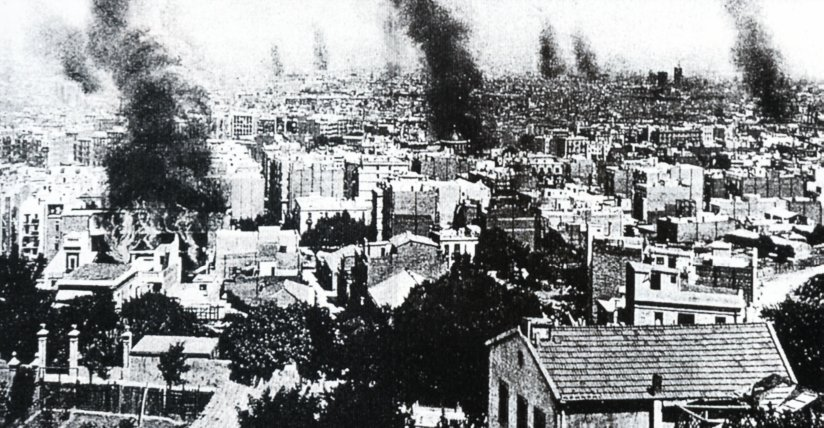
Barcelona se convirtió en La ciutat cremada ("la ciudad quemada") durante la Semana Trágica.

Pero lo que finalmente hizo caer al gobierno de Maura fue la Semana Trágica de Barcelona y la represión que le siguió. El 9 de julio de 1909 los trabajadores que construían un ferrocarril minero en los alrededores de Melilla fueron atacados por cabilas rifeñas rebeldes —cuatro obreros españoles murieron—, por lo que el gobierno decidió enviar refuerzos desde la península, 44.000 hombres, muchos de ellos reservistas, casados y con hijos. Esto desencadenó una ola de protestas en contra de la guerra de Marruecos que culminó, a raíz del embarque de tropas en Barcelona, con los sucesos de la Semana Trágica. El lunes 26 de julio estallaba la huelga general en Barcelona que pronto se extendió a otras ciudades catalanas y que en la capital catalana derivó en un motín anticlerical, producto, según Javier Moreno Luzón, «de años de propaganda revolucionaria, en los cuales se había expandido una cultura popular que achacaba los males del país a la influencia de la Iglesia, tenida por hipócrita y siniestra».
En una semana de disturbios hubo 104 civiles y 8 guardias y militares muertos —los heridos fueron varios centenares— y se quemaron 63 edificios religiosos —de ellos 21 iglesias y 30 conventos—. La represión posterior fue de gran dureza: 1700 personas fueron encarceladas y hubo condenas a muerte de las que se ejecutaron 5 —59 fueron condenadas a cadena perpetua y 175 sufrieron destierro—. La figura más conocida entre los detenidos fue el pedagogo y activista anarquista Francisco Ferrer Guardia cuya ejecución el 13 de octubre levantó oleadas de indignación en toda Europa.

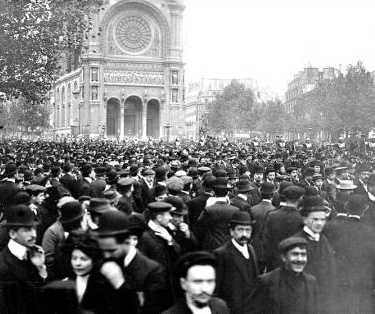
Protesta en París por la ejecución de Francisco Ferrer Guardia (17 de octubre de 1909).

La protesta internacional, que apenas había tenido seguimiento en España, fue aprovechada por el Partido Liberal para promover una campaña junto con los republicanos en contra del gobierno al grito de Maura, no. EL 20 de septiembre se incorporaba a este «Bloque de Izquierdas» antimaurista el PSOE, abandonando así por primera vez en su historia el aislacionismo y el rechazo de los «partidos burgueses».

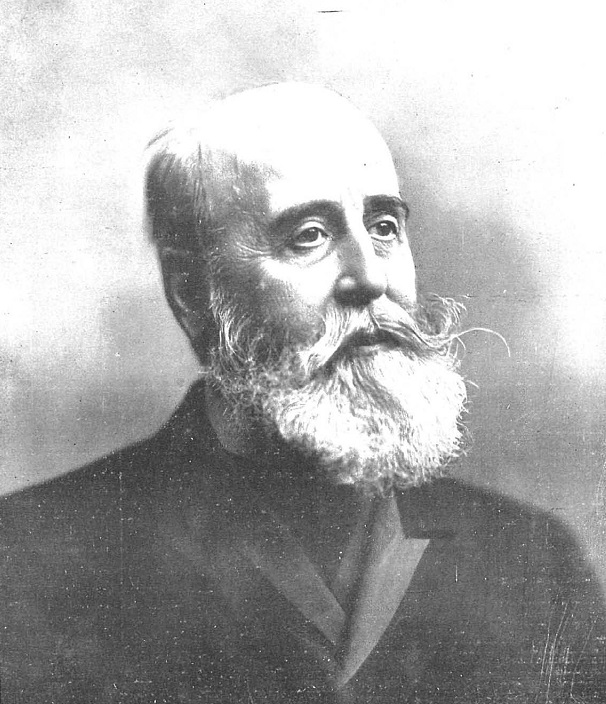
El liberal Segismundo Moret en 1909.

El 18 de octubre de 1909, solo cinco días después de la ejecución de Ferrer, comenzó un acalorado debate en el Congreso de Diputados que duró varios días en el que el ministro de la Gobernación Juan de la Cierva llegó a acusar a Moret de que su política cuando estuvo al frente del gobierno había conducido al atentado contra el rey. El escándalo en las Cortes se hizo todavía mayor cuando Maura respaldó a Cierva dándole la mano. Al día siguiente el diario liberal El Imparcial declaró que la situación era «gravísima» porque los liberales habían sido acusados de «contactos siniestros con los anarquistas». El Diario Universal, propiedad del liberal conde de Romanones, afirmó que el gobierno no podía durar «ni un día más». El 22 de octubre Maura acudió a Palacio para plantear la continuidad de su gobierno al rey, pero cuando le presentó la dimisión de forma protocolaria el rey la aceptó. Gabriel Maura Gamazo contó muchos años después la conmoción que provocó en su padre su destitución como presidente del gobierno. El rey nombró en su lugar a Moret.
La sustitución de Maura por Moret constituyó un hecho insólito en la historia de la Restauración. El partido del turno que estaba en la oposición, en este caso el liberal, había hecho caer al partido que se encontraba en el poder, el conservador, recurriendo a una campaña en la calle y buscando el apoyo de los partidos «antidinásticos» —republicanos y socialista—. Por eso Maura respondió a su destitución dando por liquidado el pacto en que se había basado el régimen político de la Restauración. Así pues, la crisis de la Semana Trágica «desembocó en una quiebra de la solidaridad básica que ligaba a los protagonistas del turno bajo la constitución de 1876», afirma Javier Moreno Luzón.

### Los liberales en el poder (1909-1913): las reformas de Canalejas

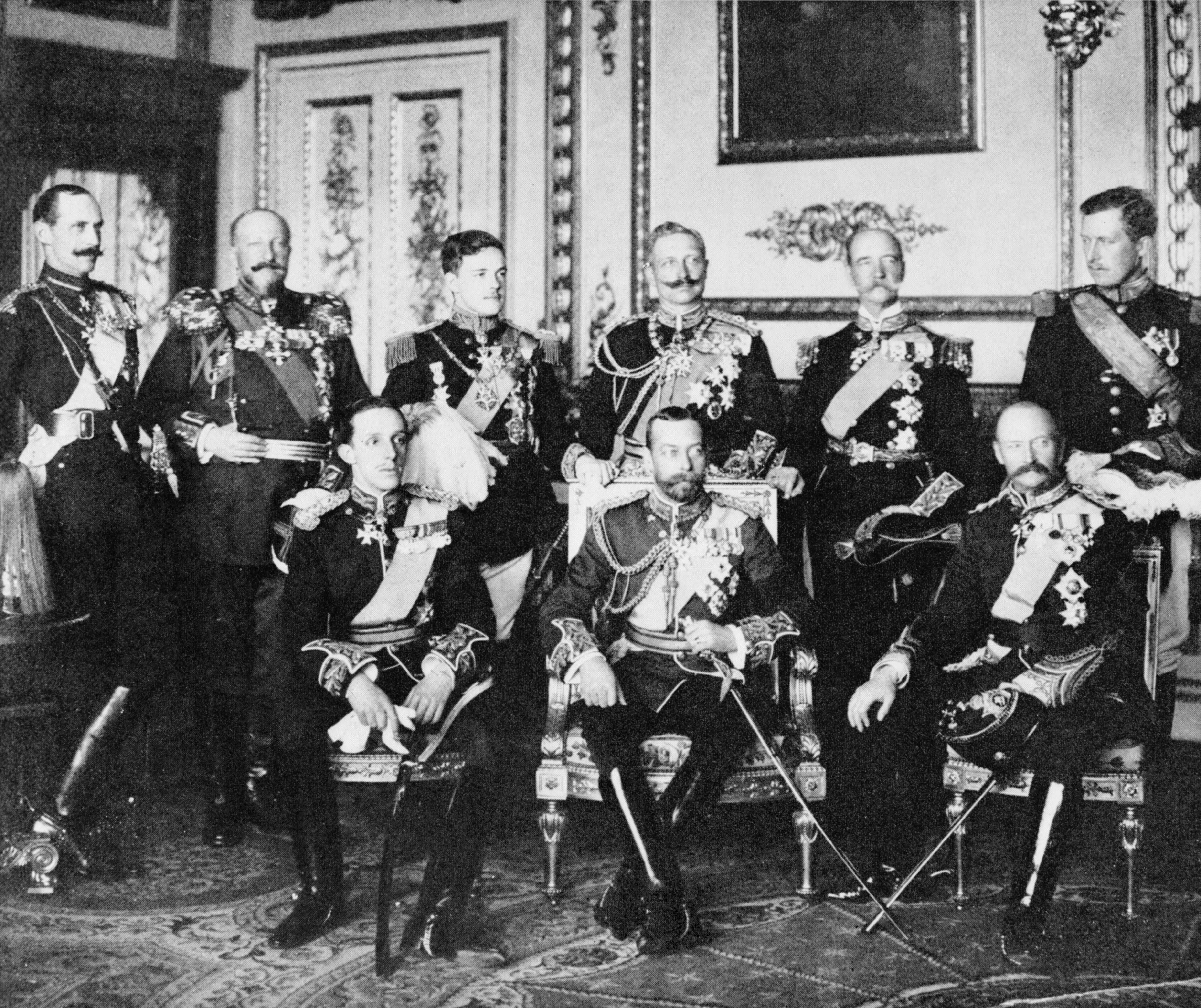
Alfonso XIII asiste en Londres al funeral del rey Eduardo VII (mayo, 1910)

El gobierno del liberal Segismundo Moret, que había sucedido al gobierno largo de Antonio Maura, duró pocos meses. Su aproximación a los republicanos abrió una crisis en el partido liberal que fue aprovechada por el rey para intervenir y nombrar en febrero de 1910 a José Canalejas como nuevo presidente del gobierno.

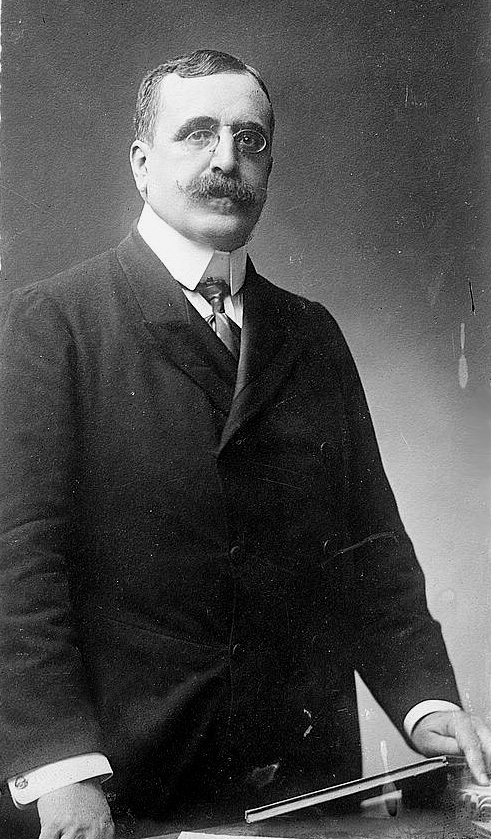
José Canalejas.

El proyecto político de Canalejas, calificado de «regeneración democrática», «se asentaba sobre una nacionalización completa de la monarquía, en línea con las experiencias inglesa o italiana» y su programa de gobierno era el propio del intervencionismo liberal que «concebía al estado como el principal agente modernizador del país». Así abordó todos los problemas del momento, entre los que la "cuestión religiosa" constituyó una de sus prioridades. El objetivo final de Canalejas, según Javier Tusell, era lograr una separación «amistosa» de la Iglesia y del Estado «a la que [Canalejas] quería llegar a través de negociaciones llevadas lo más discretamente posible». El problema fue que el Vaticano, «que por aquellos años estaba obsesionado con la condena del modernismo», no estaba dispuesto a modificar la posición de privilegio que tenía la Iglesia Católica en España.
Canalejas se propuso reducir el peso de las órdenes religiosas mediante una ley que las tratara como asociaciones, excepto a las dos reconocidas en el Concordato de 1851. Mientras las Cortes la debatían se aprobó en diciembre de 1910 una disposición transitoria y temporal conocida como Ley del Candado según la cual no se podrían establecer nuevas órdenes religiosas en España durante los dos años siguientes. Pero la ley quedó prácticamente sin efecto al aprobarse una enmienda según la cual si pasados dos años no se había aprobado la ley de asociaciones se levantaría la restricción. Y eso fue lo que acabó sucediendo pues esa nunca vio la luz y el número de religiosos siguió creciendo. A pesar de todo Canalejas, devoto católico, fue considerado el enemigo de la religión católica, en un momento en que se vivía bajo la conmoción producida por la revolución portuguesa de 1910 que había acabado con la Monarquía y proclamado la Primera República Portuguesa.
Mayor éxito tuvo el gobierno en las reformas emprendidas para abordar la cuestión social. Canalejas estaba convencido de que la forma de resolver los conflictos laborales era el arbitraje y la negociación entre patronos y obreros, por lo que favoreció el papel mediador del Instituto de Reformas Sociales creado en 1903, bajo el gobierno del conservador Francisco Silvela. Asimismo promulgó medidas encaminadas a mejorar las condiciones de vida y trabajo de la clase obrera, aunque no logró que se aprobara la ley de contratos colectivos de trabajo que era su proyecto estrella en este terreno, ya que se encontró con una oposición encarnizada a la misma.

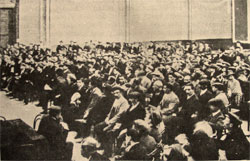
Congreso fundacional de la CNT en 1910

Durante el gobierno de Canalejas se produjo un gran incremento de las huelgas, motivado por el fortalecimiento y la expansión de las organizaciones obreras. El abandono del aislamiento por parte de los socialistas con la formación en noviembre de 1909 de la conjunción republicano-socialista que llevó al Congreso de los Diputados a su secretario general Pablo Iglesias estimuló la rápida expansión del PSOE y sobre todo del sindicato UGT, mientras que la corriente obrera mayoritaria anarcosindicalista se consolidó con el nacimiento en 1910 de la Confederación Nacional del Trabajo. La respuesta del gobierno fue alternar el arbitraje con la represión, como ocurrió con la huelga general revolucionaria de 1911 que motivó la disolución de la CNT y el procesamiento de los dirigentes de UGT.
Canalejas también se ocupó de dos de las más antiguas reivindicaciones de las clases populares que motivaban periódicas protestas y motines: la abolición de los impuestos indirectos conocidos como los consumos que gravaban los productos básicos, aumentando así su precio; y las desigualdades a la hora de hacer el servicio militar. Los «consumos», a los que el propio Canalejas consideraba «una expoliación del proletariado», fueron suprimidos aunque el presidente tuvo que emplearse a fondo con los diputados de su propio partido que se oponían al proyecto, amenazándoles con que «quien no vote [esta ley] está frente a mí y está fuera del partido liberal, sometido a mi jefatura por su voluntad». A pesar de todo treinta diputados votaron en contra.

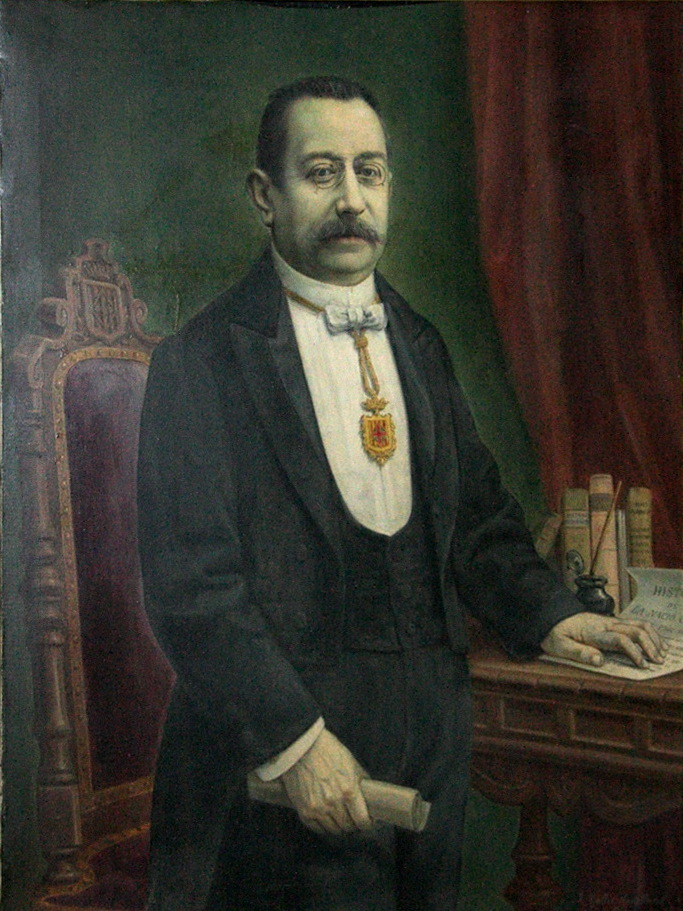
Retrato de Enric Prat de la Riba, cuando era presidente de la Diputación Provincial de Barcelona.

En cuanto a la segunda reivindicación popular, en 1912 se estableció el servicio militar obligatorio , aunque solo en tiempo de guerra, lo que suponía poner fin a la «redención en metálico» que permitía a las familias acomodadas que sus hijos no hicieran el servicio militar pagando una determinada cantidad de dinero. Pero para tiempo de paz se optó por una solución intermedia ya que al parecer no se podía prescindir de las redenciones en metálico para financiar al ejército. Así nacieron los llamados «soldados de cuota», reclutas que solo hacían un servicio militar de cinco meses si pagaban 2000 pesetas y de diez meses si pagaban 1500 —esta última cantidad era la que ganaba un jornalero en un año—. Como una especie de compensación, la ley estableció también que los hijos únicos de las familias pobres quedaron exentos del servicio militar.
Canalejas también abordó la cuestión catalana y se propuso satisfacer las demandas de la catalanista Liga Regionalista mediante la creación de una nueva instancia regional que integrara a las cuatro diputaciones catalanas bajo el nombre de Mancomunidad de Cataluña y que estaría encabezada por uno de los líderes de la Liga Enric Prat de la Riba, entonces presidente de la Diputación de Barcelona. Para conseguir el respaldo de la mayoría de los diputados liberales Canalejas tuvo que pronunciar uno de sus mejores discursos parlamentarios, y aun así 19 de sus diputados, entre ellos Segismundo Moret, votaron en contra. El proyecto fue aprobado el 5 de junio de 1912 por el Congreso de Diputados, pero cuando murió Canalejas aún no había sido ratificado por el Senado, por lo que no entró en vigor hasta diciembre de 1913, y la Mancomunidad de Cataluña no se constituiría hasta marzo de 1914.

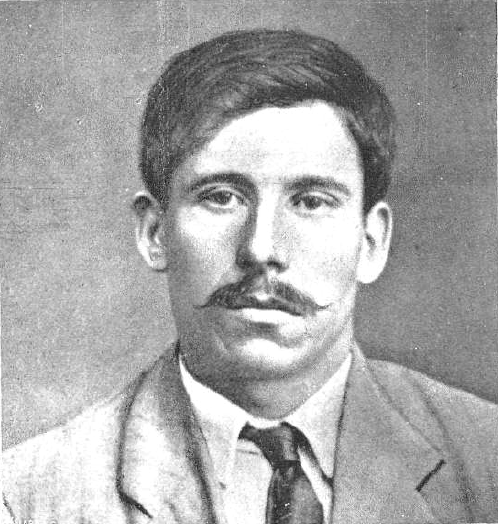
El anarquista Manuel Pardiñas que asesinó a Canalejas el 12 de noviembre de 1912.

Canalejas tuvo éxito al abordar el problema de Marruecos, al conseguir en mayo de 1911 asegurar el control de la «zona de influencia» española con la toma de Arcila, Larache y Alcazarquivir, en respuesta a la toma de Fez por los franceses, lo que le permitió negociar con Francia, contando con la mediación de Gran Bretaña, el establecimiento definitivo del protectorado español de Marruecos. A principios de noviembre de 1912 se había llegado al acuerdo definitivo con Francia sobre Marruecos, pero la firma del tratado prevista para finales de mes, no la pudo realizar Canalejas porque fue asesinado el día 12 por un anarquista en la Puerta del Sol de Madrid.
La desaparición de Canalejas tuvo una gran importancia en la vida política española pues dejó sin liderazgo a uno de los partidos del turno, el liberal, que durante el resto del reinado de Alfonso XIII no fue capaz de reconstruir, resultando dividido en facciones, lo que contribuyó a la crisis del régimen político de la Restauración.

### La vuelta de los conservadores al poder (1913-1915): «idóneos» frente a «mauristas»
La división del partido liberal fue la causa de la caída del gobierno del conde de Romanones ya que fue una facción de su propio partido, la liberal-democrática encabezada por Manuel García Prieto, la que la provocó al votar junto con los conservadores en una moción de confianza presentada por el gobierno en el Senado.

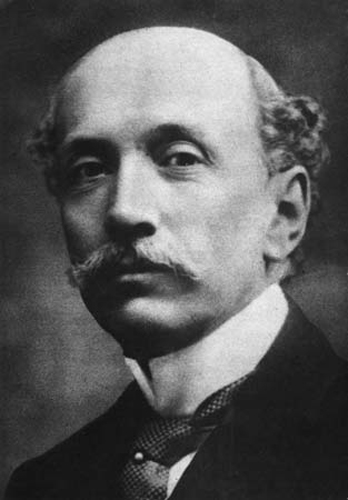
Eduardo Dato, líder de los conservadores idóneos.

El rey nombró entonces presidente del gobierno a Eduardo Dato, pero su partido, el Conservador, estaba tan fracturado como el liberal, a causa de que su líder Antonio Maura había roto con el sistema del turno. Maura consideraba que tras el asesinato de Canalejas el rey no tendría que haber nombrado a otro liberal al frente del gobierno sino que debería haber dado paso a un gobierno conservador. El 1 de enero de 1913 Maura había hecho pública una carta en la que anunciaba su dimisión como jefe del Partido Conservador y aconsejaba la formación de otro partido «idóneo» para turnarse con los liberales.
Las críticas de Maura se radicalizaron cuando se abrieron las Cortes en mayo de 1913. Atacó a los liberales y calificó su llegada al poder como un «asalto». Una parte de su partido aglutinada en torno a Eduardo Dato cuestionó la postura de Maura, lo que acabó fracturando al partido entre «mauristas» e «idóneos» (los defensores de mantener el turno con los liberales). El maurismo en realidad se constituyó como un nuevo movimiento político católico y nacionalista, diferenciado de los partidos del turno. La paradoja fue que no estuvo dirigido por el propio Maura, que se situó por ello en una posición «extremadamente ambigua». Dato logró mantenerse en el poder durante los dos años siguientes pero «a costa de no tener abierto el Parlamento más que siete meses, un recurso al que los gobiernos echarán mano cada vez con más frecuencia», afirma Santos Juliá.

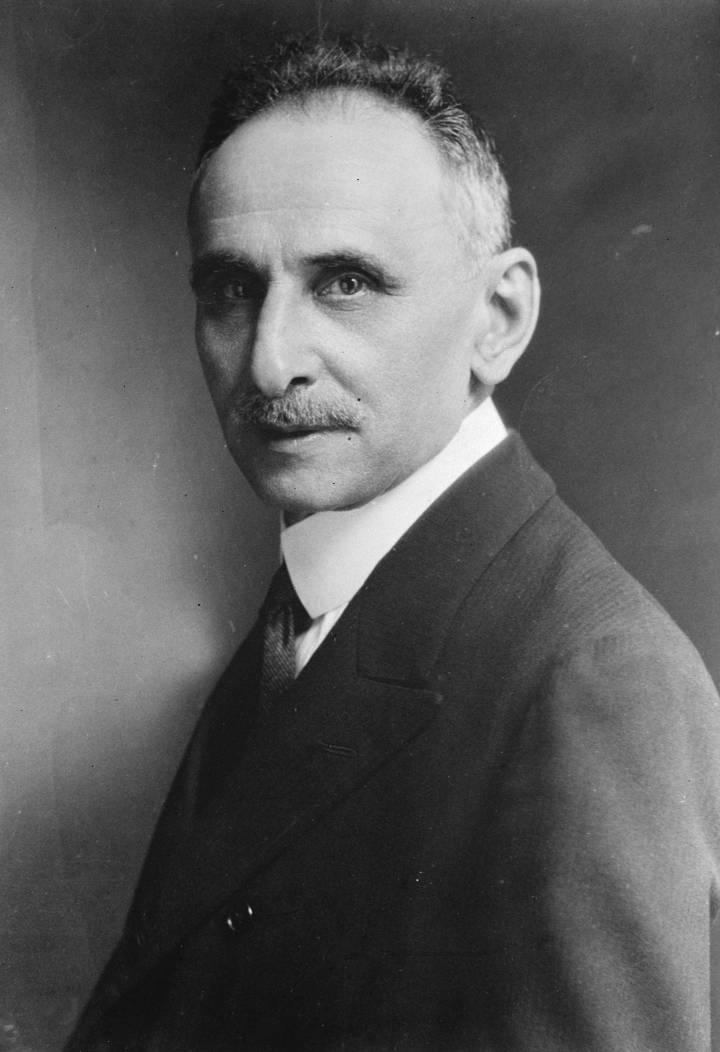
Melquiades Álvarez, líder del Partido Reformista.

Según Suárez Cortina, desde 1913-1914 «el sistema parlamentario entró en una nueva fase de crisis derivada de la propia crisis de los partidos del turno» convertidos en «un conjunto de facciones que dificultaban la rotación política. El turno, tal y como había funcionado ininterrumpidamente desde 1885, se había acabado». Por otro lado, como han señalado Javier Tusell y Genoveva García Queipo de Llano, la división de los partidos del turno multiplicó «la posibilidad o incluso la probabilidad de la intervención del Rey», convertido «en una especie de árbitro» entre las facciones. Y también gracias a ello «el monarca ratificó su papel, ya muy relevante, de cara al ejército».
En este contexto de crisis de los partidos dinásticos, apareció el Partido Reformista de Melquiades Álvarez, que estaba integrado por republicanos que habían abandonado la conjunción republicano-socialista porque estaban dispuestos a aceptar la Monarquía si esta se transformaba en una Monarquía democrática, postulándose así como el partido de izquierda del sistema, tras el rechazo de Maura al turno. Álvarez apeló a los republicanos que creían que siendo «la República superior, infinitamente superior, teóricamente, a la Monarquía, consideraban las formas de gobierno accidentales, circunstanciales, transitorias, históricas»
La generación de intelectuales más jóvenes se sumaron al proyecto reformista y en octubre de 1913 pusieron en marcha la Liga de Educación Política cuyo manifiesto fue firmado por José Ortega y Gasset, Manuel Azaña, Gabriel Gancedo, Fernando de los Ríos, el marqués de Palomares del Duero, Leopoldo Palacios, Manuel García Morente, Constancio Bernaldo de Quirós y Agustín Viñales. Ortega y Gasset en marzo de 1914 pronunció una conferencia bajo el título de Vieja y nueva política en la que expuso que el sistema del turno estaba agotado y que había que sustituirlo por otro nuevo. Como ha señalado Santos Juliá, «la tesis central de la generación de intelectuales que andaba en la treintena por aquellos años» era que «la obra de renovación… era posible sin cambio de régimen» partiendo de la hipótesis de que «la corona, aun siendo parte de la vieja política, aprovecharía la crisis del turno y abiría la puerta a esa nueva política que empujaba desde fuera».

### La crisis de la Restauración (1914-1923)

#### El inicio de la crisis y el impacto en España de laGran Guerra

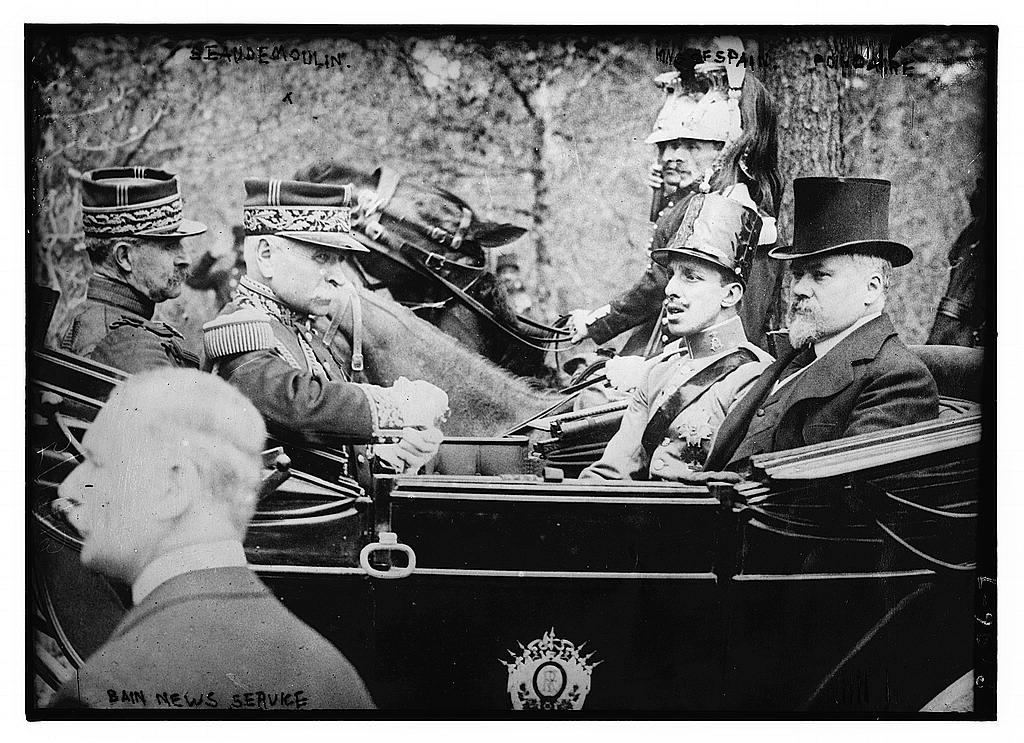
Alfonso XIII de visita en París en 1913, un año antes del inicio de la Primera Guerra Mundial. Sentado a su lado el presidente de la Tercera República Francesa Raymond Poincaré.

Según el historiador Manuel Suárez Cortina, «los efectos sociales y políticos de la guerra representaron un factor decisivo en la crisis definitiva del sistema parlamentario tal como venía funcionando desde 1875. La escasez de alimentos, el dislocamiento económico, la miseria social, la precariedad y la inflación estimularon el despertar político y la militancia ideológica de las masas. Bajo estas condiciones, la modalidad clientelar y caciquil de la política española se descompuso. Tras la guerra ya no fue posible restaurar el viejo orden». La historiadora Ángeles Barrio, por su parte, afirma que la guerra «no fue sin embargo la causa inmediata del hundimiento del bipartidismo» porque «el sistema de partidos estaba ya en descomposición cuando estalló la contienda».
Cuando se inició la Primera Guerra Mundial en agosto de 1914 el gobierno conservador de Eduardo Dato decidió mantener a España neutral, porque en su opinión, compartida por la mayoría de la clase dirigente, carecía de motivos y de recursos para entrar en el conflicto. El rey Alfonso XIII también estuvo de acuerdo y muy pocos se opusieron a la neutralidad.
La neutralidad tuvo importantes consecuencias económicas y sociales ya que impulsó enormemente el proceso de «modernización» que se había iniciado tímidamente en 1900, debido al aumento considerable de la producción industrial española a la que de repente se le abrían nuevos mercados —los de los países beligerantes, y los de los países que estos ya no podían abastecer—. Sin embargo la inflación se disparó mientras que los salarios crecían a un ritmo menor y se produjeron carestías de los productos de primera necesidad, como el pan, lo que provocó motines de subsistencias en las ciudades y el aumento de los conflictos laborales protagonizados por los dos grandes sindicatos, CNT y UGT, que reclamaban aumentos salariales que frenaran la disminución de los salarios reales.

#### La vuelta de los liberales al poder y el aumento de la conflictividad social (1915-1917)

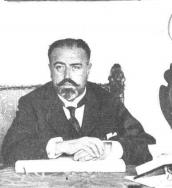
Santiago Alba, ministro de Hacienda del gobierno del conde de Romanones que fracasó en su intento de establecer un impuesto extraordinario sobre los beneficios de la guerra.

Siguiendo los usos del turno, en diciembre de 1915 el liberal conde de Romanones sustituyó al conservador Eduardo Dato al frente del gobierno. En seguida se procuró una mayoría amplia en las Cortes en las elecciones del año siguiente gracias al acuerdo que alcanzó con el líder conservador en el reparto de escaños del encasillado. El nuevo gobierno tuvo que hacer frente a la creciente conflictividad social protagonizada por la CNT y la UGT. En mayo de 1916 la UGT acordó en su XII Congreso pactar con CNT para desarrollar acciones conjuntas. Una resolución similar acordó la CNT en su congreso celebrado en Valencia en mayo. El resultado fue la convocatoria de una huelga general en toda España para el 18 de diciembre en protesta por el aumento de los precios y los desabastecimientos. La huelga fue un éxito por lo que las dos organizaciones decidieron en marzo del año siguiente preparar otra, esta vez «indefinida» y, por tanto, «revolucionaria», cuyo fin sería «una transformación completa de la estructura económica del país y de la estructura política también».
En abril de 1917, un mes después de la caída del zarismo, el gobierno del liberal Romanones, reconocido aliadófilo, cayó debido a su postura beligerante respecto del hundimiento de barcos mercantes españoles por submarinos alemanes. A Romanones le sustituyó el también liberal Manuel García Prieto, considerado más próximo a los Imperios Centrales que su antecesor. Pero su gobierno solo duró tres meses a causa de la grave crisis a la que tuvo que hacer frente provocada por el órdago que lanzaron las recién creadas Juntas de Defensa.

#### La crisis de 1917
El desencadenante inicial de la crisis de 1917, «la peor crisis que había experimentado desde sus orígenes el régimen constitucional de la Restauración» según Moreno Luzón, fue el problema planteado por el movimiento de las "Juntas de Defensa", nacidas en 1916. Eran estas unas organizaciones corporativas de los militares con destino en la península que reclamaban el aumento de sus salarios —la inflación también estaba afectando a la oficialidad— y que también protestaban por los rápidos ascensos por méritos de guerra que obtenían sus compañeros destinados en Marruecos, y que gracias a ellos podían aumentar sus ingresos.

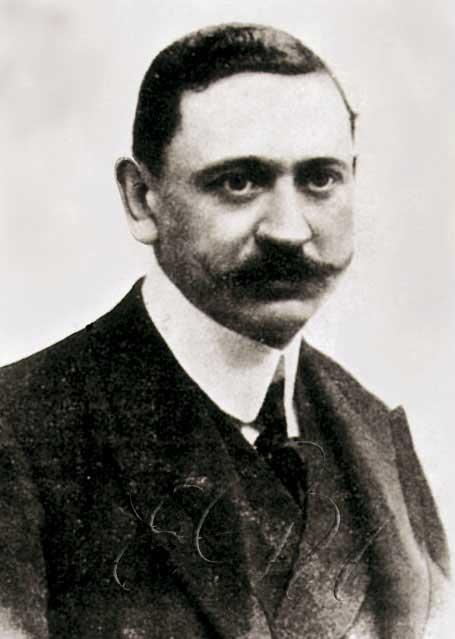
Manuel García Prieto, presidente del gobierno que se opuso a la legalización de las Juntas de Defensa pero que se vio obligado a dimitir por la falta de apoyo del rey Alfonso XIII.

Las juntas exigían su reconocimiento legal a lo que se oponía el gobierno de Romanones. El gobierno que le sucedió presidido por el liberal Manuel García Prieto fue más lejos y ordenó la disolución de las juntas, pero el rey se puso del lado de las juntas «aunque para ello tuviera que desautorizar a su ministro de Defensa y cambiar el gobierno liberal por uno conservador, en un último intento de normalizar la situación». Cayó el gobierno de García Prieto y «se formó uno conservador, bajo la presidencia de Dato, que se apresuró a claudicar mediante la aprobación del reglamento juntero». Así pues, lo ocurrido en 1905-1906 con los hechos del ¡Cu-Cut! y la posterior aprobación de la Ley de Jurisdicciones volvió a repetirse en 1917: los militares apelaron al rey y este se puso de nuevo de su parte; obligó al gobierno a dimitir, sustituyéndolo por otro presidido por el conservador Eduardo Dato, el cual suspendió las garantías constitucionales, censuró la prensa y aceptó el reglamento de las "Juntas de Defensa". Además cerró las Cortes a los pocos días.

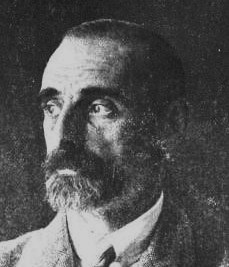
Francesc Cambó, líder de la Lliga Regionalista.

En este contexto de crisis política, el líder catalanista Francesc Cambó tomó la iniciativa y el 5 de julio reunió en el Ayuntamiento de Barcelona a todos los diputados y senadores catalanes —aunque los 13 diputados monárquicos abandonaron enseguida la reunión— que reafirmaron la voluntad de Cataluña de constituirse en una región autónoma, derecho que podría extenderse a otras regiones, y exigieron la reapertura de las Cortes que tendrían función de constituyentes. Si el gobierno Dato no aceptaba ninguna de las peticiones harían un llamamiento a todos los diputados y senadores a que acudieran a una Asamblea de Parlamentarios a celebrar el 19 de julio en Barcelona.
El gobierno de Dato intentó desprestigiar la convocatoria presentando la reunión como un movimiento «separatista»" y «revolucionario», campaña que fue apoyada por la prensa conservadora. Finalmente a Barcelona no acudió Maura, como esperaba Cambó, y solo asistieron los diputados de la Liga Catalanista, los republicanos, los reformistas de Melquíades Álvarez y el socialista Pablo Iglesias, que aprobaron la formación de un gobierno «que encarne y represente la voluntad soberana del país» y que presidiría las elecciones a Cortes Constituyentes. La Asamblea fue disuelta por orden del gobernador civil de Barcelona y todos los participantes fueron detenidos por la policía, aunque en cuanto salieron del Palacio del Parque de la Ciudadela donde se habían reunido fueron puestos en libertad.

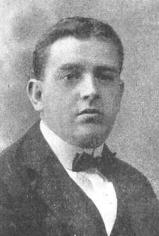
Andrés Saborit Colomer, miembro del Comité de Huelga. Fue detenido y condenado a cadena perpetua. Fue indultado tras ser elegido diputado por el PSOE en las elecciones generales del año siguiente.

Mientras tanto las organizaciones obreras seguían con los preparativos de la huelga general que habían anunciado en marzo. Pero los socialistas decidieron convocarla por su cuenta, en apoyo de los ferroviarios de Valencia en huelga, con el objetivo de derrocar a la Monarquía, formar un gobierno provisional y convocar Cortes Constituyentes. Por este motivo la CNT, fiel a su "apoliticismo", se mantuvo al margen.
La huelga resultó un rotundo fracaso. Solo tuvo cierto seguimiento en Madrid, Barcelona, Valencia y los centros industriales del norte (Vizcaya, Guipúzcoa, Santander, Asturias), y no tuvo ningún impacto en el campo, lo que según Suárez Cortina, «habría de ser decisivo para que las autoridades pudieran sofocar de un modo eficaz la revuelta». Además los sindicatos católicos condenaron el movimiento y jóvenes monárquicos se ofrecieron como voluntarios para que los servicios públicos siguieran funcionando.  Para Santos Julia, la clave del fracaso estuvo en que las "Juntas de Defensa", de las que los socialistas pensaban que mantenían con ellas «esenciales coincidencias», se pusieron de parte del orden establecido, y no solo no encabezaron ninguna revolución sino que se emplearon a fondo en la represión –«tampoco los soldados formaron sóviets con los obreros, al modo ruso, sino que en general obedecieron a sus jefes», señala Moreno Luzón—.
El balance final de la represión de la huelga fueron 71 muertos, 200 heridos y más de 2.000 detenidos, entre ellos los miembros de comité de huelga (Julián Besteiro y Andrés Saborit, por el PSOE; y Francisco Largo Caballero y Daniel Anguiano por la UGT).  
Como ha destacado Javier Moreno Luzón, «la crisis de 1917 desinfló cualquier aventura ulterior. Los catalanistas, los reformistas y hasta los radicales dieron marcha atrás y, en diferentes grados, ofrecieron sus servicios a la corona. La conjunción republicano-socialista se volatilizó, igual que el acuerdo obrero. El socialismo entró en una etapa de disensiones internas y el anarconsindicalismo agudizó su odio por la política. Así pues, el régimen constitucional de la Restauración, dado por muerto en tantas ocasiones, hizo gala de una sorprendente solidez, que le proporcionó oxígeno para seis años más».>

#### La «salida» de la crisis de 1917: los «gobiernos de concentración» y la vuelta al turno (1917-1918)

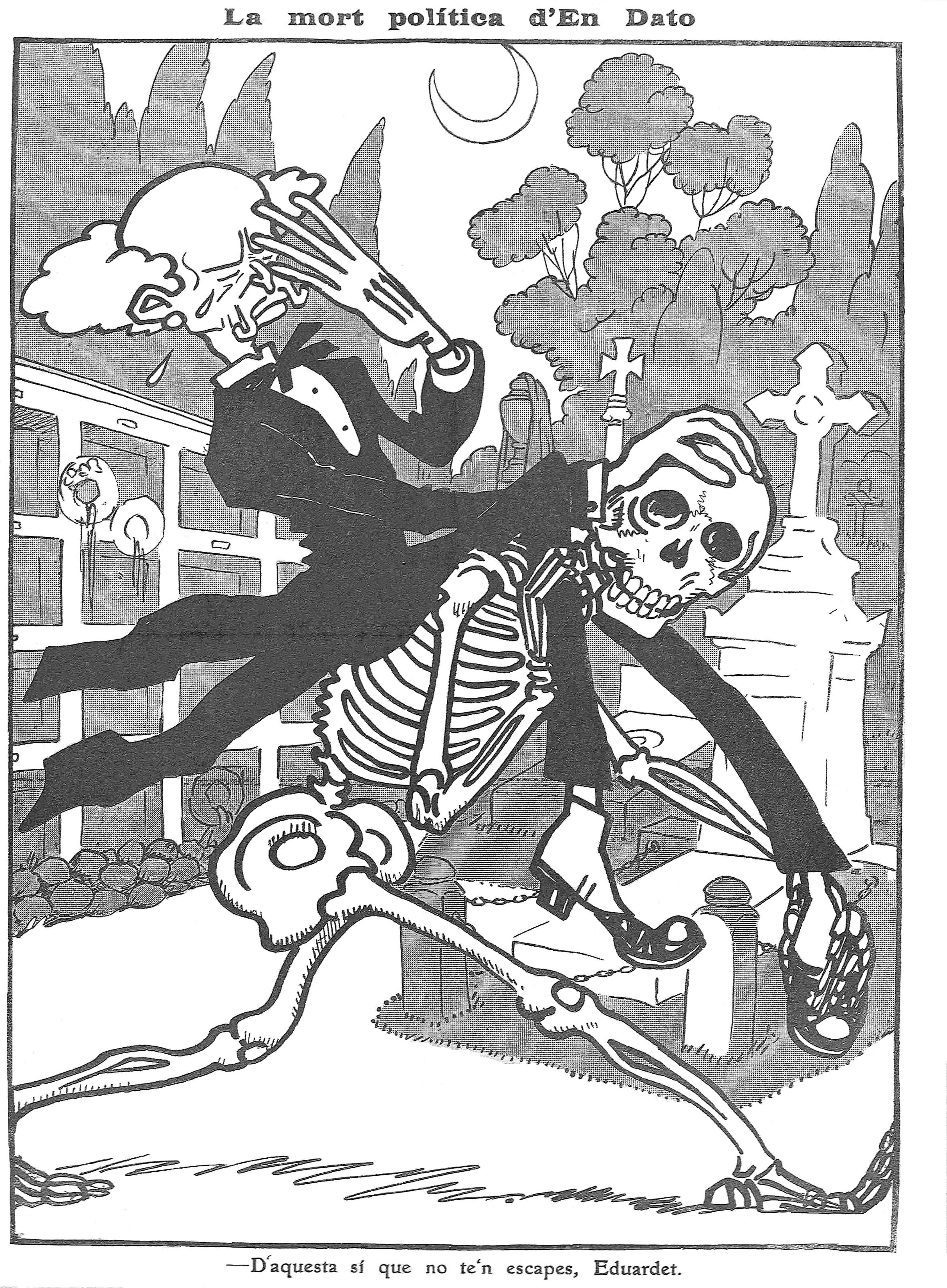
Caricatura de Eduardo Dato publicada en La Campana de Gràcia de Barcelona tras la crisis del verano de 1917, titulada "La muerte política del Sr. Dato". El pie dice: "De esta sí que no te escapas, Eduardito".

El 30 de octubre se reunió la Asamblea de Parlamentarios en el Ateneo de Madrid presidida por Cambó que presionó para que se pusiera fin al turno. Ese mismo día fue llamado a Palacio para entrevistarse con el rey que le propuso la formación de un gobierno de amplia representación que garantizara la celebración de elecciones limpias. Tras la entrevista Cambó volvió al Ateneo de Madrid y les comunicó a los parlamentarios el acuerdo de Alfonso XIII con las propuestas de la Asamblea y que además estaba dispuesto a nombrar ministros a las dos personas que designaran.
El 1 de noviembre de 1917, por primera vez en la historia de la Restauración, se formó un «gobierno de concentración» de conservadores, de liberales y de la Lliga presidido por el liberal Manuel García Prieto, aunque quedaron fuera las facciones del conservador Dato y del liberal Santiago Alba. El gobierno convocó las elecciones de febrero de 1918 que se pretendieron «limpias» pero las redes caciquiles siguieron funcionando dando como resultado la confirmación de la división de los partidos dinásticos. El Congreso de los Diputados quedó formado por 95 diputados conservadores, 70 liberales "garcíaprietistas" y 54 del resto de facciones liberales, 20 de la Lliga, 7 del PNV —que conseguían por primera vez representación— y 6 socialistas —que en las Cortes anteriores solo tenía 1 diputado—. Dada su fragmentación estas Cortes resultaron ingobernables porque ningún grupo disponía de una mayoría clara. Al valorar el resultado de las elecciones Cambó comentó que era «un desastre», «nuestra deshonra» y la demostración de que con los partidos del turno era imposible «crear un poder parlamentario fuerte y prestigioso que fuera base y fundamento de todos los restantes poderes constitucionales».
El «gobierno de concentración» duró muy pocos meses. Una huelga de funcionarios, que estimulados por el ejemplo de los militares formaron sus propias juntas, fue la que acabó con él. Entonces el rey encargó al conde de Romanones que reuniera a todos los jefes de facción liberales y conservadores para que buscaran una salida. En la noche del 20 de marzo de 1918 se reunieron en el Palacio de Oriente y allí Alfonso XIII les amenazó con abdicar si no aceptaban la formación de un «gobierno de concentración» donde estuvieran todos ellos presidido por Antonio Maura.

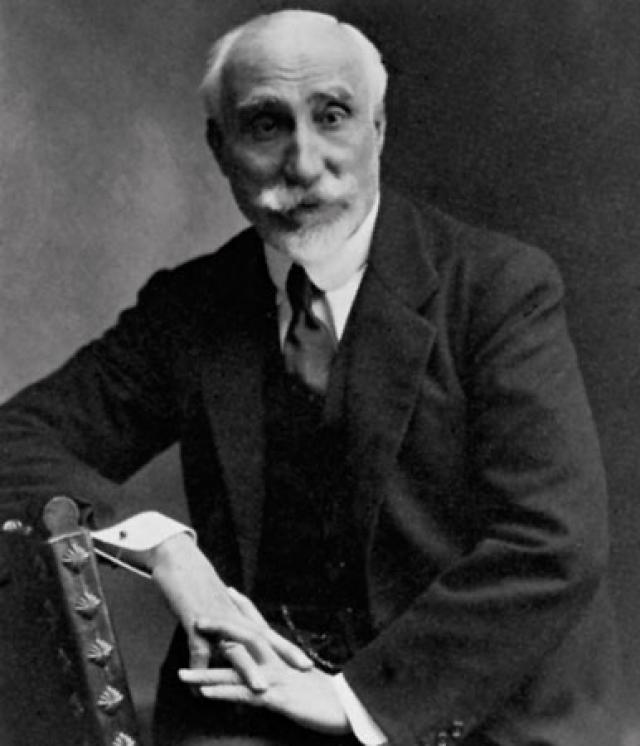
Antonio Maura presidente del "Gobierno Nacional" formado en marzo de 1918.

Así fue como nació el llamado "Gobierno Nacional" que incluyó a todos los jefes de los facciones dinásticas —Romanones, Alba, García Prieto, entre los liberales; Dato, Cierva, junto con el propio Maura, entre los conservadores—, además del líder del catalanismo, Francesc Cambó. El nuevo gobierno concedió la amnistía a los líderes socialistas encarcelados, que pudieron así ocupar sus escaños en las Cortes, y aprobó una Ley de Bases sobre la inamovilidad de los funcionarios y criterios de promoción de los mismos basados en la antigüedad que acabó con la figura del cesante. Sin embargo, el gobierno encalló cuando intentó aprobar los presupuestos del Estado, que estaban siendo prorrogados desde 1914, por lo que Maura presentó la dimisión al rey en noviembre de 1918.
Tras el fracaso de los dos «gobiernos de concentración» se volvió al «turno» entre conservadores y liberales —en realidad al turno entre facciones— pero en los dos años y medio siguientes tampoco se alcanzó la estabilidad política, ya que se llegaron a suceder hasta siete gobiernos.

#### La «cuestión regional»
Al «Gobierno Nacional» de Maura le sucedió el 10 de noviembre de 1918 un gobierno liberal presidido por García Prieto, con Santiago Alba en Hacienda. Tuvo que hacer frente al grave «problema de las subsistencias» motivado por la subida de los precios, pero las reformas que pretendió introducir Alba se encontraron de nuevo con la resistencia de los sectores industriales que tanto se habían beneficiado por la neutralidad española en la Gran Guerra, mientras aumentaban las manifestaciones de protesta por el encarecimiento de los productos básicos. Finalmente fue la presión de la Lliga, que reclamaba un estatuto de autonomía para Cataluña, la que hizo caer al gabinete solo un mes después de haberse formado. Entonces el rey encargó el gobierno al conde de Romanones, cuya tarea primordial, según Ángeles Barrio, fue «la de conducir por cauces más fluidos la cuestión de la autonomía».

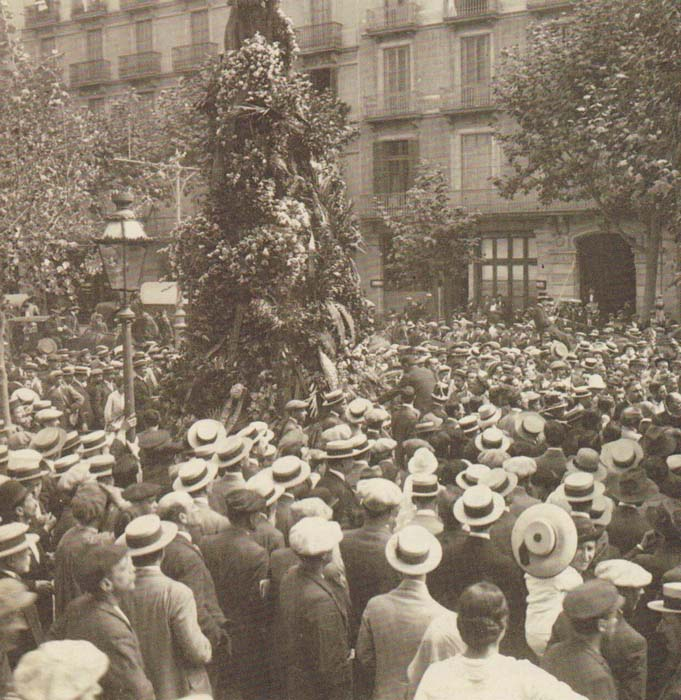
Homenaje A Rafael Casanova en la diada de 1914.

Cambó y la Lliga habían organizado una campaña en pro de la «autonomía integral» para Cataluña que, según Moreno Luzón, «conmovió hasta sus cimientos la escena política española» y que en un principio contó con el apoyo del rey, que pretendía, según le dijo a Cambó, distraer así «a las masas [de Cataluña] de todo propósito revolucionario». Para Cambó había «llegado la hora de Cataluña».
La posibilidad de la concesión de un Estatuto de Autonomía para Cataluña provocó la reacción inmediata del nacionalismo español que desplegó una fuerte campaña anticatalanista plagada de tópicos y de estereotipos sobre Cataluña y los catalanes pero que consiguió movilizar a miles de personas que se manifestaron en Madrid y en otras ciudades.

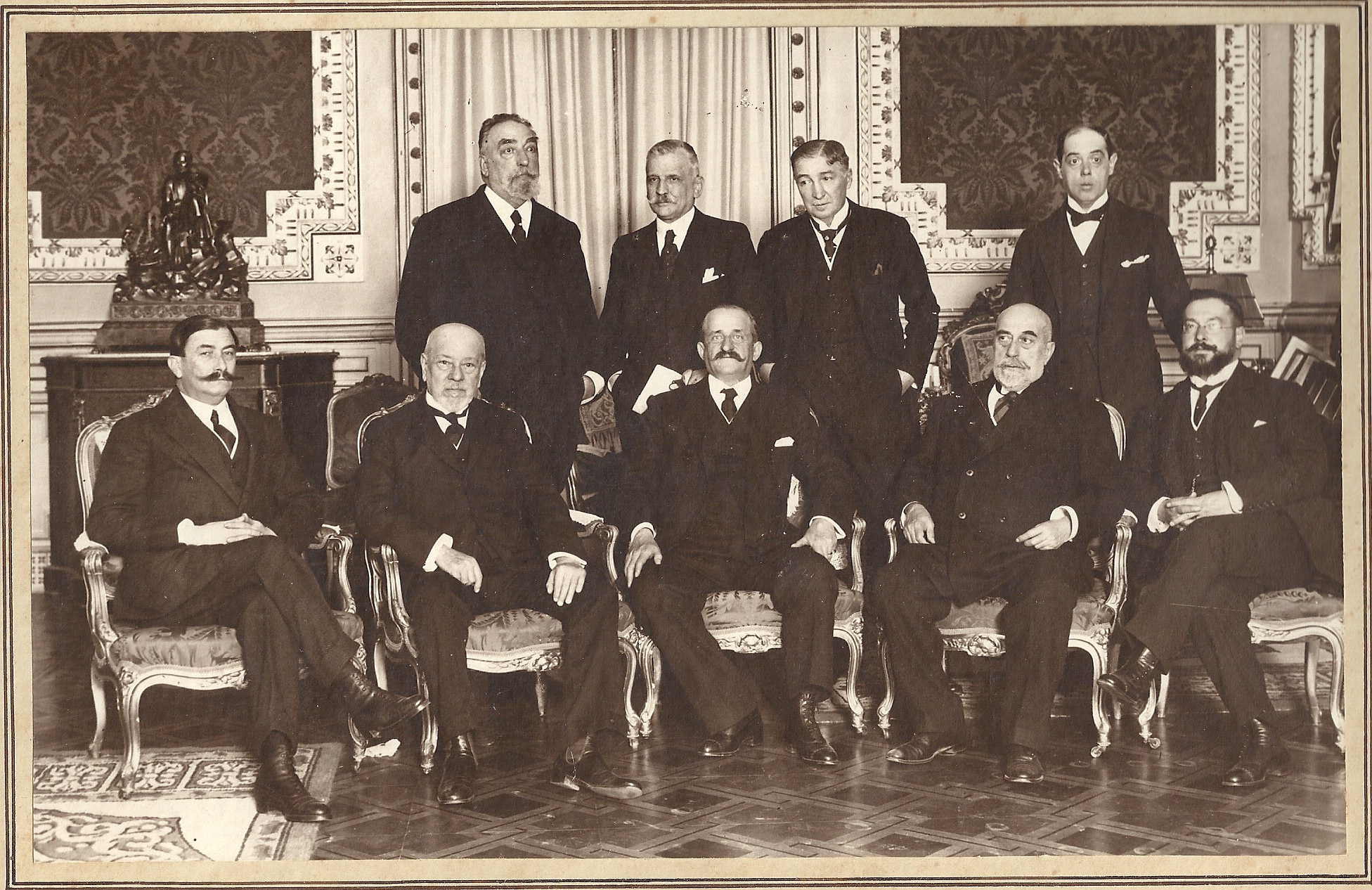
Gobierno presidido por el conde de Romanones, sentado en el centro.

El 2 de diciembre de 1918, un día después de haberse constituido el gobierno de Romanones, las diputaciones castellanas, reunidas en Burgos, respondieron a las pretensiones catalanas con el Mensaje de Castilla donde defendían la «unidad nacional» española y se oponían a que cualquier región obtuviera una autonomía política que mermara la soberanía española —e incluso hicieron un llamamiento a boicotear «los pedidos de las casas industriales catalanas»—. También se opusieron a la cooficialidad del catalán, al que llamaron «dialecto regional». Al día siguiente el diario El Norte de Castilla titulaba: «Ante el problema presentado por el nacionalismo catalán, Castilla afirma la nación española». También se denunciaba «la campaña separatista de que se hace alarde en las provincias vascongadas». Solo en el País Vasco y en Galicia se registraron algunas muestras de apoyo a los nacionalistas catalanes.
El rey cambió de posición y manifestó su solidaridad «con los gestos patrióticos de la provincias castellanas», animando a los presidentes de las diputaciones a proseguir en su empeño. En el debate parlamentario de principios de diciembre sobre el proyecto de bases del estatuto de autonomía que había presentado la Mancomunidad de Cataluña y que contaba con el apoyo del 98% de la población de Cataluña representada por sus ayuntamientos, el portavoz de los liberales, y por tanto del gobierno, Niceto Alcalá Zamora acusó a Cambó de querer ser al mismo tiempo el Simón Bolívar de Cataluña y el Otto von Bismarck de España. El líder conservador Antonio Maura también se opuso a la autonomía catalana. Dirigiéndose a los diputados catalanistas les dijo que, les gustara o no, eran españoles: «Nadie puede elegir madre, ni hermanos, ni casa paterna, ni pueblo natal, ni patria». Su intervención fue muy aplaudida por los diputados de los dos partidos dinásticos, incluido el presidente del gobierno conde de Romanones. El mismo día de la intervención de Maura, el 12 de diciembre de 1918, Cambó escribió una carta al rey en la que se despedía de él y justificaba la retirada de las Cortes de la gran mayoría de diputados y senadores catalanes en señal de protesta por el rechazo al Estatuto, un gesto que fue muy mal visto por los partidos dinásticos. De vuelta en Barcelona, Cambó lanzó en un mitin la consigna «Monarquia? República? Catalunya!». «Ni hipotecamos la autonomía a la República, ni esperamos la República para implantar la autonomía, pero no frenaremos nuestra marcha por el hecho de que pueda caer la Monarquía», declaró.
Romanones convocó una comisión extraparlamentaria para que redactara una propuesta que sería llevada a las Cortes. La comisión, presidida por Antonio Maura elaboró un proyecto de Estatuto muy recortado que incluso eliminaba algunas de las competencias que ya ejercía la Mancomunitat de Cataluña por lo que resultó inaceptable para los diputados catalanes que habían regresado al Congreso a finales de enero de 1919. Cambó pidió entonces que se permitiera la celebración de un plebiscito en Cataluña para saber si los ciudadanos de Cataluña querían o no un Estatuto de autonomía, pero los diputados de los partidos dinásticos, entre los que se encontraba Alfons Sala, presidente de la recién creada Unión Monárquica Nacional, alargaron los debates y nunca llegó a discutirse la propuesta. Finalmente el gobierno cerró las Cortes el 27 de febrero aprovechando la crisis provocada por la huelga de la Canadiense en Barcelona.

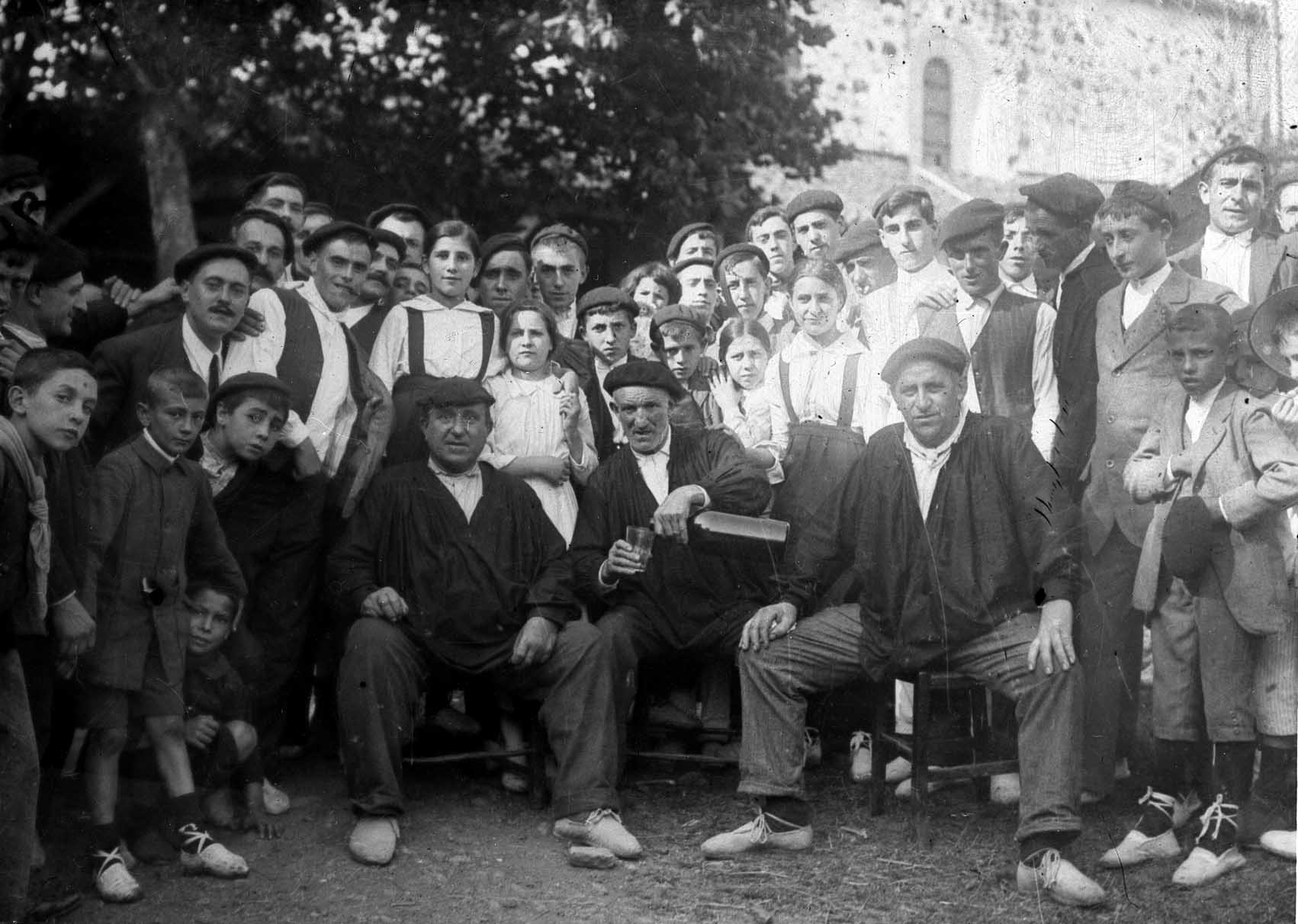
Reunión de versolaris, entre los que se encuentra el célebre Txirrita, en Arrate, Guipúzcoa (1915)

La campaña autonomista catalana de 1918-1919 encontró un amplio apoyo del nacionalismo vasco porque las aspiraciones catalanas conectaban con las suyas. En aquel momento el nacionalismo vasco vivía el momento de mayor apogeo de la Restauración. En 1918 había triunfado en las elecciones que le proporcionaron la hegemonía política en Vizcaya, el feudo fundamental del PNV que desde 1916 había pasado a llamarse Comunión Nacionalista Vasca, sustituyendo a los partidos monárquicos del turno que la habían ostentada hasta entonces. Precisamente la razón del éxito había sido la «vía autonomista» emprendida, y su alianza con la Lliga Regionalista de Cambó, que les llevó a reclamar también la «autonomía integral» para el País Vasco. Así, las tres diputaciones vascongadas, por iniciativa de la de Vizcaya, demandaron la «reintegración foral», o en su defecto, una amplia autonomía basada en los antiguos fueros, propuesta que fue presentada en las Cortes el 8 de noviembre por los diputados nacionalistas vascos, pero que fue rechazada.
A partir de 1920 se produjo el retroceso electoral de la Comunión Nacionalista Vasca, debido sobre todo a que las partidos monárquicos del turno, liberales y conservadores, se coaligaron en un frente antinacionalista llamado Liga de Acción Monárquica, fundada en enero de 1919, que ganó las elecciones de 1920 y 1923, reduciendo la representación parlamentaria de la Comunión Nacionalista a un único diputado por Pamplona —y eso gracias a su alianza con las carlistas—. Además, los nacionalistas vascos perdieron la mayoría en la Diputación de Vizcaya en 1919 y la alcaldía de Bilbao en 1920.

#### El impacto de la «Revolución de Octubre»: el «trienio bolchevique» y la «guerra social» en Cataluña

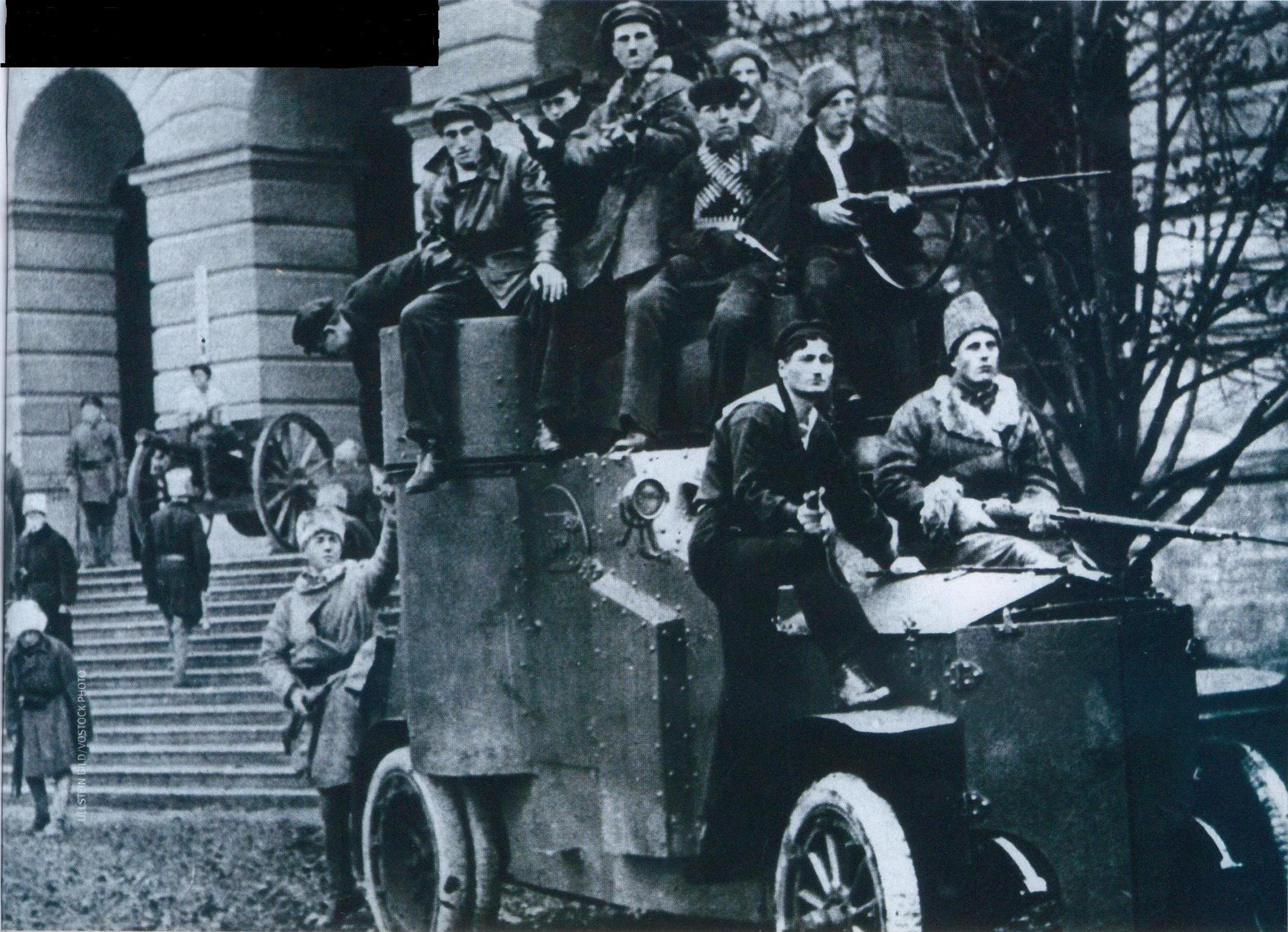
Guardias rojos frente al Instituto Smolny de Petrogrado, centro de la Revolución de Octubre de 1917 en Rusia, que tuvo un enorme impacto en el movimiento obrero de todo el mundo.

A la "cuestión regional" se sumó el estallido de una grave crisis social en Cataluña y en el campo andaluz. «Una auténtica 'guerra social', con atentados anarquistas y de pistoleros a sueldo de patronos, se declaró en Cataluña y tres años de movilizaciones de jornaleros del campo a los que habían llegado los ecos de la revolución rusa en Andalucía».
En España el triunfo de la Revolución de Octubre en Rusia tuvo un gran impacto sobre el movimiento obrero. Sin embargo, ni la CNT ni el PSOE se unieron a la III Internacional fundada por los bolcheviques. Solo un pequeño grupo de socialistas abandonó el partido en 1921 para fundar el Partido Comunista de España, un grupo minúsculo adherido a la III Internacional y bajo las órdenes directas de Moscú. Pero a pesar de todo la Revolución de Octubre «actuó en España como un imparable mito movilizador que conmocionó durante años al obrerismo, arrastró a sus dirigentes y encandiló a las masas que intentaban encuadrar».
En Andalucía entre 1918 y 1920 se intensificaron las movilizaciones de los jornaleros, en lo que se conoce como el «trienio bolchevique». Se produjeron constantes huelgas que fueron respondidas con extraordinaria dureza por los patronos y las autoridades. Las sociedades obreras reclamaban la subida de jornales y el empleo de los parados de una localidad antes de recurrir a la mano de obra forastera. La movilización fue alentada mediante mítines, periódicos y folletos, como el titulado La revolución rusa: la tierra para quienes la trabajan, y durante las huelgas los jornaleros ocupaban las fincas, siendo desalojados violentamente de ellas por la guardia civil y por el ejército. También hubo sabotajes y atentados. La agitación campesina andaluza se redujo en 1920 debido a la represión y desapareció prácticamente en 1922.
Mientras tanto en Cataluña se produjo una «guerra social». El conflicto se inició en febrero de 1919 con la huelga de la Canadiense, que dejó a Barcelona sin luz, sin agua y sin tranvías. El gobierno de Romanones optó por la vía de la negociación pero tuvo que ceder a las presiones de la patronal que exigía mano dura y que encontró unos valiosos aliados en el capitán general de Cataluña Joaquín Milans del Bosch y en el rey Alfonso XIII. «Se militarizaron los servicios, y Barcelona recuperó la normalidad mientras las cárceles se llenaban de presos huelguistas», afirma Ángeles Barrio.
En ese tiempo se llegó a un acuerdo entre la empresa y los trabajadores gracias a la labor del dirigente moderado de la CNT Salvador Seguí. Quedaba la cuestión pendiente de los huelguistas encarcelados, sometidos a la jurisdicción militar, pero el capitán general Milans del Bosch no cedió por lo que la CNT tuvo que cumplir su amenaza de declarar la huelga general. La respuesta de los patronos, que apoyaron la postura de Milans, fue declarar el lock-out que condenaba a los obreros a la indigencia. El gobierno intentó destituir a Milans, que había declarado el estado de guerra, pero el rey se opuso, por lo que Romanones presentó su dimisión. Le sustituyó el conservador Antonio Maura que aprobó la política de Milans del Bosch. La CNT fue disuelta y sus dirigentes fueron encarcelados, mientras el Somatén se sumaba al mantenimiento del orden público en Barcelona.
El conflicto obrero catalán degeneró en una «guerra social» en la que ambas partes recurrieron a la violencia y cuyo escenario fue Barcelona donde se enfrentaron a tiros pistoleros sindicalistas y patronales. Estos últimos estaban dirigidos por el expolicía Manuel Bravo Portillo, contratado por la Federación Patronal, que formó una extensa y bien organizada banda compuesta por delincuentes y sindicalistas corruptos, y que fue la que llevó a cabo los primeros asesinatos de militantes y dirigentes de la CNT. En las filas anarquistas, y protegidos por sus dirigentes, se formaron grupos de acción cuyos miembros, según Moreno Luzón, «se movían entre el asesinato a sueldo y la revolución ácrata, protagonistas de más y más atentados contra empresarios, capataces, policías, matones y obreros disidentes». Entre ellos destacó Buenaventura Durruti, «joven pistolero y agitador clandestino».

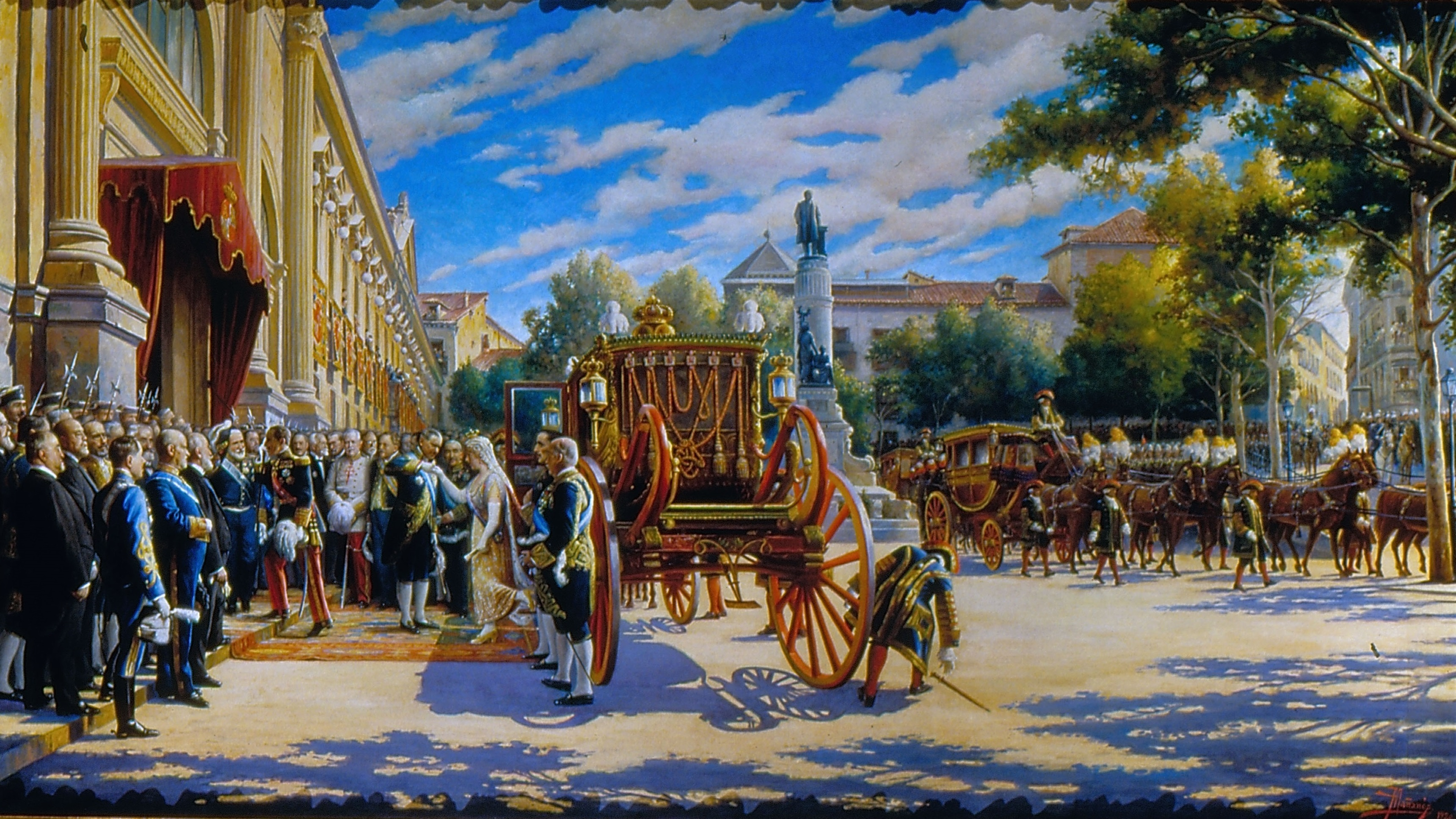
Cuadro de Asterio Mañanós Martínez sobre la apertura de las Cortes en 1919 que recoge la entrada de los reyes en el Palacio del Senado, donde les recibe el presidente del gobierno Antonio Maura.

Maura convocó elecciones en junio de 1919 pero en ellas no consiguió una mayoría propia y el resto de facciones conservadoras se negaron a reconocerle como jefe del partido conservador, a pesar de las presiones del rey para que lo hicieran, «en defensa de la monarquía y el orden». Así se produjo la caída de Maura a quien le sucedió en agosto de 1919 el también conservador Joaquín Sánchez de Toca, que volvió a la vía de la negociación en la guerra social en Cataluña. Sin embargo, pocos meses después cayó el gobierno siendo sustituido por el también conservador Manuel Allendesalazar Muñoz, quien recuperó la «mano dura». Pero el gobierno de Allendesalazar tampoco duró mucho y cayó en mayo de 1920, siendo sustituido por el también conservador Eduardo Dato. Este consiguió del rey el decreto de disolución de las Cortes y convocó nuevas elecciones para diciembre de 1920, solo un año y medio después de las celebradas bajo el gobierno de Maura.

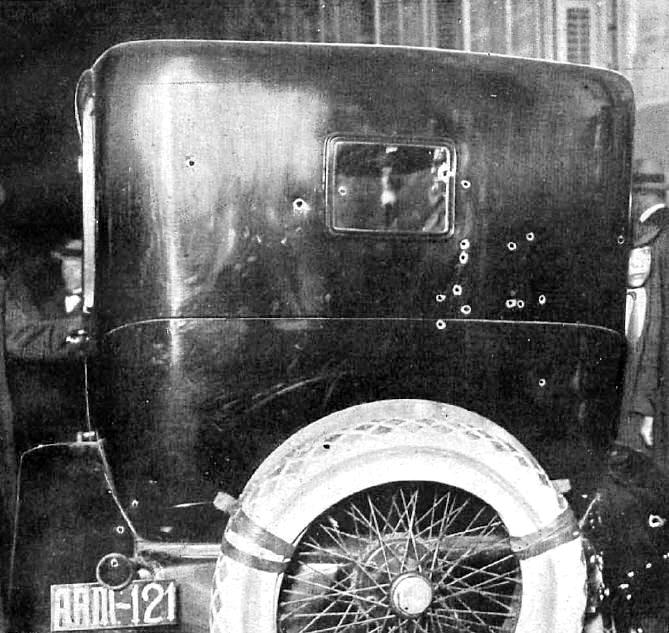
Parte posterior del coche en el que fue asesinado Eduardo Dato y en la que se observan los orificios de las balas.

Aunque al principio impulsó la negociación para lograr la paz social, Dato volvió a la política represiva después de que se produjera el asesinato por un grupo anarquista del conde de Salvatierra, antiguo gobernador civil de Barcelona en tiempos del gobierno de Sánchez de Toca. Puso al frente del gobierno civil de Barcelona al general Severiano Martínez Anido, que aplicó una feroz represión antisindical que incluyó la aplicación de la llamada ley de fugas a los presos, lo que diezmó a la CNT pero al mismo tiempo, según Ángeles Barrio, «estimuló el activismo y el recurso a la violencia individual» y «los actos terroristas y de violencia callejera entre anarquistas y miembros de los Sindicatos Libres se sucedieron en espiral entre 1920 y 1922…» Los llamados sindicatos libres –por oposición a los sindicatos únicos de la CNT— estaban formados por obreros católicos, apolíticos o simplemente desengañados de la estrategia anarquista, a los que los patronos preferían contratar, lo que se tradujo en un incremento de sus miembros —en 1922 afirmaron tener 150.000 afiliados—. Esto abrió una competencia sindical que en numerosas ocasiones se saldó con tiroteos.
La espiral de violencia alcanzó al propio primer ministro. El 8 de marzo de 1921 Eduardo Dato fue asesinado en Madrid por un grupo de tres anarquistas que le dispararon desde un sidecar cuando regresaba en automóvil a su casa. El asesinato de Dato incrementó la represión sobre la CNT y las acciones de los pistoleros de los "Sindicatos Libres" contra sus miembros. En 1923 caía también asesinado Salvador Seguí, dirigente de la CNT, que no había apoyado la vía violenta y que defendía la vuelta a la vía sindical, así como el arzobispo de Zaragoza Juan Soldevilla.
El número de atentados creció hasta 1921 para descender en 1922 y repuntar en 1923. Según los datos de Eduardo González Calleja, citados por Javier Moreno Luzón, hubo 87 atentados en 1919, 292 en 1920, 311 en 1921, 61 en 1922 y 117 en 1923. Las víctimas mortales fueron 201 sindicalistas y anarquistas, incluyendo a sus abogados (un 23 %); 123 patronos, gerentes y capataces (un 14%); 83 agentes de la autoridad (un 9,5 %); 116 miembros de los sindicatos libres o anticenetistas (13 %).

#### El «desastre de Annual» y sus consecuencias (1921-1922)

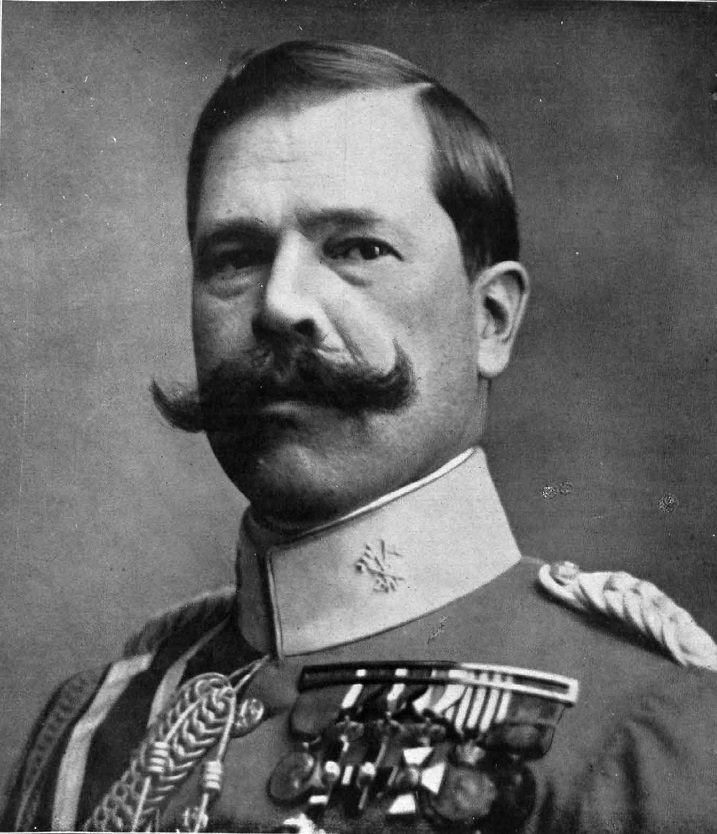
Manuel Fernández Silvestre, general de las tropas españolas en el desastre de Annual.

Tras el paréntesis de la Gran Guerra los gobiernos españoles se propusieron hacer efectivo el dominio de España sobre todo el protectorado de Marruecos. Esa fue la tarea encomendada al general Dámaso Berenguer, nombrado Alto Comisario Español en Marruecos en 1919. Del avance en la zona oriental se encargó el general Manuel Fernández Silvestre, nombrado a principios de 1920 comandante general de Melilla, cargo que gozaba de una cierta autonomía respecto del Alto Comisario ya que despachaba directamente con el ministro de la guerra. Fernández Silvestre inició el avance desde Melilla hacia el oeste mediante el sistema tradicional de blocaos —casetas de madera fortificadas— sin encontrar resistencia. En diciembre de 1920 alcanzaba la cabila de Ben Said y al mes siguiente Annual, en la cabila vecina de Beni Ulixek. Berenguer y Fernández Silvestre se reunieron en marzo de 1921 en el Peñón de Alhucemas y decidieron detener el avance. Las tropas de la Comandancia de Melilla quedaron así dispersas en un territorio extenso, con problemas de abastecimiento y expuestas a un posible ataque. El puesto más avanzado era Annual.
Tras un permiso en Madrid donde recibió numerosas muestras de apoyo popular, del gobierno y del rey, Fernández Silvestre reanudó el avance en mayo de 1921, pero esta vez se encontró con la resistencia de las tribus rifeñas dirigidas por Abd el-Krim, de la cabila de Beni Urriaguel, situada más al oeste. Silvestre pidió refuerzos que no le fueron concedidos pero no renunció al avance y el 19 de julio ordenó reconquistar la zona de Annual. Silvestre en persona llegó desde Melilla el día 21 al frente de un ejército de 4.500 hombres pero tuvo que retirarse de Annual a Ben Tieb, al sudeste, ante la ofensiva que habían desencadenado los rebeldes de Abd el-Krim. El Alto Comisario prometió enviar refuerzos pero estos no llegarían a tiempo.

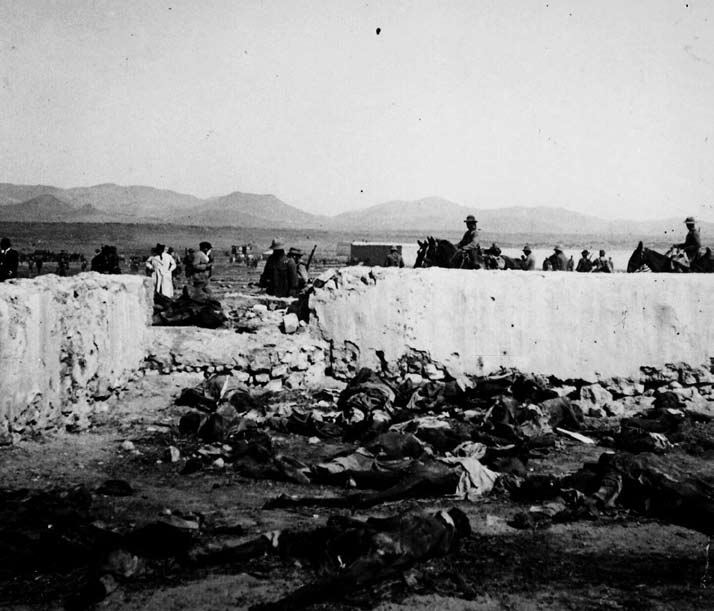
Cadáveres encontrados en Annual.

«La ofensiva inesperada de los indígenas concluyó en una desbandada general del Ejército español en dirección a Melilla. Las tropas españolas estaban dispersas en un frente muy extenso con un número de posiciones muy elevado y con graves problemas de aprovisionamiento. Las unidades estaban mal pertrechadas... El derrumbamiento del frente tuvo como consecuencia la pérdida en tan sólo unos días de lo conseguido con graves dificultades durante años. No sólo el general Silvestre murió sino también otros 10.000 soldados».
El que sería conocido como el «desastre de Annual» conmocionó enormemente a la opinión pública. En las Cortes y en la prensa se pidieron responsabilidades y el propio rey Alfonso XIII fue acusado de haber alentado a Fernández Silvestre —«nombrado gracias al favor real» según el agregado militar de la embajada francesa— para actuar de forma tan imprudente, aunque no existe ninguna prueba de ello «por más que mantuviera unas relaciones estrechas con él, por otro lado no muy diferentes de la que le unían a otros militares». El diputado socialista Indalecio Prieto fue el que formuló la acusación más dura en el Congreso:

Aquellos campos de dominio son hoy campos de muerte: ocho mil cadáveres parece que se agrupan en torno de las gradas del trono en demanda de justicia.

Para hacer frente a las graves consecuencias políticas del «desastre de Annual» el rey recurrió a Antonio Maura quien el 3 de agosto de 1921 formó, como en 1918, un «gobierno de concentración», del que formaron parte tanto conservadores como liberales, y también de nuevo el catalanista Cambó. Una de las primeras medidas que tomó el nuevo gobierno fue abrir un expediente —cuyo instructor sería el general Juan Picasso— para dirimir las responsabilidades militares del desastre. Asimismo se puso en marcha una operación militar para recuperar el territorio perdido en Marruecos. Sin embargo, el gobierno de Maura acuciado por la «cuestión de las responsabilidades» duró solo ocho meses y en marzo de 1922 fue sustituido por un gobierno conservador presidido por José Sánchez Guerra.

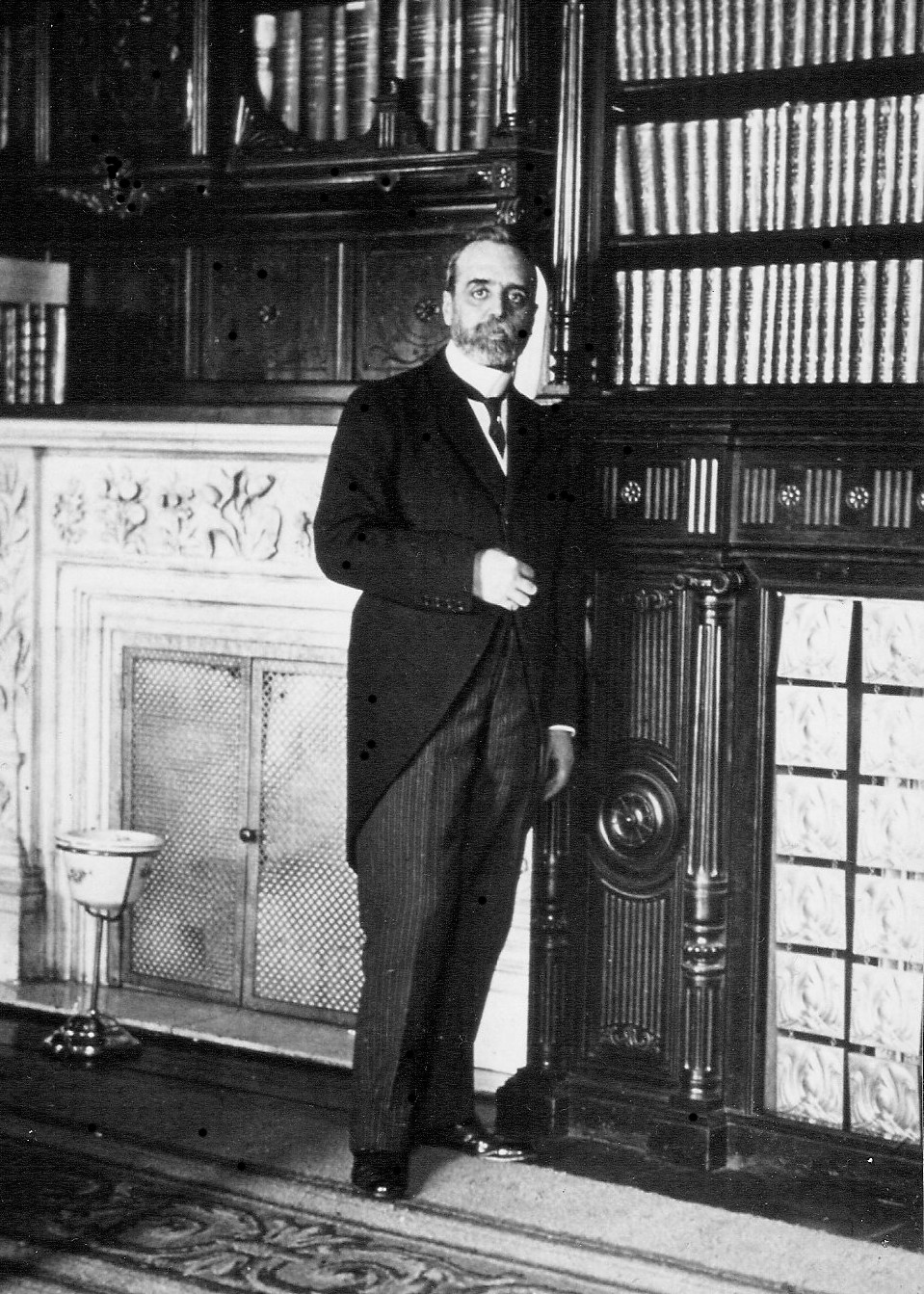
José Sánchez Guerra hacia 1920

Sánchez Guerra intentó hacer frente al creciente intervencionismo militar y se propuso someter al poder civil a las Juntas de Defensa, llamadas entonces «comisiones informativas», contando en esta ocasión con la colaboración del rey, quien en junio de 1922 en una reunión con los militares de la guarnición de Barcelona las desautorizó. «El oficial no puede meterse en política», dijo. Los diputados reformistas, republicanos y socialistas, por su parte, recordaron el apoyo que había dado el rey a las Juntas en el pasado. Finalmente las Cortes aprobaron en noviembre de 1922 una ley que disolvía las «comisiones informativas» y que establecía las normas estrictas que se debían seguir para los ascensos por méritos de guerra, atendiendo así una de sus reivindicaciones de las Juntas. De esta forma se restableció la unidad de los oficiales africanistas y junteros del Ejército español. Otra medida civilista fue la destitución del general Severiano Martínez Anido de su puesto de gobernador civil en Barcelona.
El general Picasso presentó su informe sobre el «desastre de Annual» que resultó demoledor ya que en él denunciaba el fraude y la corrupción que se había producido en la administración del protectorado de Marruecos, así como la falta de preparación y la improvisación de los mandos en la conducción de las operaciones militares, sin dejar a salvo a los gobiernos que no habían provisto al Ejército de los medios materiales necesarios. A partir de lo relatado en el Expediente Picasso el Consejo Supremo de Guerra y Marina ordenó el procesamiento de treinta seis jefes y oficiales, junto con el Alto Comisario, el general Berenguer, el general Fernández Silvestre, si se encontraba vivo pues no había sido hallado su cadáver, y el general Navarro, prisionero de Abd el-Krim.
De nuevo la intervención más dura cuando se debatió en el tema en el Congreso fue la del diputado socialista Indalecio Prieto quien acusó al ministro de la guerra, vizconde de Eza, y sobre todo al rey de ser los máximos responsables de lo sucedido, acusación por la que fue procesado. Prieto, entre otras cosas, dijo:

Una de las responsabilidades más graves que asumen todos los partidos que han turnado en este periodo de la monarquía es la de su adulación, la de su falta de constitucionalismo, la de no haber sabido encuadrar a todo el mundo, incluso al rey, dentro de sus deberes constitucionales.

El debate sobre las responsabilidades puso en evidencia la división entre los conservadores por lo que provocó la crisis del gobierno que se saldó con la formación en diciembre de 1922 de uno nuevo de «concentración liberal» presidio por Manuel García Prieto, que iba a ser el último gobierno constitucional del reinado de Alfonso XIII.

#### El último gobierno constitucional de la Monarquía de Alfonso XIII (diciembre de 1922-septiembre de 1923)

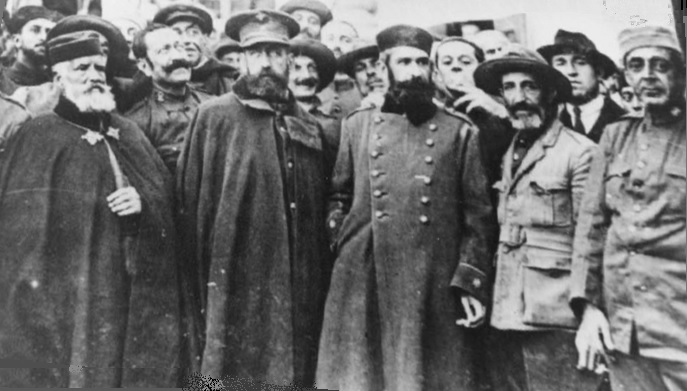
Jefes y oficiales españoles tras ser liberados después de las negociaciones que mantuvo el gobierno de García Prieto con Abd el-Krim y que un sector del ejército español calificó de «indignas».

El gobierno de «concentración liberal» presidido por Manuel García Prieto anunció su propósito de avanzar en el proceso de responsabilidades —en julio de 1923 el Senado concedía el suplicatorio para poder procesar al general Berenguer ya que gozaba de inmunidad parlamentaria al ser miembro de esa Cámara—. Asimismo, intentó reafirmar la primacía del poder civil sobre los militares en las dos cuestiones pendientes, Cataluña y Marruecos. También se planteó un proyecto muy ambicioso de reforma del régimen político que supusiera el nacimiento de una auténtica Monarquía parlamentaria, aunque en las elecciones que convocó a principios de 1923 volvió a producirse el fraude generalizado y el recurso a la maquinaria caciquil para asegurarse una mayoría. Sin embargo, los partidos antisistema lograron avances, sobre todo el PSOE, que obtuvo un resonante triunfo en Madrid donde obtuvo siete escaños. Pero finalmente, el gobierno no pudo llevar adelante sus planes de reforma y de exigencia de responsabilidades porque el 13 de septiembre de 1923 el general Miguel Primo de Rivera, capitán general de Cataluña, encabezó un golpe de Estado en Barcelona que puso fin al régimen liberal de la Restauración. El rey Alfonso XIII no se opuso al golpe.

## Dictadura de Primo de Rivera (1923-1930)

### La «dictadura con rey»
El 13 de septiembre de 1923 el capitán general de Cataluña, Miguel Primo de Rivera, se sublevó contra el Gobierno y dio un golpe de Estado. Así nació la «dictadura con rey» una expresión que ha sido acuñada por el historiador  Santos Juliá con la que quiere destacar el hecho de que la suerte final del golpe militar de Primo de Rivera la decidió el rey Alfonso XIII al no respaldar al gobierno y cederle el poder, lo mismo que había hecho un año antes el rey de Italia Víctor Manuel III que no firmó el decreto que declaraba el estado de sitio para impedir que la "marcha sobre Roma" de los fascistas triunfara y que nombró a su líder Mussolini, jefe del gobierno. No es casualidad que poco después de instaurarse la Dictadura, Alfonso XIII le dijera a Víctor Manuel III en el curso de una visita oficial a Italia: ya tengo «mi Mussolini».

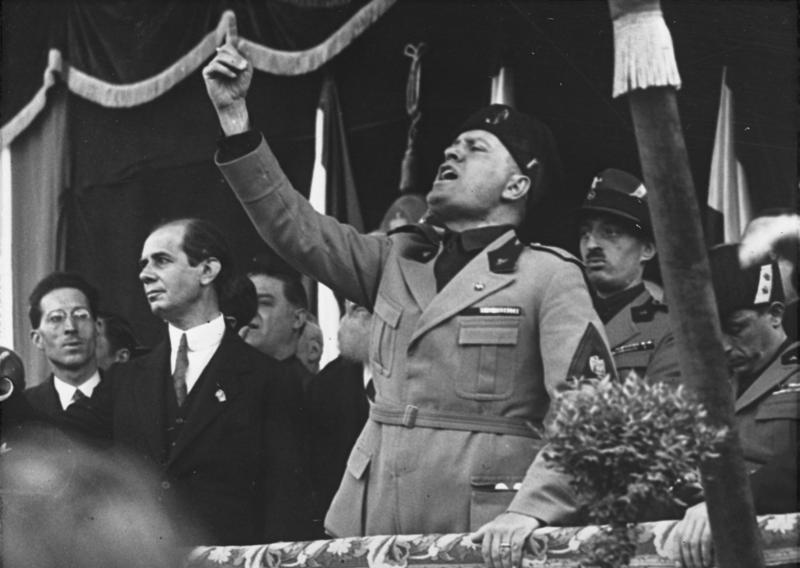
El dictador fascista italiano Benito Mussolini en 1930.

A partir de la aceptación del golpe de Estado de Primo de Rivera, el rey ya no actuó como monarca constitucional, sino como jefe del Estado de una nueva fórmula política de «dictadura con rey». Que Alfonso XIII ya no era un monarca constitucional lo pudieron comprobar los presidentes del Senado, conde de Romanones, y del Congreso de Diputados, Melquiades Álvarez, cuando pasados tres meses del golpe le recordaron al rey que la Constitución de 1876 le obligaba a convocar elecciones —cosa que el rey no hizo—. Fueron fulminantemente destituidos mediante un Decreto firmado por Primo de Rivera y refrendado por el rey. Primo de Rivera lo justificó así:

El país no se impresiona ya con películas de esencias liberales y democráticas; quiere orden, trabajo y economía.

En principio la Dictadura iba a ser un régimen temporal —Primo de Rivera dijo que su propósito era permanecer solo «noventa días» tiempo suficiente para «regenerar» el país—, pero duró seis años y cuatro meses.

### El Directorio militar (1923-1925)

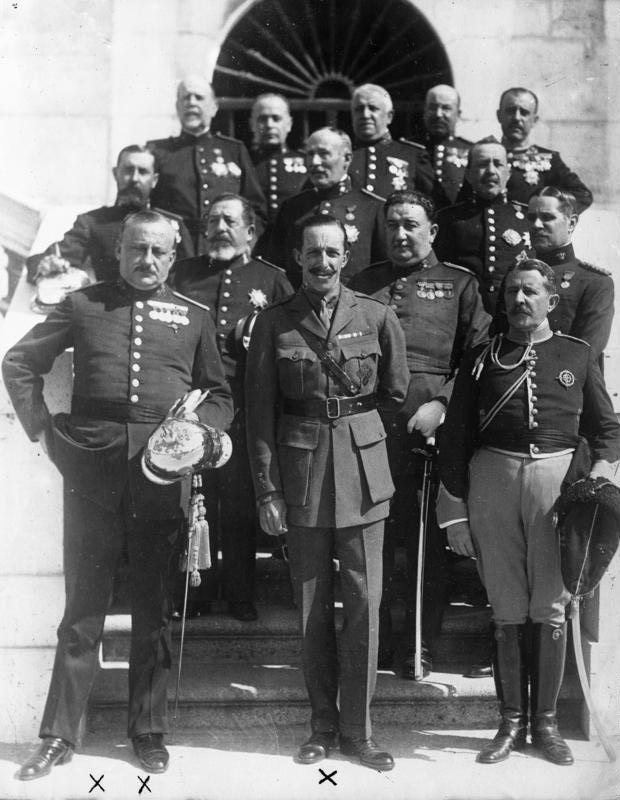
De izquierda a derecha (en negrita los generales miembros del Directorio militar y entre paréntesis el número de la región militar a la que representan; en cursiva, los cuatro generales miembros del Cuadrilátero): el General Primo de Rivera, el rey Alfonso XIII, y el general José Cavalcanti de Alburquerque, en primera fila; el general Antonio Mayandía Gómez (5.ª), el general Federico Berenguer Fusté y general Leopoldo Saro Marín, en segunda fila; el general Antonio Dabán Vallejo, el general Francisco Ruiz del Portal (7.ª) y el general Luis Navarro y Alonso de Celada (3.ª), en tercera fila; el general Luis Hermosa y Kith (2.ª), el general Dalmio Rodríguez Pedré (4.ª), el general Adolfo Vallespinosa Vior (1.ª), el general Francisco Gómez-Jordana Sousa (6.ª), y el general Mario Muslera y Planes (8.ª), en última fila.

#### El restablecimiento de la «paz social»
La primera medida que tomó el Directorio fue la destitución de las autoridades provinciales y locales (gobernadores civiles, alcaldes, presidentes de las diputaciones) que fueron sustituidas por militares, cuya primera misión fue el restablecimiento del orden público por el método expeditivo de declarar el estado de guerra, lo que suponía la suspensión de las garantías constitucionales (como la inviolabilidad del domicilio, la libertad de reunión y asociación, etc.) y la atribución a la jurisdicción militar de los «delitos políticos» —incluidos el de ostentar banderas no nacionales o utilizar en actos oficiales lenguas no castellanas— y buena parte de los delitos comunes. Otra de las primeras decisiones del Directorio también tuvo que ver con el orden público: mediante un decreto de 17 de septiembre, se extendió la institución catalana del Somatén a todas las provincias de España.
La declaración del estado de guerra condujo a que se restableciera la «paz social». Desapareció casi por completo el pistolerismo (solo se registraron 51 atentados entre 1923 y 1928, frente a los 1.259 de 1919 a 1923) y se redujo el número de huelgas, a lo que contribuyó también el crecimiento económico que se vivió en los «felices años veinte».
La política seguida por la Dictadura con las dos grandes organizaciones obreras fue muy distinta. Primo de Rivera intentó atraerse a los socialistas, provocando una división en su seno entre los partidarios de la colaboración con la Dictadura, encabezados por Julián Besteiro, Francisco Largo Caballero y Manuel Llaneza, y los contrarios, liderados por Indalecio Prieto y Fernando de los Ríos. Ganó la postura de los primeros y los socialistas se integraron en el Consejo de Trabajo como consecuencia de la absorción por este nuevo organismo del Instituto de Reformas Sociales, e incluso Largo Caballero formó parte del Consejo de Estado, lo que provocó la dimisión de Prieto de la ejecutiva del PSOE. En cambio, la política de la Dictadura respecto de la CNT fue la represión, por lo que la organización anarquista pasó a la clandestinidad.

#### El «descuaje del caciquismo»
Primo de Rivera se consideró a sí mismo el «cirujano de hierro» que debía lograr el «descuaje del caciquismo» del que había hablado Joaquín Costa a principios de siglo. Así, además de restablecimiento de la «paz social», el otro objetivo asignado a las nuevas autoridades militares provinciales y locales fue «regenerar» la vida pública poniendo fin a las redes caciquiles, una vez que la «oligarquía» de los políticos del turno ya había sido desalojada del poder. Los nuevos gobernadores civiles, todos ellos militares, fueron encargados de investigar los casos de corrupción, admitiéndose al principio las denuncias anónimas, y para auxiliar a los gobernadores se nombraron en cada Partido judicial delegados gubernativos, también militares –más de ochocientas corporaciones locales fueron investigadas y se incoaron más de cien expedientes por haberse detectado irregularidades en ellas—.
Sin embargo, en la práctica la medida de nombrar los delegados gubernativos fue «poco efectiva» porque entre ellos «también se dieron casos de corrupción» «e incluso algunos se convirtieron en auténticos caciques». En realidad, «la razón fundamental de la crisis del caciquismo durante el período de la Dictadura fue la marginación del poder durante tanto tiempo de los partidos del turno», aunque muchos caciques encontraron refugio en el partido único de la Dictadura, la Unión Patriótica.
La reforma política a nivel local culminó con la promulgación del Estatuto Municipal de 1924, impulsado por el entonces director general de Administración Local, el antiguo maurista José Calvo Sotelo. En el preámbulo del Estatuto se decía que «el Estado para ser democrático ha de apoyarse en municipios libres», pero los alcaldes siguieron siendo designados por el Gobierno, y no elegidos por los vecinos.
Otro paso en el «descuaje del caciquismo» fue la disolución de las diputaciones provinciales en enero de 1924, a excepción de las del País Vasco y de Navarra. Los gobernadores civiles quedaron encargados de nombrar a sus nuevos miembros entre profesionales liberales y empresarios, lo que provocó la desafección de los miembros de la Liga Regionalista encabezados por Josep Puig i Cadafalch, quien en un principio había creído en la buena voluntad regionalista de Primo de Rivera, ya que los designados para las cuatro diputaciones catalanas, como en los ayuntamientos, fueron «españolistas», procedentes en su mayoría de la Unión Monárquica Nacional.

#### La Unión Patriótica: un partido «apolítico»
A principios de 1924, comenzó a fraguarse la idea de que no era suficiente para «regenerar» el país poner fin a la «oligarquía» y «descuajar el caciquismo», sino que también era necesaria una «política nueva», que se apoyara en «gentes de ideas sanas» y los hombres «de buena fe» que formarían un «partido político, pero apolítico, que ejerce una acción político-administrativa». Una fuerza política, que no definiera los objetivos ni las políticas a aplicar, sino que se hiciera cargo de la administración del Estado llevando a la práctica el lema regeneracionista de «menos política, más administración».
Así es como nació en abril de 1924 la Unión Patriótica, aunque las primeras «uniones patrióticas» habían surgido de manera espontánea en los círculos del catolicismo político. Primo de Rivera definió la Unión Patriótica como «un partido central, monárquico, templado y serenamente democrático»  y más adelante lo dotó de un trilema, al modo carlista: «Patria, Religión y Monarquía». Uno de sus ideólogos, el escritor José María Pemán, se preocupó de diferenciarlo del fascismo y afirmó que el Estado que defendía la Unión Patriótica era el «tradicional socialcristiano», y que además renegaba del sufragio universal que consideraba «un gran error». En el partido se integraron personas procedentes de la derecha tradicional católica —antiliberal y antidemocrática—, del «maurismo» y de otros sectores conservadores, «apolíticos» de todo tipo y también simples oportunistas.
La Unión Patriótica fue un partido «organizado desde el poder y por el poder» (como lo reconoció José Calvo Sotelo), y para su constitución el dictador echó mano de una formación política en gestación que venía del mundo católico antiliberal y antidemocrático no carlista, más concretamente del vinculado a la Asociación Católica Nacional de Propagandistas, que encabezaba Ángel Herrera Oria, y que precisamente había sido la organización que había impulsado las primeras «uniones patrióticas» con el fin de constituir el gran partido de la derecha católica.
La base de la Unión Patriótica fue fundamentalmente local y provincial, y la Junta Directiva Nacional creada en 1926 nunca tuvo unas funciones muy precisas. Más importante como aglutinante del partido fue el papel del diario La Nación, el órgano de prensa de la Unión Patriótica sostenido con fondos de la Administración.
Por otro lado, la eficacia de la Unión Patriótica en el «descuaje del caciquismo» fue en realidad reducida, porque «incorporó en sus filas a muchos antiguos caciques y permitió la creación de nuevos cacicazgos», como en el caso de la provincia de Cádiz, cuna de Primo de Rivera, «donde la práctica totalidad de los caciques tradicionales se integraron en la Unión Patriótica».

#### El reforzamiento del nacionalismo español y la lucha contra el «separatismo»
En el «Manifiesto» del 13 de septiembre se hacía referencia a la «descarada propaganda separatista» como una de las justificaciones del golpe. Cinco días después el Directorio promulgaba el Decreto de 18 de septiembre de 1923 contra el «separatismo», que castigaba con severas penas los «delitos contra la seguridad y la unidad de la Patria», juzgados por tribunales militares. Así pues, la Dictadura se decantó desde el primer momento por «un nacionalismo español autoritario y beligerante. Los símbolos y las entidades afines a los otros nacionalismos fueron perseguidos. La censura redujo a la mínima expresión no sólo la prensa democrática y obrera, sino también las publicaciones en otras lenguas. Las actividades políticas fueran severamente limitadas y, en general, nacionalismos subestatales y regionalismos entraron en un forzado eclipse, que duraría hasta 1929».
En Cataluña, pronto se hizo patente la equivocación de la Liga Regionalista de apoyar el golpe de Primo de Rivera, ya que este llevó a cabo inmediatamente una política de persecución del catalanismo. Entre otras medidas se prohibió el catalán en los actos oficiales, se intentó suprimir el uso de catalán en los sermones y en las ceremonias religiosas, se impuso el castellano como única lengua administrativa, se castellanizaron y cambiaron los topónimos catalanes, se boicotearon los Jocs Florals —que hubieron de celebrarse en el exterior—, se prohibió izar la bandera catalana, se limitó el baile de sardanas, se persiguió a instituciones profesionales, sindicales y deportivas simplemente por usar el catalán, etc. Esta política generó numerosos conflictos con diversas instituciones catalanas y entidades catalanistas que se resistían a aceptarla, y muchas de ellas acabaron siendo clausuradas temporal o definitivamente. Fue el caso, por ejemplo, de algunos locales de la Liga Regionalista que fueron cerrados y el de su periódico La Veu de Catalunya que fue suspendido temporalmente.
En enero de 1924 Primo de Rivera se reunió en Barcelona con algunos dirigentes políticos catalanes pero solo consiguió el apoyo de la «españolista» Unión Monárquica Nacional, cuyo líder Alfonso Sala Argemí pasó a presidir la Mancomunitat tras la dimisión de Puig i Cadafalch. Sin embargo, Sala acabó enfrentándose a las autoridades militares de Cataluña y protestando por carta a Primo de Rivera. Así cuando en marzo de 1925 se aprobó el Estatuto Provincial, que en la práctica prohibía la Mancomunitat, Sala dimitió.
Tras la desaparición de la Mancomunitat, las declaraciones de Primo de Rivera sobre la cultura, la identidad, el idioma y las instituciones de Cataluña fueron creciendo en virulencia, manifestándose totalmente contrario a cualquier tipo de autonomía regional. Como ha señalado la historiadora Genoveva García Queipo de Llano, «Primo de Rivera ofendió no sólo a grupos políticos sino a la totalidad de la sociedad catalana». Así se fue produciendo un distanciamiento cada vez mayor entre Cataluña y la Dictadura, aumentando progresivamente los conflictos. Acció Catalana llevó el «caso catalán» a la Sociedad de Naciones y Francesc Macià, un antiguo militar fundador de Estat Catalá, se convirtió en el símbolo de la resistencia de Cataluña a la Dictadura.

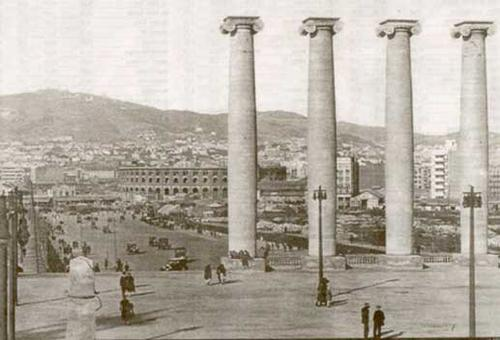
Las cuatro columnas que representaban las cuatro barras de la bandera catalana, obra del arquitecto Puig i Cadafalch para la Exposición Internacional de Barcelona (1929).
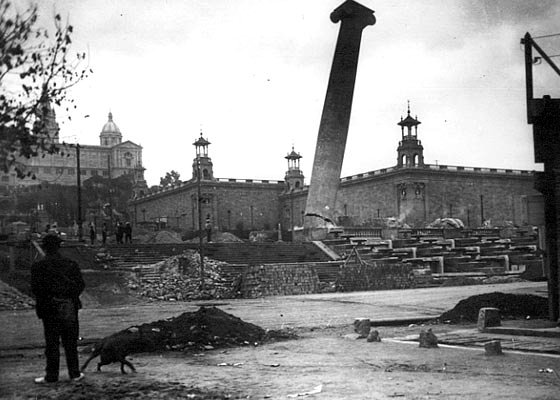
Derribo de las columnas por orden de Primo de Rivera.
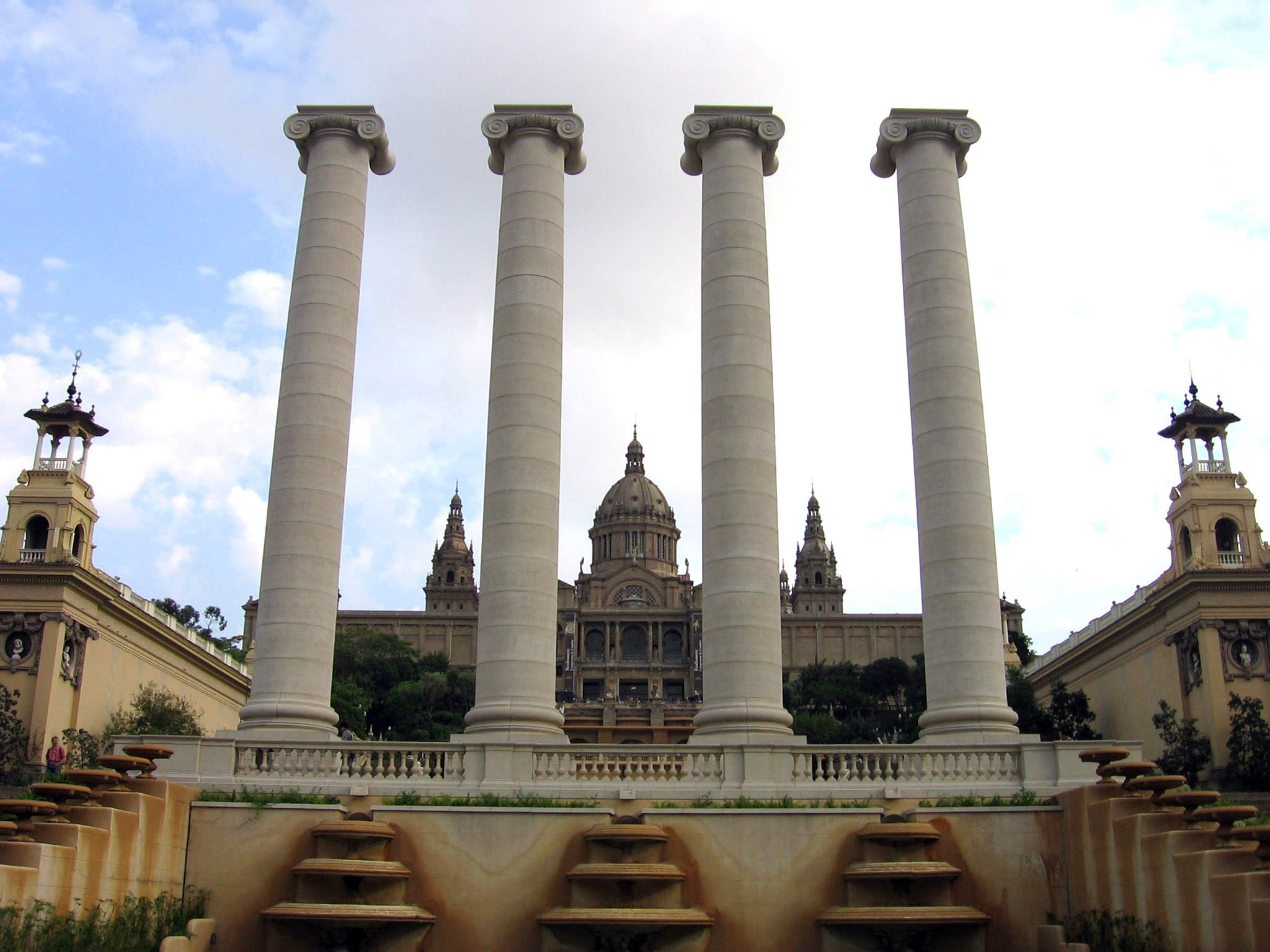
Las cuatro columnas fueron reconstruidas y situadas cerca de su emplazamiento original en 2011.
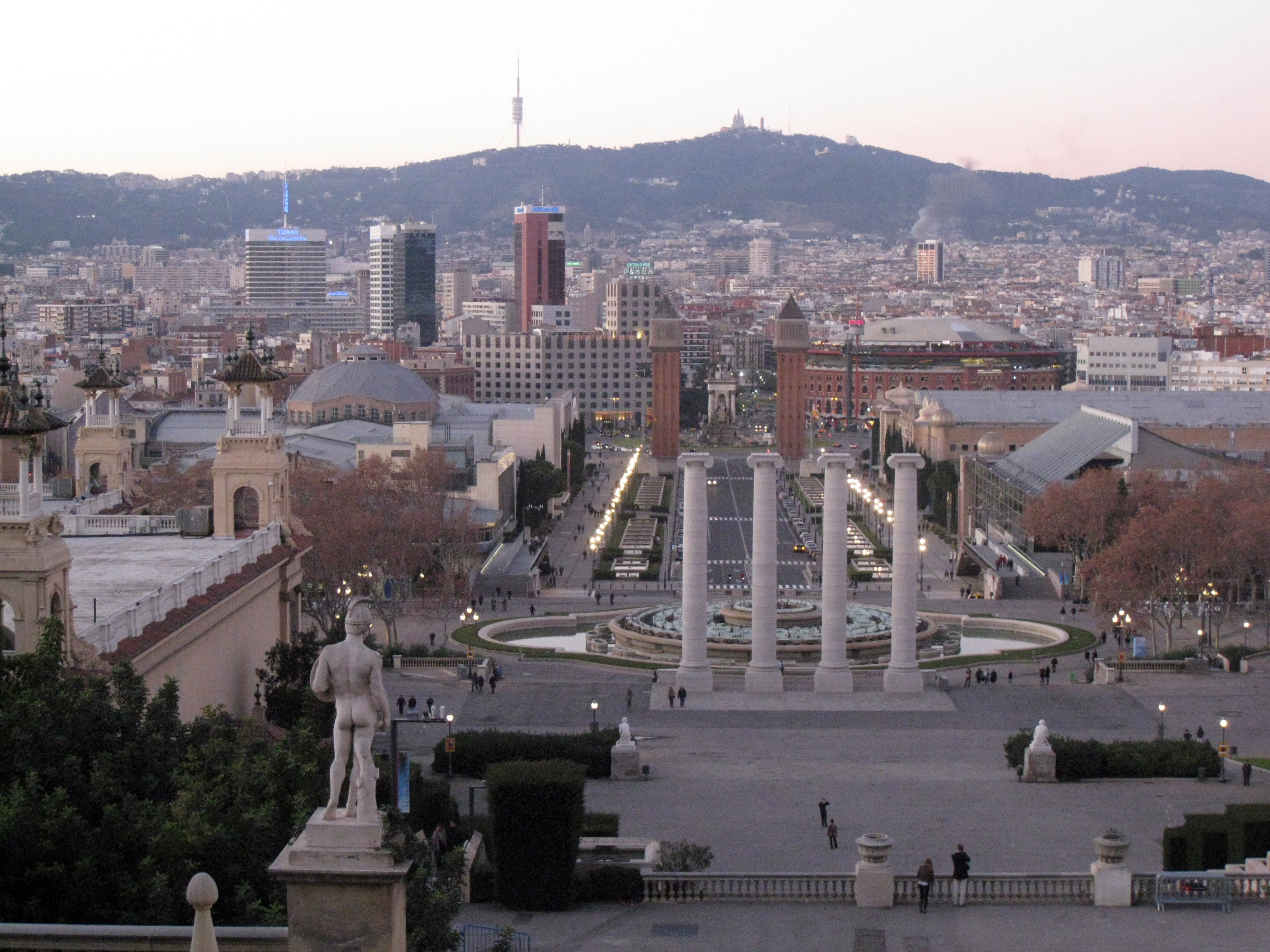
Las cuatro columnas en la actualidad vistas desde el Palacio Nacional de Montjuic.

#### La pacificación de Marruecos
Respecto al «problema de Marruecos» el general Primo de Rivera siempre había manifestado una postura «abandonista», así que ordenó el repliegue de las tropas a la franja litoral del Protectorado español de Marruecos, con el consiguiente malestar del sector «africanista» del Ejército. Entre ellos se encontraba el teniente coronel Francisco Franco que escribió varios artículos en la Revista de Tropas Coloniales en defensa del colonialismo español. Una de las razones de fondo de la oposición al «abandono» de Marruecos estribaba en que el repliegue suponía el final de los rápidos ascensos por «méritos de guerra», lo que había permitido a los oficiales destinados en África ascender más rápidamente que los que estaban en las guarniciones peninsulares. Era el caso del propio teniente coronel Franco, que cuando se graduó solicitó destino en el Ejército de África (en los «regulares», primero en Melilla y después en Ceuta), y en solo cinco años (de 1912 a 1917) ascendió de teniente a comandante por «méritos de guerra». Cuando el teniente coronel Millán Astray organizó en 1920 la Legión Extranjera (siguiendo el modelo francés) nombró al comandante Franco al frente de uno de sus batallones. En 1922, Franco publicó Marruecos, diario de una Bandera, donde contó su experiencia en la Legión. Ese mismo año los medios conservadores, como el diario ABC, lo pusieran como ejemplo de «soldado», ante la campaña antimilitarista que se desató tras el «desastre de Annual». En 1923 ocupaba la jefatura de la Legión y era ascendido a teniente coronel. Cuando, finalmente, Primo de Rivera se decidió a reanudar la guerra de Marruecos el teniente coronel Franco, como otros oficiales «africanistas», cambiaron su actitud y se hicieron acérrimos partidarios de la Dictadura. El teniente coronel Franco ascendió en solo tres años a coronel y de coronel a general. Tenía 33 años de edad. Si no hubiera habido guerra aún sería capitán, afirma el historiador Gabriel Cardona.
En marzo de 1924 Primo de Rivera mandó retirar las tropas de la zona de Yebala y Xauen lo que permitiría acortar las líneas. Pero el repliegue se hizo en muy malas condiciones climatológicas y fue aprovechado por Abd el-Krim, el líder de la autoproclamada República del Rif, para lanzar una ofensiva, por lo que la operación fue una catástrofe. Hubo más bajas que las producidas en el desastre de Annual de tres años antes, aunque con un número inferior de muertos, y Abd el-Krim se apoderó de buena parte del protectorado español. Primo de Rivera logró ocultar a la opinión pública la magnitud del desastre gracias a la censura pero en octubre de 1924 tuvo que asumir personalmente el cargo de Alto Comisario Español en Marruecos. Solo el error de los rebeldes rifeños de atacar las posiciones francesas en la primavera de 1925 permitió a Primo de Rivera salvar la situación.

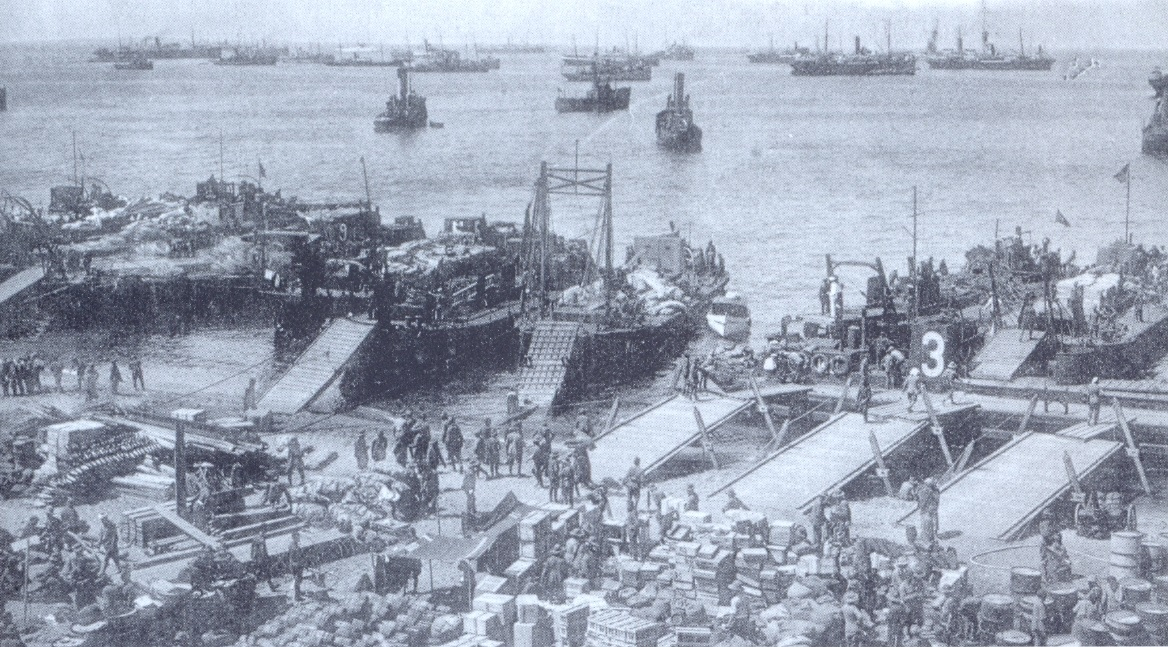
Desembarco de Alhucemas, septiembre de 1925

En efecto, el ataque de Abd el-Krim a las zonas de Marruecos bajo protectorado francés fue suficiente para que Francia por primera vez se mostrara dispuesta a colaborar con España para poner fin a la rebelión rifeña. De esta colaboración surgió el proyecto del desembarco de Alhucemas que tuvo lugar en septiembre de 1925 y fue un completo éxito pues cogió al enemigo por la espalda y partió en dos la zona controlada por los rebeldes. Así en abril de 1926, Abd el-Krim solicitaba entablar negociaciones y al año siguiente Marruecos estaba completamente pacificado, dejando de ser un problema para España. En su obsesión por no caer en manos del ejército español, Abd el-Krim se entregó a los franceses que lo deportaron a la isla Reunión.
Según Genoveva García Quiepo de Llano,

La victoria de Marruecos fue, sin duda, el triunfo más espectacular del gobierno de Primo de Rivera, y sentó las bases de la política exterior de la Dictadura en el futuro. La voluntad de permanencia en el poder del general Primo de Rivera a partir del año 1925, a pesar de que él mismo había indicado la provisionalidad de su régimen, fue precisamente que hubiera solucionado un problema que había sido la pesadilla de todos los gobernantes españoles desde el año 1898

Por otro lado, como ha señalado Santos Juliá, «entregada la dirección de la guerra a las africanistas carecía de sentido seguir con el enojoso asunto de las responsabilidades, al que se dio definitivo carpetazo».

### El Directorio civil (1925-1930)

#### El nacimiento del Directorio civil
Como ha señalado la historiadora Ángeles Barrio, «la popularidad que le había dado a Primo de Rivera el éxito de la campaña de África le permitía dar un paso adelante en la continuidad del régimen, devolver el ejército a los cuarteles y emprender una fase civil del Directorio. De hecho, el 13 de diciembre de 1925 Primo de Rivera constituía su primer gobierno de tipo civil, en el que sin embargo los puestos clave –Presidencia, ocupada por él mismo, Vicepresidencia y Gobernación, por Severiano Martínez Anido, y guerra por Juan O'Donnell, duque de Tetuán- se reservaban a militares. En el mismo acto de presentación del gobierno, para salir del paso de las especulaciones, cada vez más insistentes en diversos sectores, sobre la necesidad de una salida constitucional, Primo de Rivera hizo pública su intención de mantener en suspenso la Constitución y de no convocar elecciones».
Con el Directorio civil Primo de Rivera restableció el Consejo de Ministros con las carteras tradicionales y con una composición mitad civiles y mitad militares. Los civiles pertenecían a la Unión Patriótica, y entre ellos destacaban «las estrellas ascendentes del autoritarismo corporativo: José Calvo Sotelo [un antiguo «maurista» que en los dos años anteriores había ocupado la Dirección General de Administración Local] en Hacienda, Eduardo Aunós en Trabajo y el conde de Guadalhorce en Fomento». Otro ministro destacado era el conservador José Yanguas Messía.
Según Genoveva García Queipo de Llano, con el nombramiento del Directorio civil Primo de Rivera, «afirmaba su voluntad de permanecer en el poder y no marcaba ningún camino preciso para salir del régimen dictatorial».

#### La fracasada institucionalización del régimen
El primer paso hacia la institucionalización del régimen fue la fundación en abril de 1924 del "partido único" Unión Patriótica y el segundo la formación del "Directorio civil" en diciembre de 1925. Los pasos siguientes fueron el establecimiento de la Organización Corporativa Nacional y la convocatoria de la Asamblea Nacional Consultiva encargada de elaborar un proyecto de nueva Constitución.
Primo de Rivera había prometido a los sectores obreros una actitud de «paternal intervención» para mejorar sus condiciones de vida y de trabajo, que se concretó en la creación en noviembre de 1926 de la Organización Corporativa Nacional (OCN), una institución que regularía las relaciones entre trabajadores y empresarios bajo la «supervisión» del Estado, y cuyo impulsor fue el ministro de Trabajo Eduardo Aunós, antiguo miembro de la Liga Regionalista y defensor del catolicismo social. La idea de la OCN estaba inspirada en la doctrina social de la Iglesia, aunque también estaba influida por el modelo corporativo fascista, dado el papel «tutelar» que se concedía al Estado. Según Ángeles Barrio, el objetivo último de la OCN era garantizar la paz social mediante una política de intervención en el mundo del trabajo —lo que denomina como «corporativismo social»—.

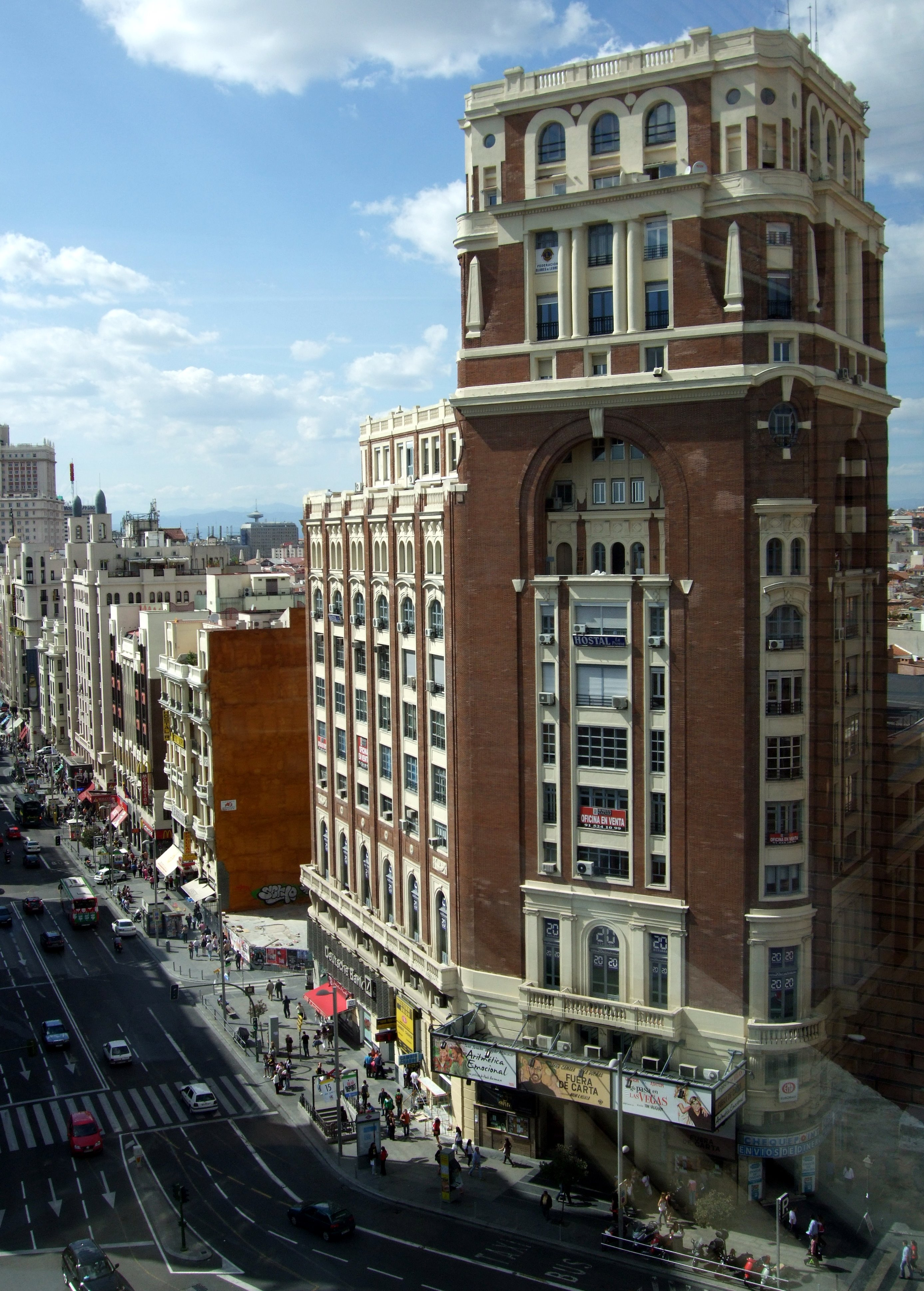
Edificio del Palacio de la Prensa en la Gran Vía de Madrid, inaugurado en 1929

La OCN constaba de un primer escalón formado por comités paritarios; un segundo escalón constituido por las comisiones mixtas provinciales y, finalmente, un tercero, formado por los consejos de la corporación de cada oficio, que constituían el órgano superior. La representación de patronos y obreros era igual en cada paso –cinco por cada lado- y la labor presidencial era ejercida por un representante del gobierno. Primo de Rivera ofreció la representación de la clase obrera en la OCN al sindicato socialista, la Unión General de Trabajadores, lo que creó un importante elemento de división interna entre las socialistas, ya que la UGT aceptó el ofrecimiento. «El plan que Primo de Rivera proponía a la UGT era ventajoso para el desarrollo y ensanchamiento de sus bases sindicales y para su representatividad en el ámbito de las relaciones laborales, que venía disputándosela con la CNT desde los primeros años del siglo», afirma Ángeles Barrio, pero como alega esta misma historiadora la colaboración de la UGT con la Dictadura produjo una honda fractura en el socialismo español, ya que algunos líderes como Indalecio Prieto o Fernando de los Ríos se opusieron a ella por considerarla injustificada y oportunista.
El 13 de septiembre de 1926, tercer aniversario del golpe de Estado que le llevó al poder, Primo de Rivera realizó un plebiscito informal para demostrar que contaba con el respaldo popular y presionar así al rey para que aceptara su propuesta de convocar una Asamblea Consultiva, no elegida. Durante un año Alfonso XIII se resistió, pero en septiembre de 1927, firmó la convocatoria de la Asamblea Nacional Consultiva que debería «preparar y presentar escalonadamente al gobierno en un plazo de tres años y con carácter de anteproyecto, una legislación general y completa que a su hora ha de someterse a un sincero contraste de opinión pública y, que en la parte que proceda, a la real sanción». Esta Asamblea se reunió en febrero de 1928 y la mayoría de sus cerca de 400 miembros fueron nombrados directamente o indirectamente por el gobierno, y solo unos sesenta habían sido antes diputados, senadores o ministros.
En el Real Decreto-ley de 12 de septiembre de 1927 que la fundó, se decía que «no ha de ser un Parlamento, no legislará, no compartirá soberanías», sino un «órgano de información, controversia y asesoramiento de carácter general que colaborará con el Gobierno». Era «una asamblea corporativa, dependiente por completo del poder ejecutivo», «con miembros elegidos por los ayuntamientos, las diputaciones provinciales, las uniones patrióticas, los órganos del Estado y representantes destacados de la Administración, el ejército, la justicia o la Iglesia junto a otros representantes del trabajo, el comercio, la cultura, las artes y demás actividades por el gobierno, y pretendía ser la expresión de un modelo tripartito de representación –Administración, Sociedad y Partido- que tenía sus raíces en el corporativismo clásico y en el corporativismo fascista italiano».
Un fuerte revés para el proyecto de Primo de Rivera fue la negativa de los socialistas a participar en la Asamblea Nacional Consultiva, en principio motivada porque los puestos les habían sido asignados sin elección, pero cuando Primo de Rivera más tarde aceptó que fueran elegidos por el sindicato UGT, los socialistas mantuvieron su negativa. El socialista que más fuertemente se opuso a la participación fue Indalecio Prieto, mientras que Francisco Largo Caballero o Julián Besteiro siguieron defendiendo la colaboración con el régimen —Besteiro argumentó que por qué no habrían de ir los socialistas a la Asamblea si habían participado en las Cortes Geneeales que, a su juicio, eran tan ilegítimas como aquella—. Por otro lado, las Universidades, cada vez más enfrentadas con el régimen, tampoco enviaron representantes.
La sección primera de la Asamblea, presidida por José Yanguas Messía, con José María Pemán de secretario, y Antonio Goicoechea, Víctor Pradera y César Silió, entre sus vocales, presentó en el verano de 1928 una propuesta de Carta otorgada, como la calificó el reputado jurista Mariano Gómez, aunque fue presentada como anteproyecto de «Constitución de la Monarquía Española», a pesar de que rompía completamente con la historia del constitucionalismo español.
El anteproyecto de Constitución –llamado Estatuto Fundamental de la Monarquía, y que fue redactado por José María Pemán, Gabriel Maura Gamazo y Juan de la Cierva- tenía un carácter fuertemente autoritario ya que limitaba el ejercicio de los derechos, no establecía la división de poderes y solo la mitad de la Cámara (única) era elegida por sufragio universal, mientras que la otra mitad era designada por las «corporaciones» y por el rey. El anteproyecto no satisfizo a nadie, ni siquiera a Primo de Rivera, debido al excesivo peso que se concedía a la Corona. Así un año después de su presentación el anteproyecto se hallaba completamente estancado, por lo que el debate político se centró ya en la apertura de un verdadero «período constituyente».
Como ha señalado Genoveva García Queipo de Llano, «lo que acabó por arruinar a la Dictadura como fórmula política fue su propia incapacidad para encontrar una fórmula institucional diferente a la del pasado».

#### La política exterior

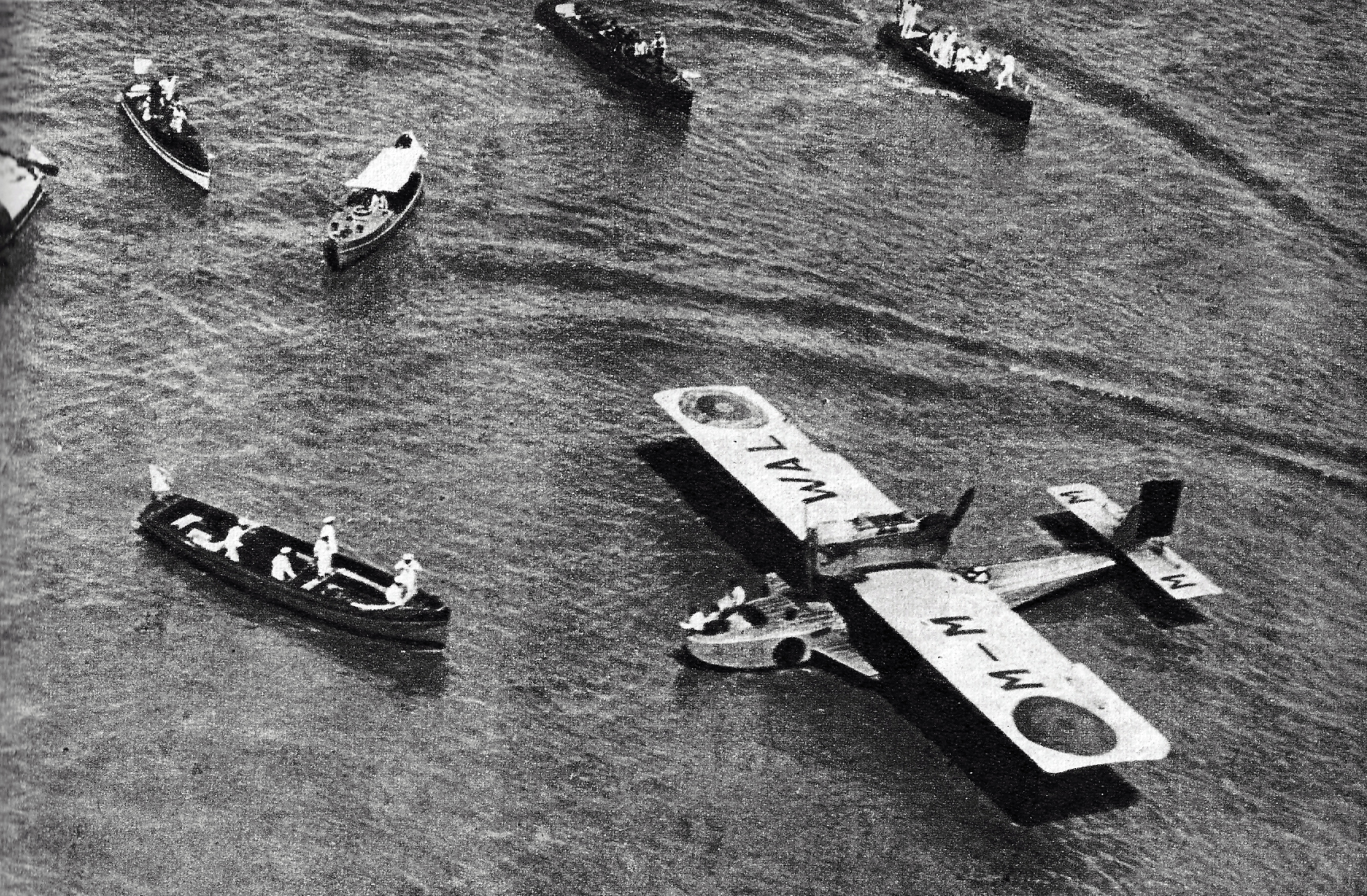
Amerizaje del Plus Ultra en el Río de la Plata, frente a Buenos Aires (enero de 1926)

El éxito en la pacificación de Marruecos tras el desembarco de Alhucemas impulsó una política exterior más «agresiva». Primo de Rivera exigió que Tánger, ciudad marroquí que contaba con una importante comunidad española o de origen español, se integrara en el Protectorado español de Marruecos. En esto fue apoyado por Mussolini, lo que levantó las suspicacias de Francia y de Gran Bretaña, garantes del estatuto internacional de Tánger. Al mismo tiempo exigió también que España tuviera un puesto permanente en el Consejo de la Sociedad de Naciones, amenazando con una retirada de la organización si no lo obtenía. Pero Primo de Rivera no alcanzó ninguno de los dos objetivos. En cuanto a Tánger obtuvo algunas concesiones administrativas y militares, pero la ciudad mantuvo su estatus internacional, y en cuanto a la Sociedad de Naciones Primo de Rivera tuvo que conformarse con que una de las reuniones de la misma se celebrara en Madrid.

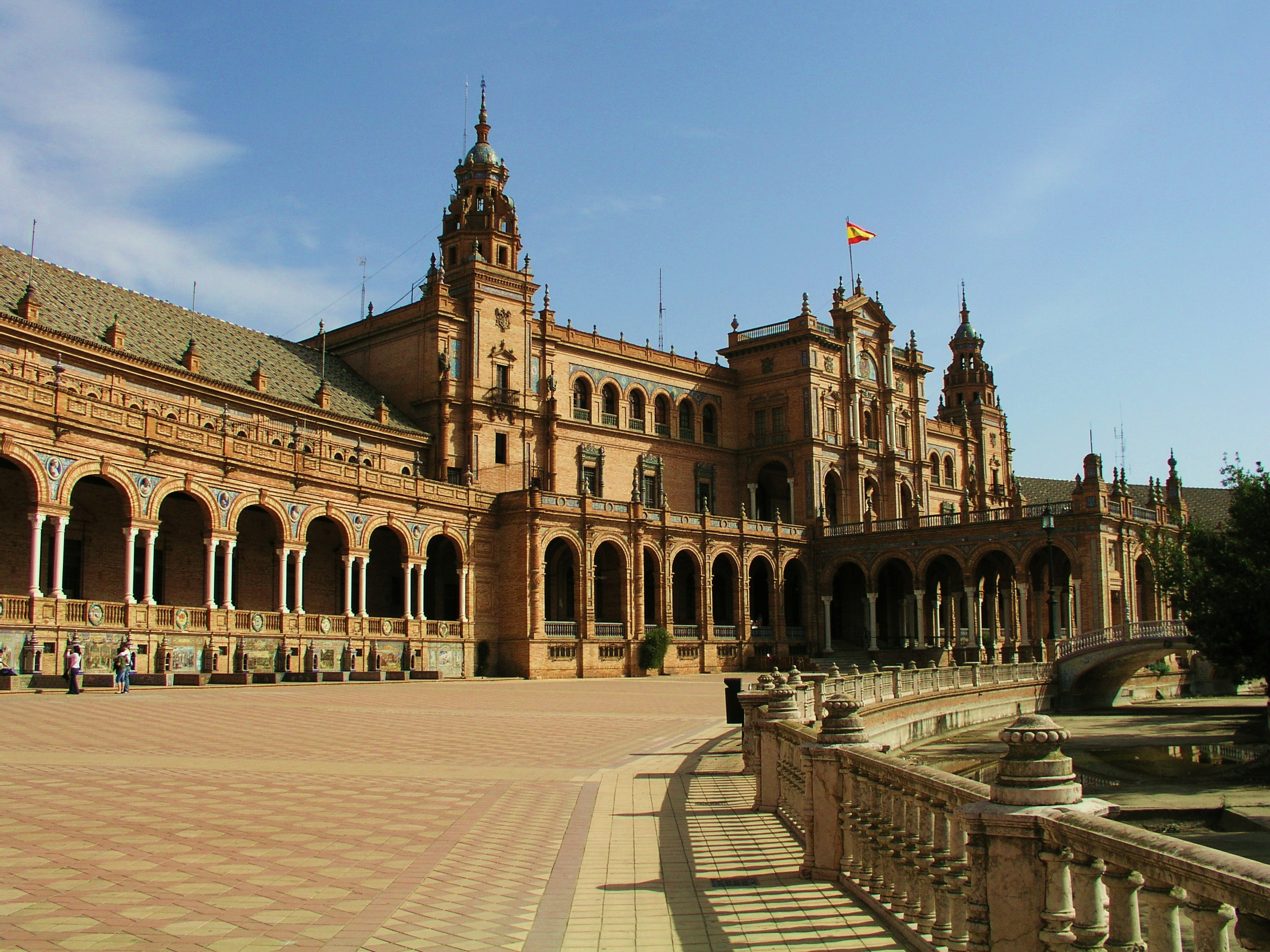
Plaza de España de la Exposición Iberoamericana de Sevilla de 1929.

Estos fracasos llevaron a Primo de Rivera a reorientar su política exterior hacia Portugal y hacia Hispanoamérica, un término que empezó a difundirse entonces. Así la Dictadura patrocinó el viaje del Plus Ultra, un hidroavión pilotado por el comandante Ramón Franco que salió de Palos de la Frontera el 22 de enero de 1926 y llegó a Buenos Aires dos días después, tras haber hecho escala en las islas Canarias y en las de Cabo Verde. Un objetivo similar -estrechar los lazos entre la «madre patria» y las repúblicas americanas- tuvo la Exposición Iberoamericana de Sevilla de 1929.

#### La política económica

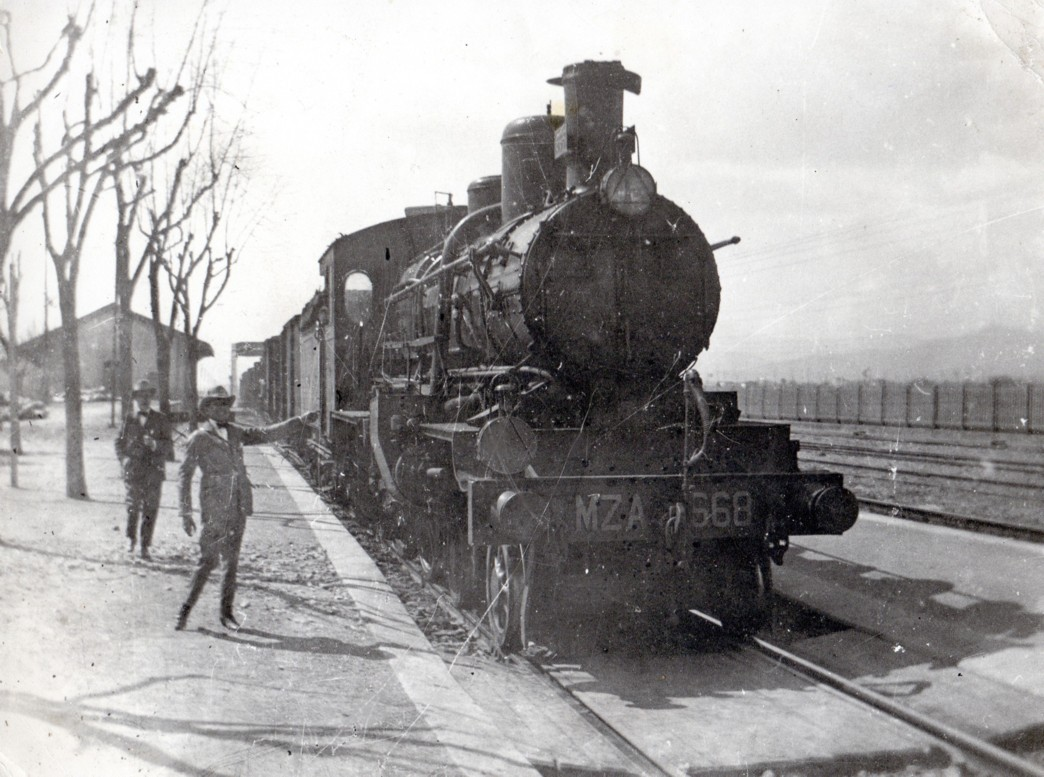
Locomotora de la MZA, una de las más potentes de su tiempo. La ampliación y modernización de la Red de Comunicaciones española fue una de las bazas de la Dictadura primorriverista.

La Dictadura centró su propaganda en los logros económicos, pero lo cierto es que en el notable crecimiento económico que se produjo en esos años tuvo mucho que ver la favorable coyuntura internacional —los "Felices Años Veinte"—. Su política económica se basó en una mayor intervención del Estado, a través de organismos como el Consejo de Economía Nacional creado en 1924 (sin cuyo permiso no podía, por ejemplo, instalarse ninguna industria nueva), y en el proteccionismo de la «producción nacional». Dos logros importantes de la misma fueron la creación en junio de 1927 de CAMPSA, la Compañía Arrendataria del Monopolio de Petróleos, y de la Compañía Telefónica Nacional de España, con capital mayoritario de la ITT norteamericana. Pero donde más se hizo patente la política económica intervencionista de la Dictadura fue en las obras públicas, desde las obras hidráulicas —para cuyo aprovechamiento integral (energético, de riegos y de transporte) se crearon las Confederaciones Hidrográficas— a las carreteras (en 1926 se fundó el Circuito Nacional de Firmes Especiales que realizó unos 7.000 kilómetros de carreteras) y los ferrocarriles. También se llevó la electricidad al mundo rural. En realidad, según Ángeles Barrio, «nacionalismo económico a ultranza, intervencionismo y miedo a la competencia eran máximas ya tradicionales de la política económica en España, y Primo de Rivera sólo hizo que se desarrollaran y que alcanzaran en los años de la dictadura su máxima expresión».
Para financiar el considerable aumento del gasto público que supuso la política económica intervencionista de la dictadura, no se puso en marcha ningún tipo de reforma fiscal que incrementara los ingresos, por lo que se tuvo que recurrir a la emisión de Deuda, lo que produjo un fuerte endeudamiento exterior e interior, poniendo en riesgo la estabilidad de la peseta.

### La caída de la Dictadura
La historiadora Genoveva García Queipo de Llano sitúa el inicio de la decadencia de la Dictadura a mediados de 1928, momento en que confluyeron varios factores: el agravamiento de la diabetes que padecía Primo de Rivera, y que poco después de dejar el poder le llevaría a la muerte; el fracaso de la Dictadura para instaurar un régimen nuevo; y el papel creciente de la oposición, a la que se sumó un sector del Ejército que organizó varias conspiraciones armadas contra el régimen. Ángeles Barroso la sitúa un poco antes, a finales de 1927, cuando con la constitución de la Asamblea Nacional Consultiva quedó claro que Primo de Rivera, a pesar de que desde el principio había presentado su régimen como «temporal», no tenía ninguna intención de volver a la situación anterior a septiembre de 1923.

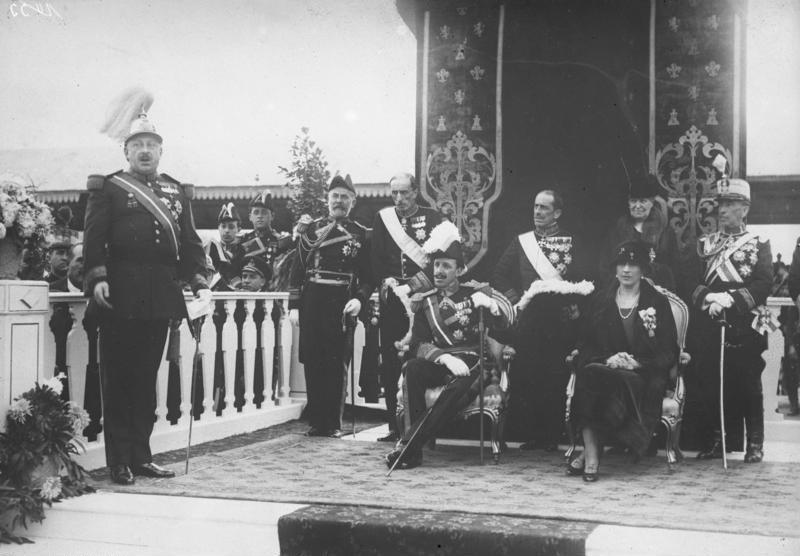
Primo de Rivera junto a los monarcas españoles. En los últimos tiempos de la dictadura se acrecentó la distancia entre ambos pero la caída de Primo de Rivera arrastraría a Alfonso XIII.

Los sectores sociales y políticos que inicialmente habían prestado su apoyo a la Dictadura fueron retirándoselo: los nacionalismos periféricos cuando la Dictadura incumplió lo prometido sobre la «descentralización» y acabó disolviendo la Mancomunitat de Cataluña; las organizaciones empresariales descontentas con las «injerencias» de la UGT en sus empresas —«la UGT reforzó sus organizaciones y comenzó a extenderlas a la agricultura, lo que subvertía las tradicionales relaciones entre jornaleros y patronos en el campo. En las ciudades, donde lo que dominaba era el pequeño y mediano patrono, el auge del poder sindical se traducía en obligaciones respecto a horarios, jerarquías de oficios, definición de tareas y de salarios a los que no estaban acostumbrados»—; los sectores intelectuales y universitarios que abandonaron su «benévola expectativa», desengañados con su «regeneracionismo» conservador; diversos grupos sociales y políticos liberales que veían cómo la Dictadura pretendía perpetuarse en el poder, incumpliendo su promesa de ser un «régimen temporal»; etc. La progresiva pérdida de apoyos sociales de la Dictadura, hizo que el rey comenzara «a considerar que tal vez la Corona corría algún riesgo si seguía atada a la figura del dictador».
El conflicto de la Dictadura con los intelectuales tuvo un primer episodio en 1924 cuando Primo de Rivera expedientó a varios catedráticos –Luis Jiménez de Asúa, Fernando de los Ríos- por haberse solidarizado con Miguel Unamuno, que había sido destituido de sus cargos en la Universidad de Salamanca y desterrado a Fuerteventura, por las críticas que había hecho al régimen dictatorial. El conflicto se acentuó cuando muchos intelectuales apoyaron las protestas de los estudiantes universitarios, que fueron respondidas por la Dictadura expulsando y desterrando a varios de ellos, incluido el líder del movimiento Antonio María Sbert. Estas movilizaciones estudiantiles fueron protagonizadas por la Federación Universitaria Escolar (FUE), fundada en 1929.
En el Ejército el principal conflicto surgió con el Cuerpo de Artillería, a causa de su completo desacuerdo con la escala abierta de ascensos —es decir, ascensos no solo por antigüedad sino también por méritos— propuesta por la Dictadura. La respuesta de Primo de Rivera fue, primero, suspender a todos los oficiales del arma en septiembre de 1926 y, después, disolverla. Alfonso XIII intentó mediar en el conflicto proponiendo una especie de pacto entre caballeros, pero Primo de Rivera se opuso radicalmente al pacto, amenazando con dimitir y recordándole al rey que el Ejército estaba bajo su mando. La disolución del arma suscitó la solidaridad de otros militares con los artilleros, a pesar de que inicialmente habían apoyado la escala abierta de ascensos. La aceptación final del rey de la disolución del arma fue interpretada por los artilleros como una connivencia entre Alfonso XIII y Primo de Rivera. «Desde entonces, un sector importante del ejército adoptó una postura republicana». Además, «el conflicto con los artilleros no dejó de tener repercusiones en lo sucesivo, y la más importante de ellas fue que acentuó el progresivo distanciamiento del rey».
Hubo dos intentos de golpe de Estado para desbancar a Primo de Rivera del poder y retornar al sistema constitucional. El primero fue conocido como la Sanjuanada porque estaba previsto para el 24 de junio de 1926. En la conspiración participaron los generales liberales Weyler y Aguilera, y destacados miembros de la "vieja política" como Melquiades Álvarez. El segundo intento de golpe tuvo lugar en enero de 1929 en Valencia y su principal protagonista fue el político conservador José Sánchez Guerra. En este último intento también tuvieron un papel destacado los artilleros.

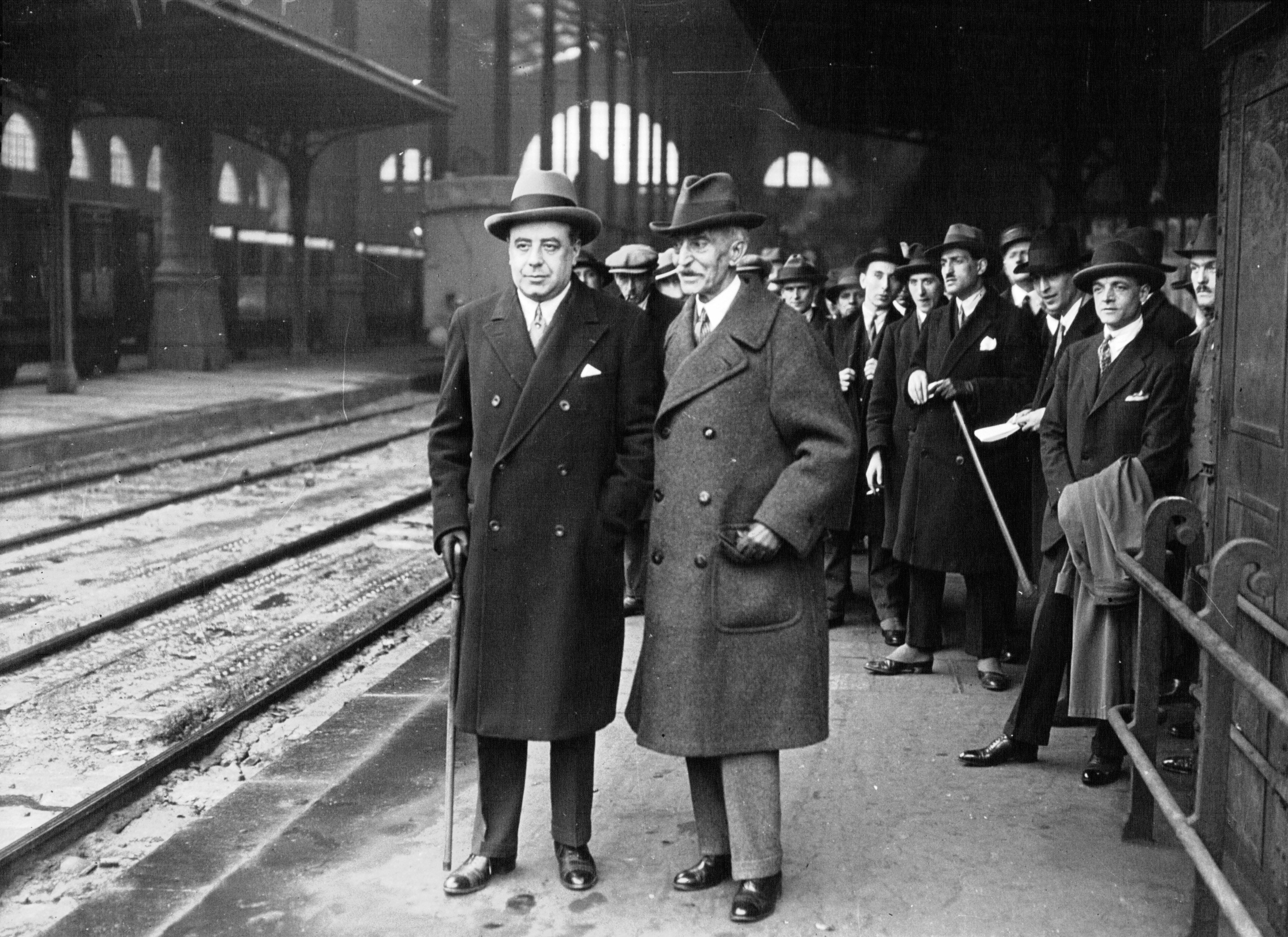
Francesc Macià (derecha) con su abogado (izquierda) a punto de abandonar París tras el juicio por el fracasado complot de Prats de Molló.

Entre los dos intentos se produjo el llamado complot de Prats de Molló, una fracasada invasión de España desde la frontera francesa dirigida por Francesc Macià y su partido Estat Catalá, y en la que colaboraron grupos anarcosindicalistas catalanes de la CNT.
Los intentos de golpes de Estado eran una novedad que había legitimado la propia Dictadura -era lícito recurrir a la fuerza militar (al viejo pronunciamiento) para derribar un gobierno y cambiar un régimen– y "en este sentido, la Dictadura fue como un retorno a la política del siglo XIX", afirma Santos Juliá-.

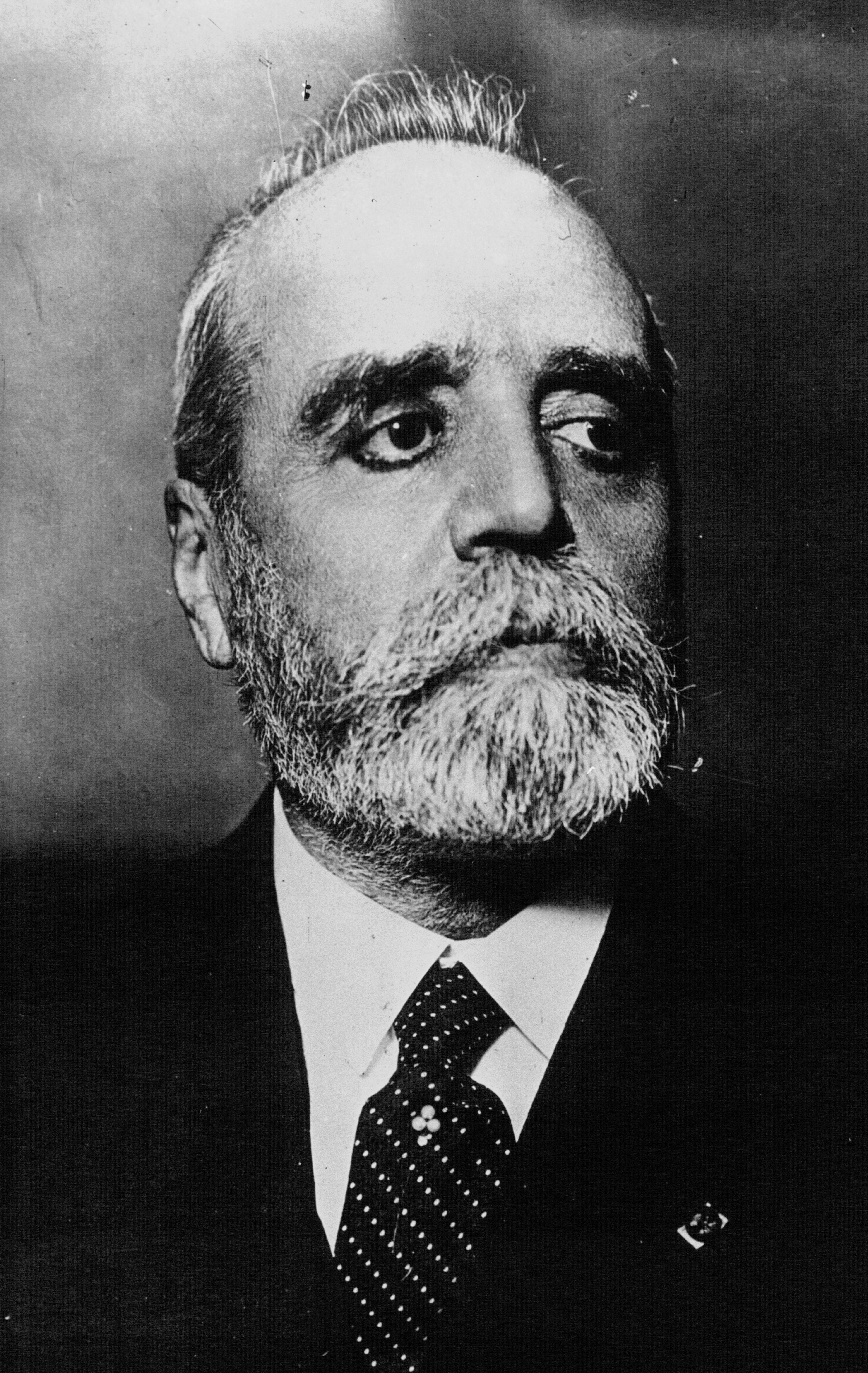
José Sánchez Guerra en 1932.

Al tiempo que la Dictadura fue perdiendo apoyos, crecieron los grupos de oposición. Entre los miembros de los partidos del turno, de la vieja política, que se enfrentaron a la Dictadura destacó el conservador José Sánchez Guerra, quien, tal como había prometido, cuando se convocó la Asamblea Nacional Constituyente se exilió de España, y más tarde participó en el intento de golpe de Estado de enero de 1929. Pero los partidos del turno como tales, el Partido Conservador y el Partido Liberal, prácticamente habían desaparecido como consecuencia de su desalojo del poder y de la política de la Dictadura de «descuaje del caciquismo». Algunos de sus miembros se integraron en la Unión Patriótica y otros, como Sánchez Guerra o Manuel de Burgos y Mazo, del partido conservador, o Santiago Alba, del liberal, se unieron al Bloque Constitucional fundado por el reformista Melquiades Álvarez, que defendía la abdicación de Alfonso XIII y la convocatoria de Cortes Constituyentes. Otros se pasarían abiertamente al campo republicano, como Niceto Alcalá-Zamora y Miguel Maura Gamazo, que fundaron la Derecha Liberal Republicana.
Por su parte, los republicanos se vieron reforzados por el nuevo Grupo de Acción Republicana de Manuel Azaña —un antiguo miembro del Partido Reformista de Melquiades Álvarez—, y alcanzaron la unidad de acción con la "Alianza Republicana", fundada en febrero de 1926, en el aniversario de la Primera República Española. Formaban parte de la Alianza los viejos Partido Republicano Radical de Alejandro Lerroux –del que en diciembre de 1929 se desgajó el Partido Republicano Radical-Socialista, de Marcelino Domingo y Álvaro de Albornoz— y Partido Republicano Democrático Federal, junto con las nuevas formaciones de Acción Republicana de Azaña y el Partit Republicà Català, fundado por Marcelino Domingo y Lluís Companys. Como ha señalado Ángeles Barrio, «la importancia de la Alianza estribaba en que representaba una renovación del republicanismo capaz de lograr, como se demostró a raíz de la proclamación de la Segunda República Española, lo que hasta entonces no le había sido posible: atraer al proyecto político de la República a unas bases sociales principalmente urbanas, de clases medias y medias bajas, así como a amplios sectores de los trabajadores».
Ante la progresiva pérdida de apoyos sociales y políticos y ante el crecimiento de los sectores que se oponían a la Dictadura, a lo que se añadió un factor personal —se estaba agravando la diabetes que padecía—, Primo de Rivera pretendió reforzar su posición ante la Corona y buscó el apoyo directo del Ejército —el otro pilar en el que se sustentaba su poder—. Pero la respuesta de los capitanes generales fue demasiado tibia —les había enviado una carta solicitando su apoyo para continuar— por lo que presentó su dimisión al rey en enero de 1930, que le fue aceptada en el acto. «Alfonso XIII, que era desde hacía seis años un rey sin Constitución, nombró al general Dámaso Berenguer [entonces jefe de la casa militar del rey] presidente del gobierno con el propósito de retornar a la normalidad constitucional». Tras su dimisión, Primo de Rivera salió de España y poco después fallecía en un modesto hotel de París.

## «Dictablanda» del general Berenguer

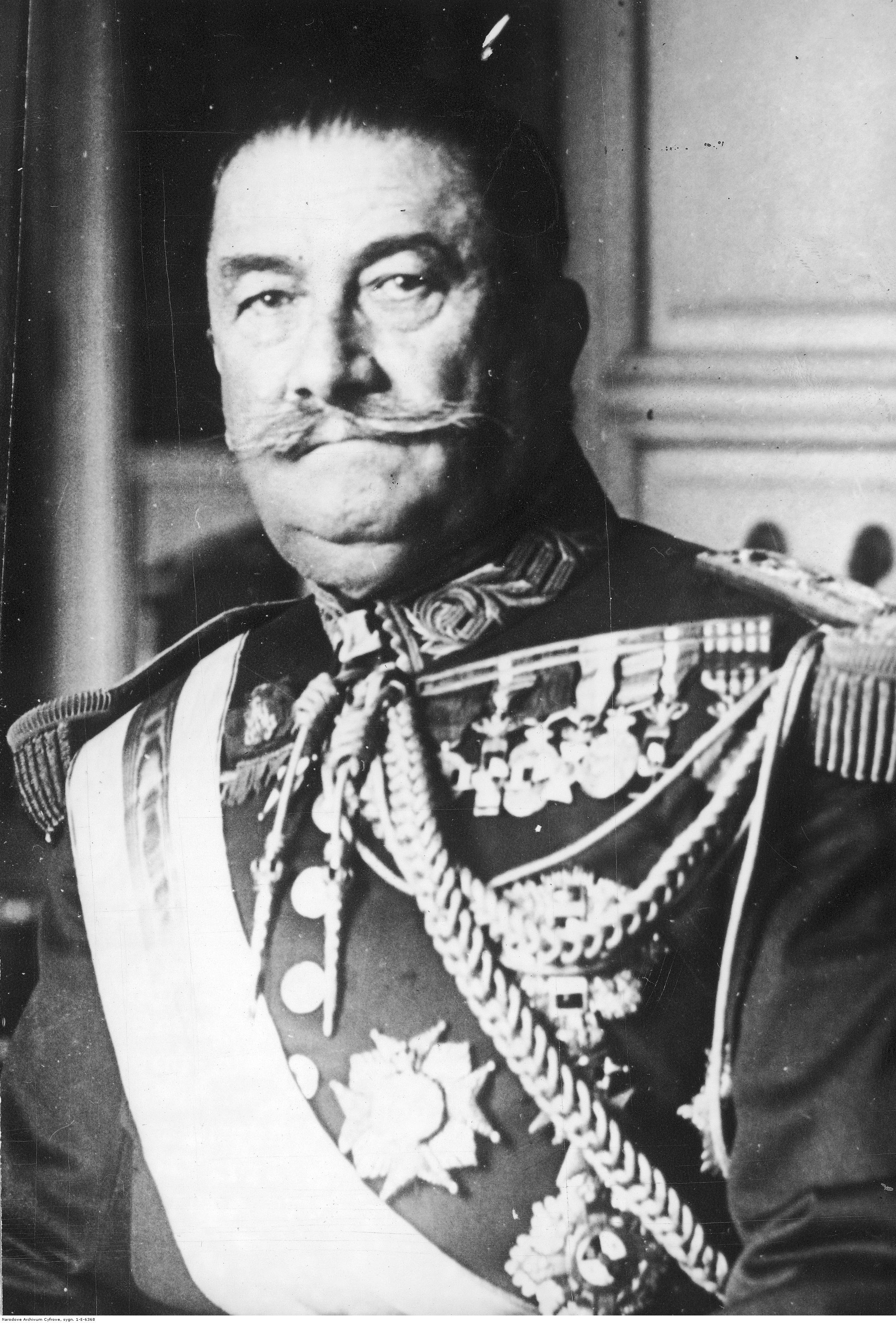
General Dámaso Berenguer

El encargo que le hizo el rey al general Berenguer de retornar a la "normalidad constitucional" no era posible si lo que se pretendía era volver simplemente a la situación previa al golpe de Estado de Primo de Rivera de 1923, es decir, sin tener en cuenta la vinculación que había existido entre la Corona y la Dictadura. Pero ese fue el error que cometieron el rey y su gobierno porque desde 1923 Alfonso XIII era un rey sin Constitución, y su poder durante ese tiempo no había estado legitimado por ella, sino por el golpe de Estado que el rey aceptó. La Monarquía se había vinculado a la Dictadura y ahora pretendía sobrevivir cuando la Dictadura había caído.
El general Berenguer tuvo muchos problemas para conformar su gobierno porque los partidos dinásticos, el Partido Liberal-Fusionista y el Partido Conservador, después de seis años de Dictadura habían dejado de existir, ya que nunca fueron verdaderos partidos políticos sino redes clientelares cuyo único fin era ocupar el poder cada cierto tiempo, gracias al fraude electoral institucionalizado del sistema caciquil. A título individual la mayoría de los políticos de los partidos del turno se negaron a colaborar por lo que Berenguer solo pudo contar con el sector más reaccionario del conservadurismo que encabezaba Gabino Bugallal. Así pues, la Monarquía no tuvo a su disposición ninguna organización política capaz de conducir el proceso de transición.
La política que llevó adelante el gobierno Berenguer tampoco ayudó a «salvar» a la Monarquía. La lentitud con que se fueron aprobando las medidas liberalizadoras, hizo dudar de que el objetivo del gobierno fuera realmente restablecer la «normalidad constitucional». Por eso en la prensa se comenzó a calificar al nuevo poder como “dictablanda”. Entonces algunos políticos de los partidos dinásticos se definieron como «monárquicos sin rey» (como Ángel Ossorio y Gallardo) y otros se pasaron al campo republicano (Miguel Maura, hijo de Antonio Maura, y Niceto Alcalá Zamora, que fundaron el nuevo partido de la Derecha Liberal Republicana).
A lo largo de 1930 se fueron acumulando todos los síntomas que anunciaban que no sería posible la vuelta a la situación anterior a 1923, porque la Monarquía estaba aislada. Los sectores sociales que siempre la habían apoyado, como los patronos y los empresarios, comenzaron a abandonarla porque desconfiaban de su capacidad para salir de «aquel embrollo». Tampoco dispuso la Monarquía del apoyo de la clase media —la influencia de la Iglesia en este sector estaba reduciéndose sustituida por las ideas democráticas y socialistas—, y los intelectuales y los estudiantes universitarios mostraron claramente su rechazo al rey.
Uno de los pocos apoyos con que contaba la Monarquía era la Iglesia católica —que le guardaba reconocimiento por haber restaurado su tradicional posición en la sociedad—, pero esta se hallaba a la defensiva frente a la marea de republicanismo y democracia que estaba viviendo el país. El otro apoyo era el Ejército, que acababa de pasar por una experiencia de poder que había abierto brechas en su seno y en un sector del mismo se estaba resquebrajando la fidelidad al rey.
Los cambios sociales y de valores que se habían producido en los últimos treinta años no eran nada favorables al restablecimiento del sistema de poder de la Restauración. Esto, unido a la identificación que se produjo entre Dictadura y Monarquía, explica el súbito auge del republicanismo en las ciudades. Así, en ese rápido proceso de politización, las clases populares y las clases medias urbanas llegaron a la conclusión —como la Dictadura acababa de demostrar—que Monarquía era igual a despotismo y democracia era igual a República. En 1930 «la hostilidad frente a la Monarquía se extendió como un huracán imparable por mítines y manifestaciones por todas España»; «la gente comenzó a echarse alegremente a la calle, con cualquier pretexto, a la menor ocasión, para vitorear a la República». A la causa republicana también se sumaron los intelectuales que formaron la Agrupación al Servicio de la República (encabezada por José Ortega y Gasset, Gregorio Marañón y Ramón Pérez de Ayala).

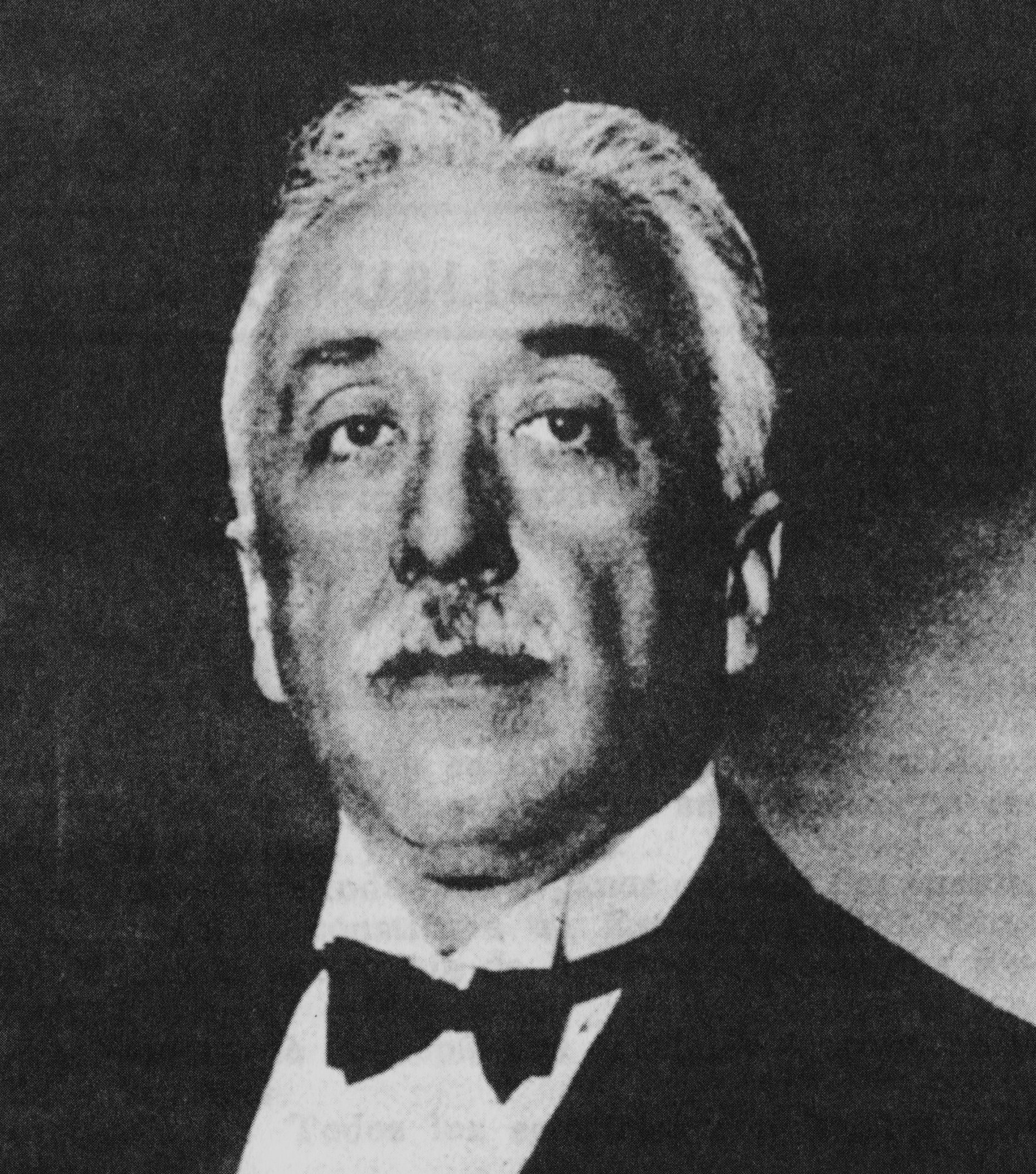
Niceto Alcalá-Zamora.

El día 17 de agosto de 1930 tuvo lugar el llamado Pacto de San Sebastián en la reunión promovida por la Alianza Republicana en la que al parecer (ya que no se levantó acta escrita de la misma) se acordó la estrategia para poner fin a la Monarquía de Alfonso XIII y proclamar la Segunda República Española. A la reunión asistieron según consta en la "Nota oficiosa" hecha pública al día siguiente, por la Alianza Republicana, Alejandro Lerroux, del Partido Republicano Radical, y Manuel Azaña, del Grupo de Acción Republicana; por el Partido Radical-Socialista, Marcelino Domingo, Álvaro de Albornoz y Ángel Galarza; por la Derecha Liberal Republicana, Niceto Alcalá-Zamora y Miguel Maura; por Acción Catalana,  Manuel Carrasco Formiguera; por Acción Republicana de Cataluña, Macià Mallol Bosch; por Estat Català, Jaume Aiguader; y por la Federación Republicana Gallega, Santiago Casares Quiroga. A título personal también asistieron Indalecio Prieto, Felipe Sánchez Román, y Eduardo Ortega y Gasset, hermano del filósofo. Gregorio Marañón no pudo asistir, pero envió una "entusiástica carta de adhesión".
En octubre de 1930 se sumaron al Pacto, en Madrid, las dos organizaciones socialistas, el PSOE y la UGT, con el propósito de organizar una huelga general que fuera acompañada de una insurrección militar que metiera a "la Monarquía en los archivos de la Historia", tal como se decía en el manifiesto hecho público a mediados de diciembre de 1930. Para dirigir la acción se formó un comité revolucionario integrado por Niceto Alcalá-Zamora, Miguel Maura, Alejandro Lerroux, Diego Martínez Barrio, Manuel Azaña, Marcelino Domingo, Álvaro de Albornoz, Santiago Casares Quiroga y Luis Nicolau d'Olwer, por los republicanos, e Indalecio Prieto, Fernando de los Ríos y Francisco Largo Caballero, por los socialistas. La CNT, por su parte, continuaba su proceso de reorganización (aunque al levantarse su prohibición solo se le dejó reconstituirse a nivel provincial), y de acuerdo con su ideario libertario y "antipolítico" no participó en absoluto en la conjunción republicano-socialista, por lo que continuaría actuando en la práctica como un "partido antisistema” de izquierda revolucionaria.
El comité revolucionario republicano-socialista, presidido por Alcalá Zamora, que celebraba sus reuniones en el Ateneo de Madrid, preparó la insurrección militar que sería arropada en la calle por una huelga general. Este recurso a la violencia y a las armas para alcanzar el poder y cambiar un régimen político lo había legitimado el propio golpe de Estado que trajo la Dictadura.
Sin embargo, la huelga general no llegó a declararse y el pronunciamiento militar fracasó fundamentalmente porque los capitanes Fermín Galán y Ángel García Hernández sublevaron la guarnición de Jaca el 12 de diciembre, tres días antes de la fecha prevista. Estos hechos se conocen como Sublevación de Jaca y los dos capitanes insurrectos fueron sometidos a un consejo de guerra sumarísimo y fusilados. Este hecho movilizó extraordinariamente a la opinión pública en memoria de estos dos "mártires" de la futura República.

### El gobierno del almirante Aznar y la caída de la Monarquía
A pesar del fracaso de la acción en favor de la República dirigida por el comité revolucionario, cuyos miembros, unos fueron detenidos y otros huyeron fuera del país o se escondieron, el general Berenguer se sintió obligado a restablecer la vigencia del artículo 13 de la Constitución de 1876 (que reconocía las libertades públicas de expresión, reunión y asociación) y convocar por fin las elecciones generales para el 1 de marzo de 1931 con el objetivo de llegar a constituir un Parlamento que, enlazando con las Cortes anteriores a la última etapa [la Dictadura de Primo de Rivera] restableciera en su plenitud el funcionamiento de las fuerzas cosoberanas [el rey y las Cortes] que son eje de la Constitución de la Monarquía Española. No se trataba, pues, ni de Cortes Constituyentes, ni de unas Cortes que pudieran acometer la reforma de la Constitución, por lo que la convocatoria no encontró ningún apoyo, ni siquiera entre los monárquicos de los partidos del turno.
El 13 de febrero de 1931 el rey Alfonso XIII ponía fin a la "dictablanda" del general Berenguer y nombraba nuevo presidente al almirante Juan Bautista Aznar, tras intentar sin éxito que aceptara el cargo el liberal Santiago Alba y el conservador "constitucionalista" Rafael Sánchez Guerra (quien se entrevistó con los miembros del "comité revolucionario" que estaban en la cárcel para pedirles que participaran en su gabinete, a lo que estos se negaron: "Nosotros con la Monarquía nada tenemos que hacer ni que decir", le respondió Miguel Maura). Aznar formó un gobierno de “concentración monárquica” en el que entraron viejos líderes de los partidos liberal y conservador, como el conde de Romanones, Manuel García Prieto, Gabriel Maura Gamazo, hijo de Antonio Maura, y Gabino Bugallal.  El gobierno propuso un nuevo calendario electoral: se celebrarían primero elecciones municipales el 12 de abril, y después elecciones a Cortes que tendrían el carácter de Constituyentes, por lo que podrían proceder a la revisión de las facultades de los Poderes del Estado y la precisa delimitación del área de cada uno (es decir, reducir las prerrogativas de la Corona) y a una adecuada solución al problema de Cataluña.
El 20 de marzo, en plena campaña electoral, se celebró el consejo de guerra contra el "comité revolucionario" que había dirigido el movimiento cívico-militar que había fracasado tras la sublevación de Jaca. El juicio se convirtió en una gran manifestación de afirmación republicana y los acusados recuperaron la libertad.

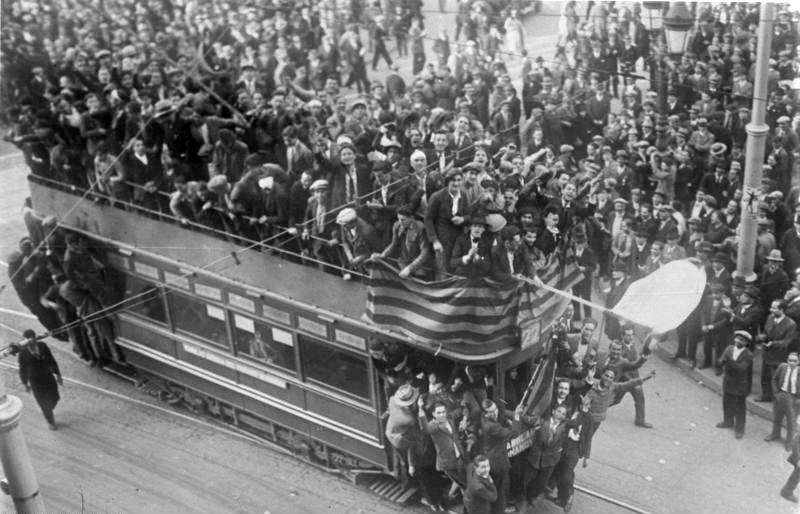
Proclamación de la Segunda República.

Todo el mundo entendió las elecciones municipales del 12 de abril de 1931 como un plebiscito sobre la Monarquía, por lo que cuando se supo que las candidaturas republicano-socialistas habían ganado en 41 de las 50 capitales de provincia (era la primera vez en la historia de España que un gobierno era derrotado en unas elecciones, aunque en las zonas rurales habían ganado los monárquicos porque el viejo caciquismo seguía funcionando),  el comité revolucionario hizo público un comunicado afirmando que el resultado de las elecciones había sido "desfavorable a la Monarquía [y] favorable a la República" y anunció su propósito de actuar con energía y presteza a fin de dar inmediata efectividad a [los] afanes [de esa España, mayoritaria, anhelante y juvenil] implantando la República. El martes 14 de abril se proclamó la República desde los balcones de los ayuntamientos ocupados por los nuevos concejales y el rey Alfonso XIII se vio obligado a abandonar el país. Ese mismo día el comité revolucionario se convirtió en el Primer Gobierno Provisional de la Segunda República Española.

## Responsabilidades
Una de las primeras decisiones de las Cortes Constituyentes formadas tras las elecciones de junio de 1931 fue nombrar una Comisión de Responsabilidades que no solo retomara los trabajos de la abortada por el golpe de Estado de Primo de Rivera de septiembre de 1923, que había tratado sobre el Desastre de Annual, sino que también se ocupara de depurar las responsabilidades contraídas por la Dictadura y por el depuesto rey Alfonso XIII. Sus competencias y atribuciones fueron discutidas entre los días 13 y 25 de agosto y tras un intenso debate se aprobó una ley que las delimitaba. En el artículo 1º se decía: «Las Cortes Constituyentes confieren a su Comisión de Responsabilidades la misión de instruir cuantas diligencias estime oportuno para depurar, y en su día exigir, las altas responsabilidades políticas o de gestión ministerial que hayan causado grave daño material o moral a la Nación, concretadas en las cinco categorías siguientes: a) Alta responsabilidad de Marruecos. b) Política social de Cataluña. c) Golpe de Estado de 13 de Septiembre de 1923. d) Gestión y responsabilidades políticas de las Dictaduras. e) Proceso de Jaca». En el artículo 8º se decía: «Terminada la instrucción de cada expediente, la Comisión elevará a la Cámara la propuesta de responsabilidad, en la cual se señalará en cada caso el Tribunal que, a juicio de la Comisión, debe sancionar los hechos. La Cámara acordará libremente lo que estime oportuno en cada caso particular de los le sean sometidos por la Comisión».
En la madrugada del 20 de noviembre de 1931 el pleno de las Cortes aprobó por aclamación declarar culpable de «alta traición» «al que fue rey de España», «quien, ejercitando los poderes de su magistratura contra la Constitución del Estado, ha cometido la más criminal violación del orden jurídico de su país, y, en su consecuencia, el Tribunal soberano de la Nación declara solemnemente fuera de la Ley a D. Alfonso de Borbón y Habsburgo-Lorena. Privado de la paz jurídica, cualquier ciudadano español podrá aprehender su persona si penetrase en territorio nacional. Don Alfonso de Borbón será degradado de todas sus dignidades, derechos y títulos, que no podrá ostentar legalmente ni dentro ni fuera de España, de los cuales el pueblo español, por boca de sus representantes elegidos para votar las nuevas normas del Estado español, le declara, decaído, sin que pueda reivindicarlos jamás ni para él ni para sus sucesores. De todos los bienes, derechos y acciones de su propiedad que se encuentren en el territorio nacional se incautará, en su beneficio, el Estado, que dispondrá el uso conveniente que deba darles». El presidente del gobierno Manuel Azaña dirigiéndose a los diputados dijo: «con esta votación se realiza la segunda proclamación de la República en España».
Alrededor de un año después, el 7 de diciembre de 1932, se hizo pública la sentencia por la que las Cortes Constituyentes condenaban a los exministros de la Dictadura de Primo de Rivera a entre doce y ocho años de confinamiento en Santa Cruz de Tenerife, en Las Palmas o en Mahón, además de veinte años de inhabilitación con la misma pérdida de derechos pasivos. Sin embargo, ninguno cumplió la sentencia pues se encontraban en el extranjero y el 2 de mayo de 1934 el gobierno de centro-derecha de Alejandro Lerroux los amnistió, por lo que a partir de esa fecha pudieron volver a España.